# Liste der Biografien/Ban
Liste der Biografien |
Portal Biografien |
Personensuche
# |
A |
B |
C |
D |
E |
F |
G |
H |
I |
J |
K |
L |
M |
N |
O |
P |
Q |
R |
S |
T |
U |
V |
W |
X |
Y |
Z |
?
 
Ba |
Be |
Bd |
Bg |
Bh |
Bi |
Bj |
Bl |
Bm |
Bn |
Bo |
Br |
Bs |
Bu |
Bw |
By |
Bz
 
Baa |
Bab |
Bac |
Bad |
Bae |
Baf |
Bag |
Bah |
Bai |
Baj |
Bak |
Bal |
Bam |
Ban |
Bao |
Bap |
Baq |
Bar |
Bas |
Bat |
Bau |
Bav |
Baw |
Bax–Baz
Die Liste der Biografien führt alle Personen auf, die in der deutschsprachigen Wikipedia einen Artikel haben. Dieses ist eine Teilliste mit 1065 Einträgen von Personen, deren Namen mit den Buchstaben „Ban“ beginnt.

## Ban
- Ban, Biao (3–54), chinesischer Historiker und Beamter der Han-Dynastie
- Ban, Chao (32–102), chinesischer Feldherr zur Han-Zeit
- Ban, Gu (32–92), chinesischer Historiker der Han-Dynastie
- Ban, Hyo-jin (* 2007), südkoreanische Sportschützin
- Ban, JiaJia (* 1985), chinesisches Model und Schauspielerin
- Ban, Jieyu, chinesische Dichterin und Geliebte des Han-Kaisers Cheng
- Ban, Ki-moon (* 1944), südkoreanischer Außen- und Handelsminister, Generalsekretär der Vereinten NationenBan Ki-moon (* 1944)

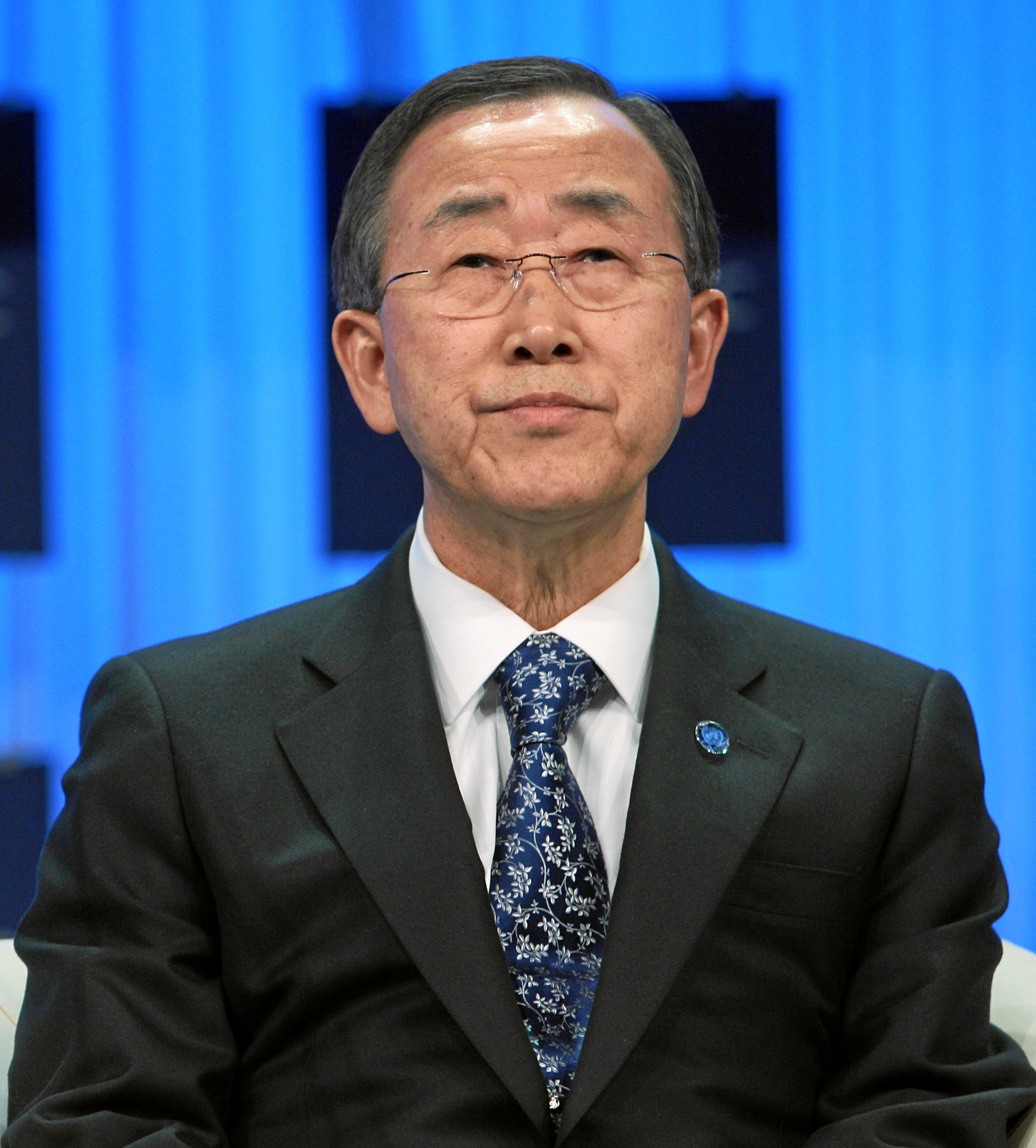
Ban Ki-moon (* 1944)

- Ban, Lucian (* 1969), rumänischer Jazzmusiker
- Ban, Marco (* 1994), deutsch-kroatischer Fußballspieler
- Ban, Motohiko (1905–1998), japanischer Skispringer
- Ban, Nenad (* 1966), kroatischer Molekularbiologe
- Ban, Nobutomo (1773–1846), japanischer Gelehrter und Autor
- Ban, Oana (* 1986), rumänische Kunstturnerin
- Ban, Shigeru (* 1957), japanischer Architekt
- Ban, Shizuo (1896–1989), japanischer Bauingenieur
- Ban, Tetsurō (* 1968), japanischer Dirigent
- Ban, Zhao († 117), chinesische Historikerin
- Bán, Zsófia (* 1957), ungarische Schriftstellerin, Essayistin und Literaturkritikerin
- Bán-Kiss, Edith (1905–1966), ungarische Bildhauerin und Malerin

### Bana
- Bana, Charles (* 1956), kamerunischer Radrennfahrer
- Bana, Eric (* 1968), australischer Schauspieler, Drehbuchautor und FilmproduzentEric Bana (* 1968)

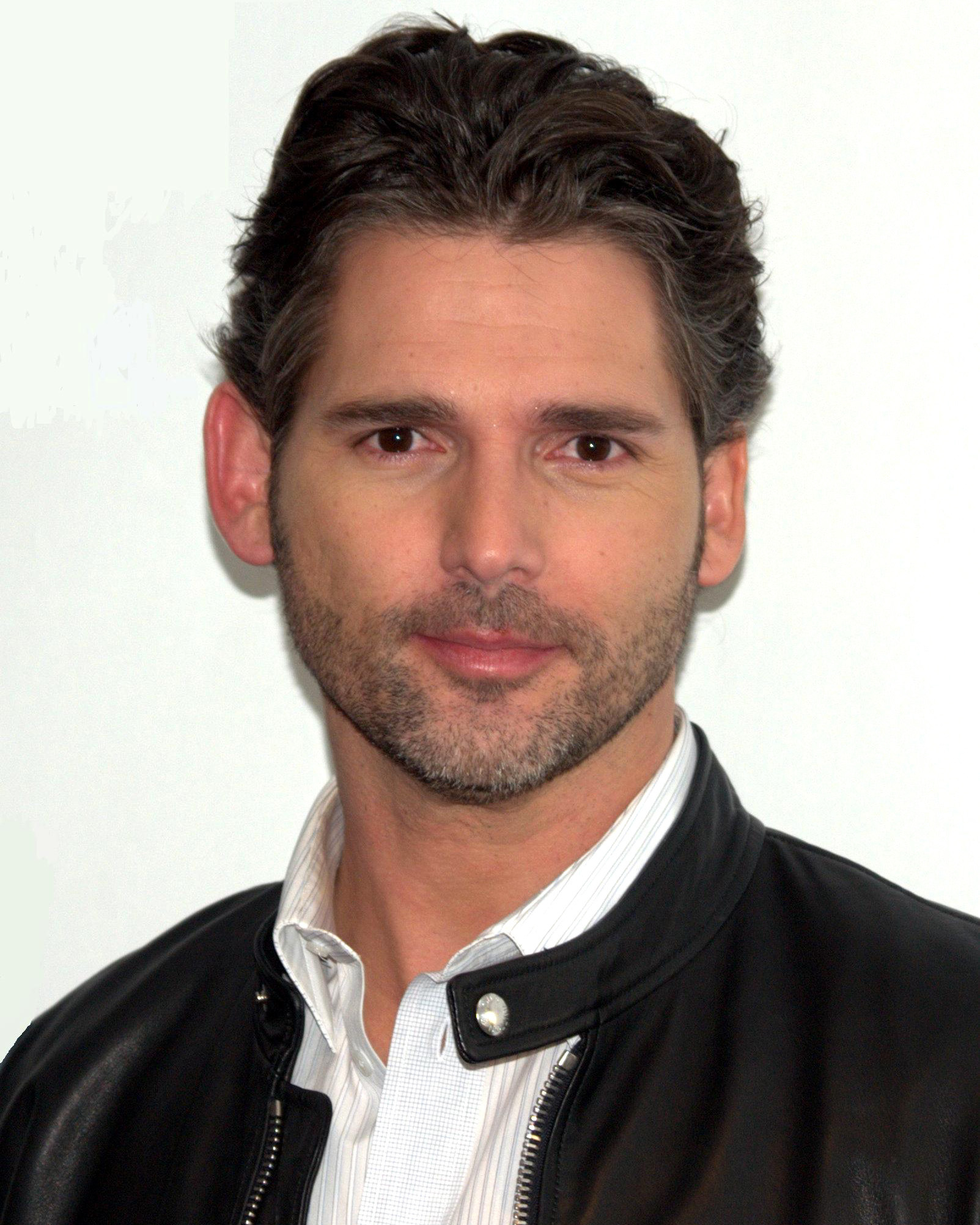
Eric Bana (* 1968)

- Bana, Mahmoud El- (* 1981), ägyptischer Fußballschiedsrichter
- Banabakow, Tinko (* 1994), bulgarischer Boxer
- Banabila, Michel (* 1961), niederländischer Komponist und Klangkünstler
- Banac, Ivo (1947–2020), kroatischer Historiker und Politiker, Hochschullehrer
- Banach, Ed (* 1960), US-amerikanischer Ringer
- Banach, Lou (* 1960), US-amerikanischer Ringer
- Banach, Maurice (1967–1991), deutscher Fußballspieler
- Banach, Michael Wallace (* 1962), US-amerikanischer Geistlicher, römisch-katholischer Erzbischof und Diplomat des Heiligen Stuhls
- Banach, Stefan (1892–1945), polnischer Mathematiker
- Banach, Wiesław (* 1953), polnischer Kunsthistoriker und Buchautor
- Banachek (* 1960), britischer Mentalist
- Banachiewicz, Tadeusz (1882–1954), polnischer Astronom, Mathematiker und Geodät
- Banacos, Charlie (1946–2009), US-amerikanischer Jazzmusiker und Musikpädagoge
- Banafschā ar-Rūmiyya († 1201), Sklavin und Konkubine
- Banaga, Iulia (* 1999), rumänische Hürdenläuferin
- Banahene, Emmanuel (* 1988), ghanaischer Fußballspieler
- Banai, Ehud (* 1953), israelischer Singer-Songwriter
- Banai, Noit (* 1973), US-amerikanische Kunsthistorikerin
- Banai, Yossi (1932–2006), israelischer Chansonnier, Schauspieler und Schriftsteller
- Banaitis, Kazimieras Viktoras (1896–1963), litauischer Komponist
- Banaitis, Saliamonas (1866–1933), litauischer Politiker, Drucker und Verleger
- Banaj, Hrvoje (* 1980), kroatischer Opernsänger und Musicaldarsteller (Tenor/Bariton)
- Banaji, Mahzarin R. (* 1956), indisch-amerikanische Sozialpsychologin
- Banali, Frankie (1951–2020), US-amerikanischer SchlagzeugerFrankie Banali (1951–2020)

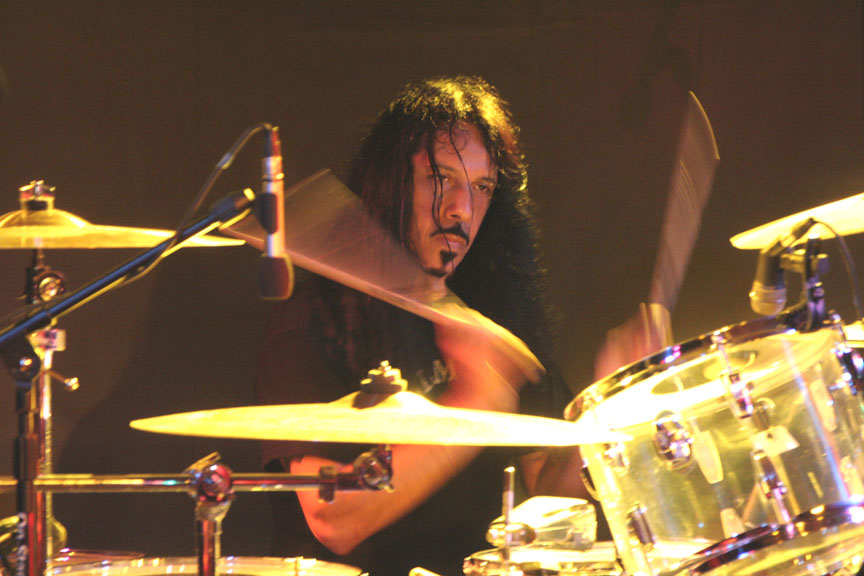
Frankie Banali (1951–2020)

- Banan, Gholam Hossein (1911–1986), iranischer Musiker und Sänger
- Banana, Canaan (1936–2003), erster Präsident von SimbabweCanaan Banana (1936–2003)

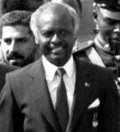
Canaan Banana (1936–2003)

- Banana, Milton (1935–1999), brasilianischer Musiker
- Banana, Yaya (* 1991), kamerunischer Fußballspieler
- Banane, Bonnie (* 1987), französische Sängerin
- Banani, Bruno (* 1987), tongaischer Rennrodler
- Bănărescu, Petre Mihai (1921–2009), rumänischer Ichthyologe (Fischkundler)
- Banaś, Antoni (1873–1936), polnisch-österreichischer Politiker, Bezirksrichter, Gutsbesitzer und Abgeordneter zum Österreichischen Abgeordnetenhaus
- Banas, Bernhard (* 1966), deutscher Arzt insbesondere der Transplantationsmedizin
- Banaś, Jan (* 1943), polnischer Fußballspieler
- Banáš, Jozef (* 1948), slowakischer Schriftsteller und Politiker
- Banas, Michala (* 1978), neuseeländische Schauspielerin und Sängerin
- Banaś, Sylwester (1921–1994), polnischer Autor von Romanen und Jugendbüchern
- Banaschak, Manfred (* 1929), deutscher SED-Funktionär, Hochschullehrer und Chefredakteur in der DDR
- Banaschewski, Anne (1901–1981), deutsche Reformpädagogin und Lehrerin
- Banaschewski, Bernhard (1926–2022), deutsch-kanadischer Mathematiker
- Banaschewski, Edmund (1907–1992), deutscher Verleger und Politiker (CSU)
- Banasiak, Aude (* 1975), französische Fußballspielerin
- Banasik, Christian (* 1963), polnisch-deutscher Komponist
- Banasiuk, Mateusz (* 1985), polnischer Filmschauspieler
- Banaski, Andreas (1957–2021), deutscher Experimentalfilmer und Pionier des deutschen Popjournalismus
- Banassat, Antoine (1729–1794), französischer Geistlicher, Parlamentsabgeordneter und Märtyrer
- Banaszak, Felix (* 1989), deutscher Politiker (Bündnis 90/Die Grünen), MdBFelix Banaszak (* 1989)

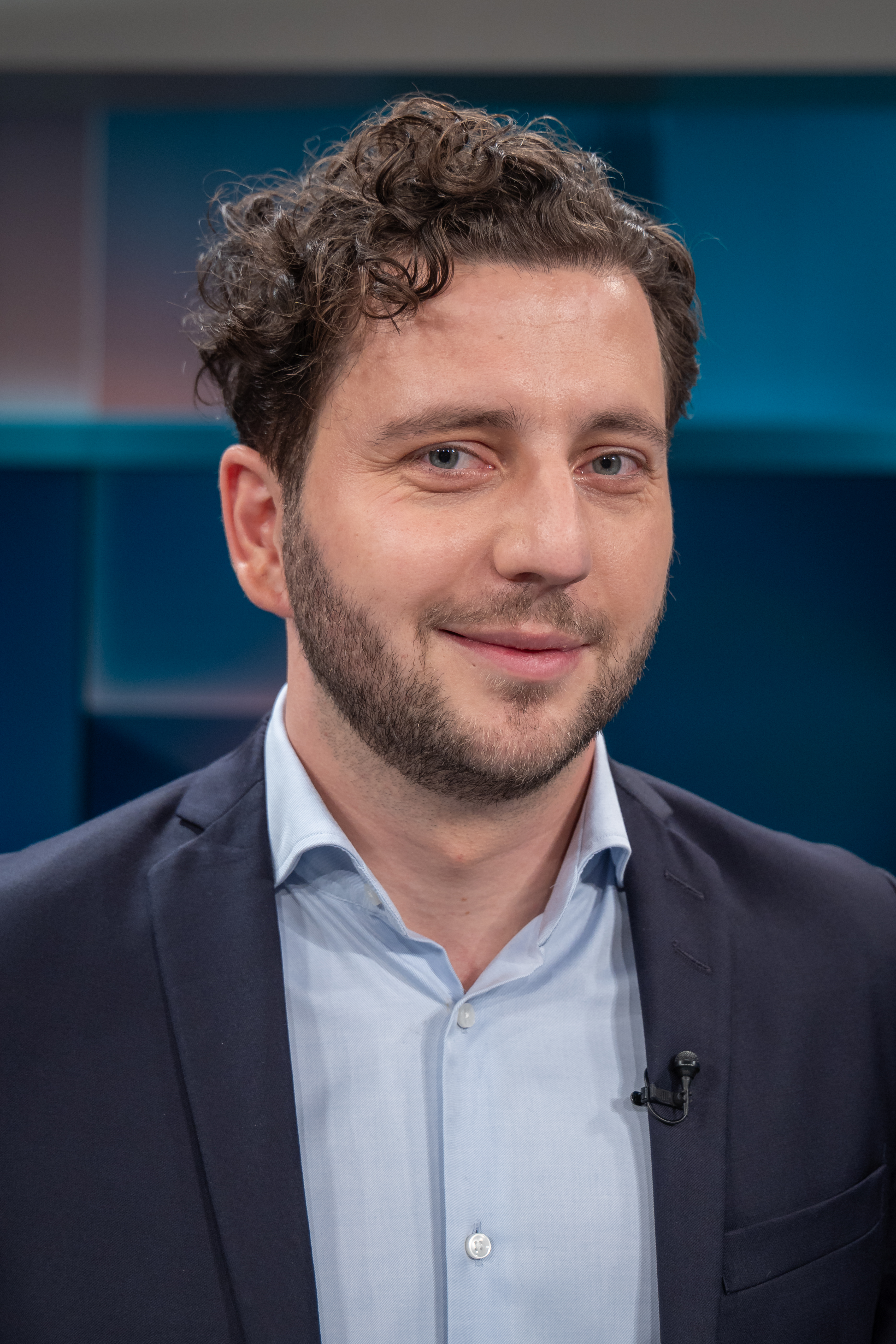
Felix Banaszak (* 1989)

- Banaszak, Hanna (* 1957), polnische Jazz- und Chansonsängerin, Songwriterin und Lyrikerin
- Banaszak, Maciej (* 1975), polnischer Politiker, Mitglied des Sejm
- Banaszek, Alan (* 1997), polnischer Radsportler
- Banaszek, Dariusz (* 1970), polnischer Radrennfahrer
- Banaszek, Norbert (* 1997), polnischer Radrennfahrer
- Banat, Nizar († 2021), palästinensischer Regierungskritiker

### Banb
- Banbury, Frith (1912–2008), britischer Schauspieler und Regisseur
- Banbury, Ian (* 1957), britischer Radsportler

### Banc
- Banc, Iosif (1921–2007), rumänischer Politiker (PMR/PCR)
- Bancalis de Maurel d’Aragon, Charles de (* 1945), französischer Diplomat
- Bancé, Aristide (* 1984), burkinischer Fußballspieler
- Bance, Mariam (* 1993), burkinische Sprinterin
- Bancel, Stéphane (* 1972), französischer Unternehmer, CEO und Mitbesitzer des Unternehmens Moderna
- Bancells (* 1949), spanischer Disney-Comiczeichner
- Banchem, Johan van (1615–1694), niederländischer Jurist und Beamter
- Bancher, Engelbert (1912–1986), österreichischer Pflanzenphysiologe und Hochschullehrer
- Banchero, Davies (* 1990), uruguayischer Fußballspieler
- Banchero, Paolo (* 2002), US-amerikanisch-italienischer BasketballspielerPaolo Banchero (* 2002)

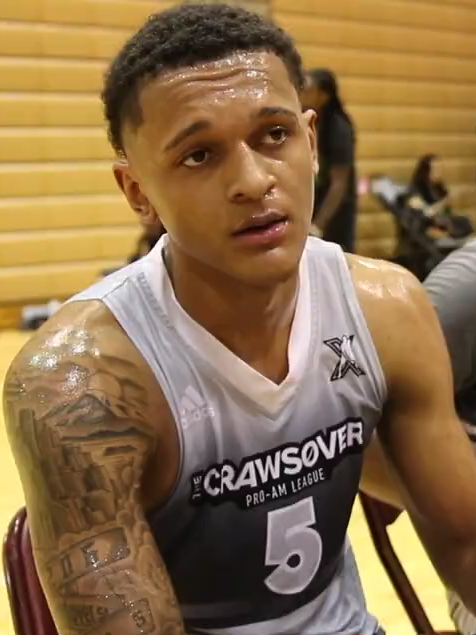
Paolo Banchero (* 2002)

- Banchi, Luciano (1837–1887), italienischer Politiker und Archivar
- Banchieri, Adriano (1568–1634), italienischer Mönch und Komponist
- Banchieri, Antonio (1667–1733), italienischer Geistlicher und Kardinal der Römischen Kirche
- Banchini, Chiara (* 1946), schweizerische Violinistin und Dirigentin
- Banchini, Leopold (* 1981), Schweizer Architekt und Hochschullehrer
- Banchoff, Thomas (* 1938), US-amerikanischer Mathematiker
- Banchong Aribarg, Joseph (1927–2012), thailändischer Geistlicher und römisch-katholischer Bischof von Nakhon Sawan
- Banchong Chaiyara, Philip (* 1945), thailändischer Ordensgeistlicher, emeritierter römisch-katholischer Bischof von Ubon Ratchathani
- Banchong Thopanhong, Tito (1947–2025), laotischer römisch-katholischer Geistlicher, Apostolischer Administrator von Luang Prabang
- Banchs, Enrique (1888–1968), argentinischer Lyriker
- Banci, Ercole, italienischer Maler
- Bančić, Ivica (* 1971), kroatischer Fußballspieler
- Bancic, Olga (1912–1944), rumänische Kommunistin und Mitglied der französischen Résistance
- Bancilhon, Odette (1908–1998), französische Astronomin
- Banciu, Carmen-Francesca (* 1955), rumänische Schriftstellerin
- Banck, Carl (1809–1889), deutscher Komponist und Musikschriftsteller
- Banck, Geeske (* 1981), deutsche Volleyball- und Beachvolleyballspielerin
- Banck, Heinrich Ludwig (* 1826), deutscher Bankier
- Banck, Otto Alexander (1824–1916), deutscher Dichter
- Bancken, Margaretha van, niederländische Verlegerin
- Bancker, Gerard (1740–1799), US-amerikanischer Politiker
- Banco, Alma del († 1943), deutsche Malerin
- Banco, Gerhart (1926–2024), österreichischer Blasmusik-Komponist und Musikpädagoge
- Banco, Matías (* 1989), argentinischer Fußballspieler
- Banco, Nanni di († 1421), italienischer Bildhauer der Florentiner Schule
- Banco, Nelly (* 1986), französische Leichtathletin
- Báncora, Salomé (* 1993), argentinische Skirennläuferin
- Bancouly, Rachel (* 1983), ivorische Fußballspielerin
- Bancroft, Ann (* 1955), US-amerikanische Abenteurerin, Polarforscherin und Autorin
- Bancroft, Anne (1931–2005), US-amerikanische SchauspielerinAnne Bancroft (1931–2005)

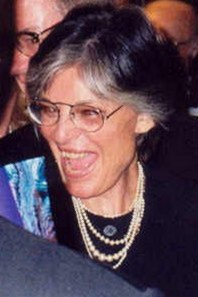
Anne Bancroft (1931–2005)

- Bancroft, Dave (1891–1972), US-amerikanischer Baseballspieler
- Bancroft, Edward (1744–1821), britischer Arzt, Chemiker und Naturforscher
- Bancroft, Effie (1839–1921), englische Schauspielerin und Theatermanagerin
- Bancroft, Frederic (1860–1945), US-amerikanischer Historiker
- Bancroft, George (1800–1891), amerikanischer Historiker und Staatsmann
- Bancroft, George (1882–1956), US-amerikanischer Schauspieler
- Bancroft, Hubert Howe (1832–1918), amerikanischer Historiker und Ethnologe
- Bancroft, Hugh (1904–1988), kanadischer Organist und Komponist
- Bancroft, Ian, Baron Bancroft (1922–1996), britischer Regierungsrat
- Bancroft, Joseph (1836–1894), britisch-australischer Mediziner, Pharmakologe und Parasitologe
- Bancroft, Phil (* 1967), britischer Jazzsaxophonist
- Bancroft, Richard (1544–1610), englischer Geistlicher, Erzbischof von Canterbury
- Bancroft, Ruth (1908–2017), US-amerikanische Landschaftsarchitektin und Gartendesignerin
- Bancroft, Steve (* 1970), kanadischer Eishockeyspieler
- Bancroft, Tom (* 1967), britischer Jazzmusiker (Schlagzeug, Komposition)
- Bancroft, Wilder Dwight (1867–1953), amerikanischer Chemiker der Physikalischen Chemie
- Bancroft-Krichko, Leslie (* 1959), US-amerikanische Skilangläuferin
- Bancroft-Marcus, Rosemary E., britische Neogräzistin
- Bancu, Nicușor (* 1992), rumänischer Fußballspieler

### Band
- Band, Albert (1924–2002), US-amerikanischer Filmproduzent und Regisseur
- Band, Alex (* 1981), US-amerikanischer SängerAlex Band (* 1981)

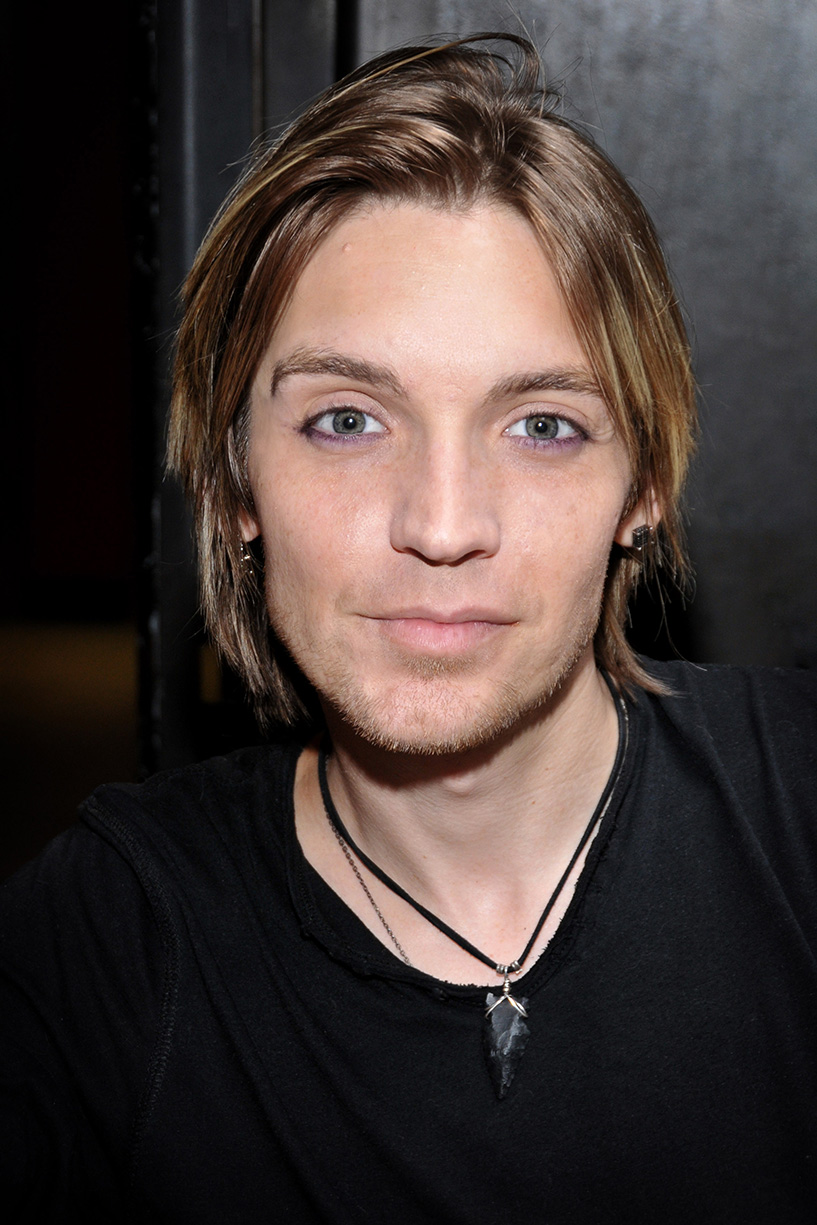
Alex Band (* 1981)

- Band, Charles (* 1951), US-amerikanischer Regisseur, Drehbuchautor, Produzent
- Band, Ekkehard (1945–2016), deutscher Politiker (SPD), Bezirksbürgermeister des Berliner Bezirks Tempelhof-Schöneberg
- Band, Erich (1876–1945), deutscher Dirigent, Chorleiter und Komponist
- Band, George (1929–2011), britischer Bergsteiger
- Band, Heinrich (1821–1860), deutscher Erfinder des Bandoneons
- Band, Jonathon (* 1950), britischer Admiral
- Band, Karl (1900–1995), deutscher Architekt
- Band, Richard (* 1953), US-amerikanischer Filmkomponist
- Band, Victor (1897–1973), österreichischer Politiker (NSDAP), MdR
- Banda Bahadur (1670–1716), Führer aufständischer Sikhs
- Banda, Aleke (1939–2010), malawischer Politiker und Unternehmer
- Banda, Alessandro (* 1963), italienischer Schriftsteller (Südtirol)
- Banda, Alick (* 1963), sambischer Geistlicher und römisch-katholischer Erzbischof von Lusaka
- Banda, Barbra (* 2000), sambische Fußballspielerin und BoxerinBarbra Banda (* 2000)

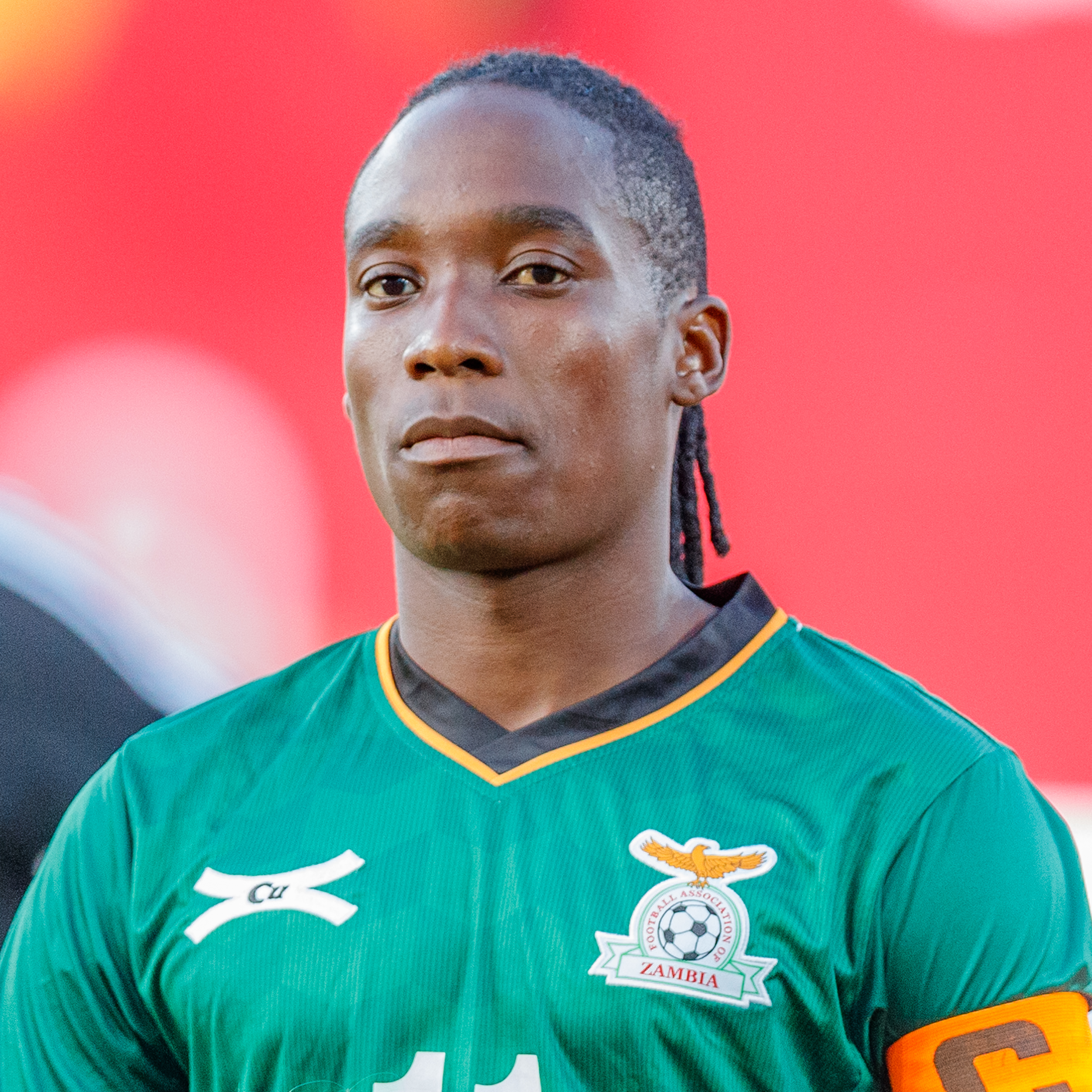
Barbra Banda (* 2000)

- Banda, Charles Romel (* 1956), sambischer Politiker
- Banda, Esther (* 2004), sambische Fußballspielerin
- Banda, Etta (* 1949), malawische Politikerin
- Banda, Hastings Kamuzu († 1997), malawischer Politiker, Präsident und Diktator Malawis
- Banda, John (* 1993), malawischer Fußballspieler
- Banda, Joyce (* 1950), malawische Politikerin, Präsidentin von Malawi
- Banda, Lewis (* 1982), simbabwischer Leichtathlet
- Banda, Memory (* 1996), malawische Menschenrechtsaktivistin
- Banda, Nicholas (* 1950), sambischer Politiker, Stellvertretender Minister für Kommunale Entwicklung und Soziale Dienste
- Banda, Rupiah (1937–2022), sambischer Politiker, Präsident von Sambia
- Banda, Susan (* 1990), sambische Fußballspielerin
- Banda, Tony (* 1956), US-amerikanischer Jazzmusiker (Bass)
- Bandai, Hiroki (* 1986), japanischer Fußballspieler
- Bandala, Orlando, Fußballspieler
- Bandalac, Efimia (* 1962), moldauische Politikerin (PAS)
- Bandali, Feizollah (* 1939), iranischer Skirennläufer
- Bandalowska, Zwetana (* 1976), bulgarische Opernsängerin (Sopran)
- Bandar ibn Sultan (* 1949), saudi-arabischer Politiker und Diplomat
- Bandaranaike, Anura (1949–2008), sri-lankischer Politiker
- Bandaranaike, Felix Dias (1930–1985), sri-lankischer Politiker
- Bandaranaike, S. W. R. D. (1899–1959), Premierminister von Ceylon, dem heutigen Sri Lanka (1956–1959)
- Bandaranaike, Sirimavo (1916–2000), sri-lankische Politikerin, Premierministerin Sri LankasSirimavo Bandaranaike (1916–2000)

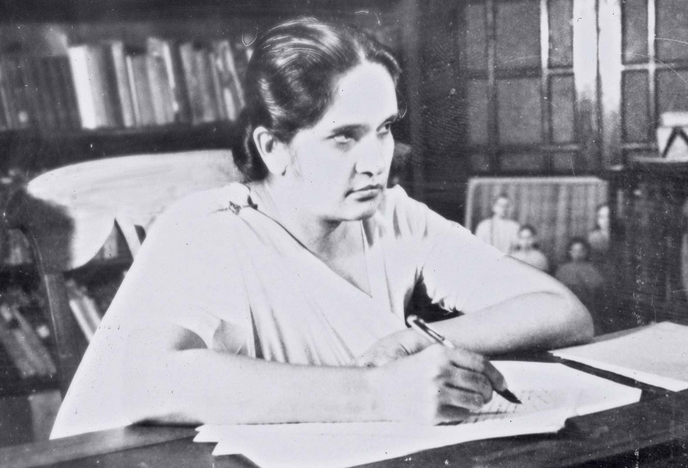
Sirimavo Bandaranaike (1916–2000)

- Bandaranayake, Shirani (* 1958), sri-lankische Richterin und Hochschullehrerin
- Bandarenka, Arzjom (* 1991), belarussischer Drei- und Weitspringer
- Bandarenka, Raman (1989–2020), belarussischer Aktivist
- Bandarra, Gonçalo Anes († 1556), portugiesischer Schuhmacher, Dichter und Prophet
- Bandasak, Arnon (* 1982), thailändischer Fußballtrainer
- Bandau, Joachim (* 1936), deutscher Bildhauer, Maler, Grafiker und Hochschullehrer
- Bandé, Hassane (* 1998), burkinischer Fußballspieler
- Bande, Tijjani Muhammad (* 1957), nigerianischer Politikwissenschaftler und Diplomat
- Bandecchi, Susan (* 1998), Schweizer Tennisspielerin
- Bandeira Coêlho, Sebastião (* 1959), brasilianischer Geistlicher, römisch-katholisch Bischof von Coroatá
- Bandeira, Alda (* 1949), santomesische Politikerin
- Bandeira, Eliana (* 1996), portugiesisch-brasilianische Leichtathletin
- Bandeira, Gabriela (* 1982), uruguayische Fußballschiedsrichterin
- Bandeira, Manuel (1886–1968), brasilianischer Lyriker
- Bandeira, Rui (* 1973), portugiesischer Pop- und Schlagersänger
- Bandekow, Fred (1934–2016), deutscher Maler des phantastischen Realismus
- Bandekow, Lutz (* 1948), deutscher Generalarzt und Kommandeur Sanitätskommando III des Sanitätsdienstes der Bundeswehr
- Bandel, Ernst von (1800–1876), deutscher Architekt, Bildhauer und MalerErnst von Bandel (1800–1876)

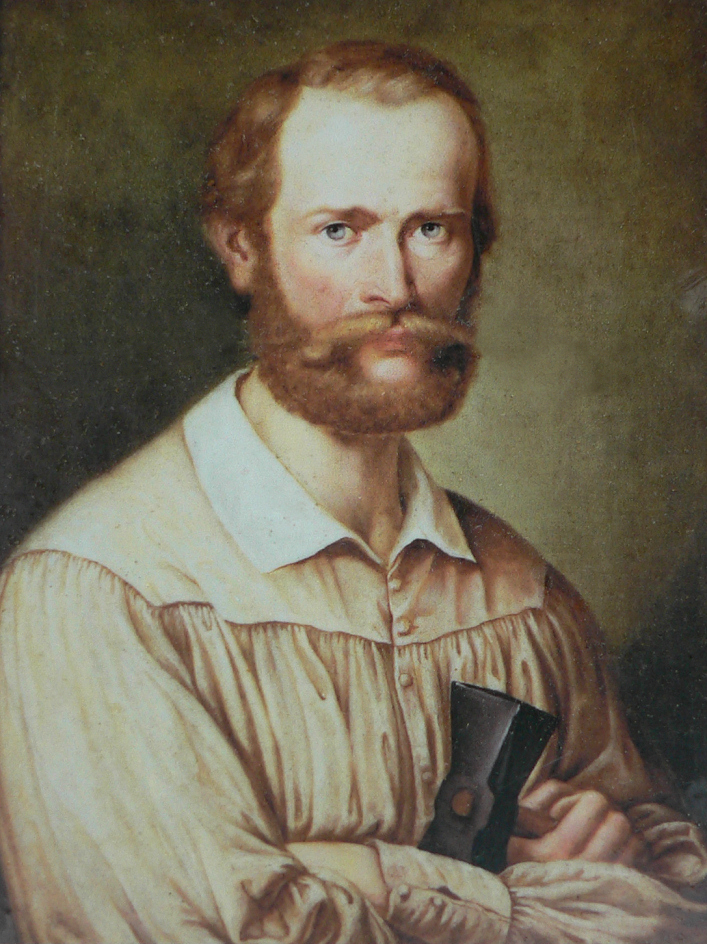
Ernst von Bandel (1800–1876)

- Bandel, Eugen (1879–1948), deutscher Bankmanager und Vorstandsmitglied der Commerzbank
- Bandel, Georg Carl von (1746–1818), deutscher Beamter
- Bandel, Hannskarl (1925–1993), deutsch-amerikanischer Bauingenieur
- Bandel, Hans (1918–2003), deutscher Architekt und Stadtplaner der Nachkriegszeit
- Bandel, Heinrich von (1829–1864), deutscher Bildhauer
- Bandel, Johann Philipp (1785–1866), deutscher Kaufmann und Politiker
- Bandel, Julius von (1845–1899), deutscher Gutsbesitzer und Fideikommißstifter
- Bandel, Klaus (* 1941), deutscher Paläontologe und Malakologe
- Bandel, Nachum (* 1928), israelischer Zeitzeuge und Holocaustüberlebender
- Bandel, Roderich von (1830–1913), deutscher Architekt
- Bandele, Biyi (1967–2022), nigerianischer Schriftsteller
- Bandele, Hans (1909–1997), deutscher Sportfunktionär
- Bandelier, Adolph Francis Alphonse (1840–1914), schweizerisch-amerikanischer Archäologe
- Bandelin, Johann Niklas (1741–1824), deutscher Pädagoge und Dichter
- Bandell, Eugenie (1858–1918), deutsche Malerin, Radiererin und Grafikerin
- Bandelli, Bandello († 1415), italienischer Geistlicher, Kardinal der Römischen Kirche
- Bandello, Matteo, italienischer Dichter
- Bandelow, Borwin (* 1951), deutscher Psychiater, Psychologe und PsychotherapeutBorwin Bandelow (* 1951)

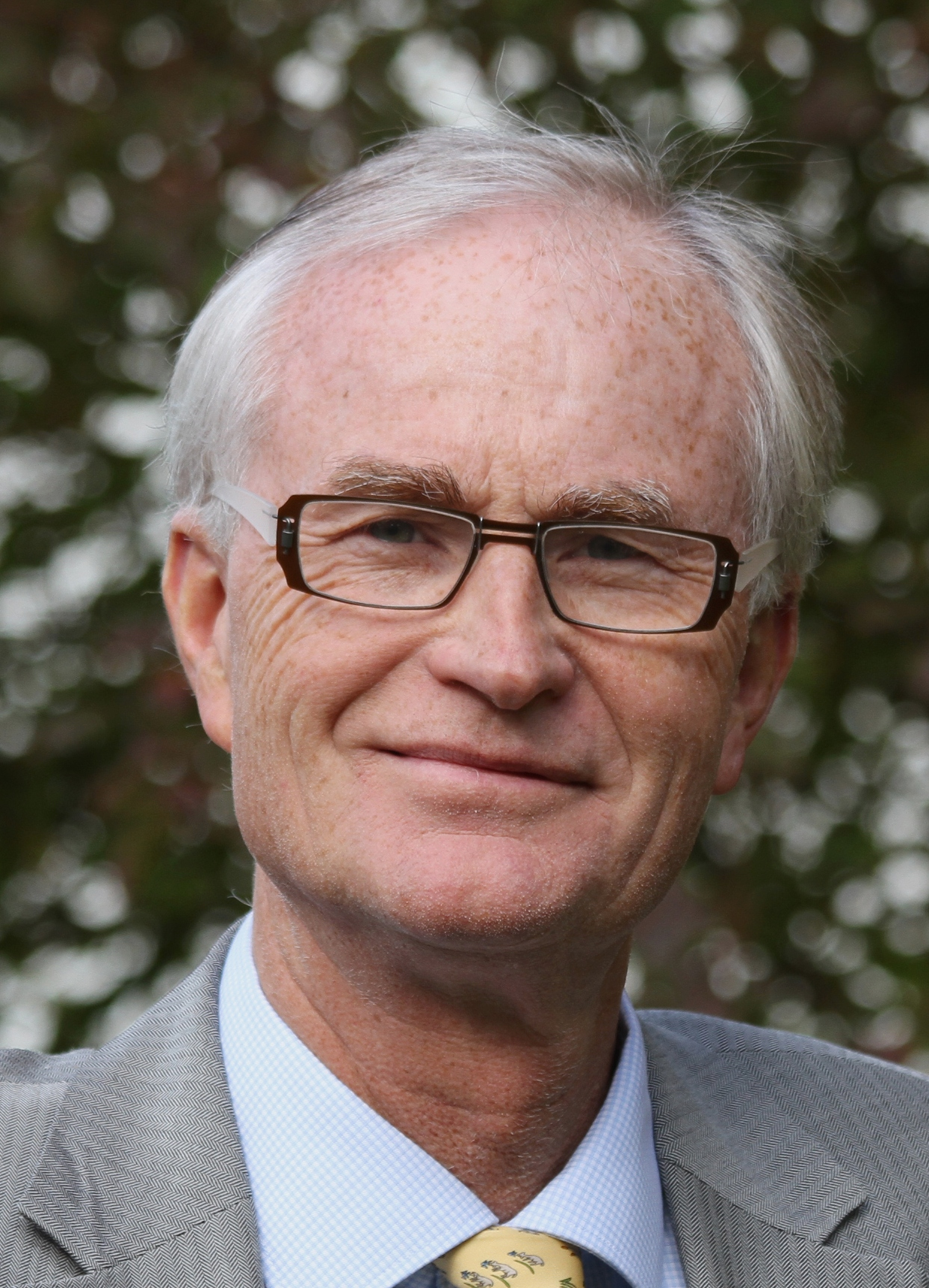
Borwin Bandelow (* 1951)

- Bandelow, Carl Friedrich David (1804–1869), deutscher Politiker
- Bandelow, Christoph (1939–2011), deutscher Mathematiker
- Bandelow, Karli (1905–1954), deutsches Opfer eines DDR-Schauprozesses
- Bandelow, Nils C. (* 1968), deutscher Politikwissenschaftler
- Bandemer, Christian Friedrich von (1717–1782), preußischer Generalmajor
- Bandemer, Ernst Friedrich von († 1817), preußischer Generalmajor
- Bandemer, Ernst Friedrich Wilhelm von (1768–1848), preußischer Offizier und Landrat, Ritter des Ordens Pour le Mérite
- Bandemer, Friedrich Asmus von (1685–1770), preußischer Oberst, Chef des Husarenregiments Nr. 3, Erbherr von Reitz
- Bandemer, Hans Walter (1932–2009), deutscher Mathematiker
- Bandemer, Hans Wilhelm von (1725–1788), preußischer Generalmajor
- Bandemer, Joachim Christian von (1702–1764), preußischer Generalmajor, Chef des Leibkarabinerregiments
- Bandemer, Peter Heinrich Erdmann von († 1757), preußischer Major und Kommandeur eines Grenadierbataillons
- Bandemer, Rudolf von (1829–1906), deutscher Gutsbesitzer und Politiker
- Bandemer, Susanne von (1751–1828), deutsche Schriftstellerin
- Bandemer, Valentin Ludwig von (* 1726), preußischer Oberst und Kommandeur eines Grenadierbataillons
- Bandemer, Werner von (1817–1895), preußischer Rittergutsbesitzer und Politiker, MdH
- Bandemer, Wilhelm von (1861–1914), Gutsbesitzer und preußischer Politiker
- Banden, Olga, deutsche Opernsängerin (Alt, Mezzosopran)
- Bandera, Andrij (1882–1941), ukrainischer Priester, Militärgeistlicher und Politiker
- Bandera, Jaroslawa (1917–1977), ukrainische politische Aktivistin
- Bandera, Matías (* 1997), uruguayischer Fußballspieler
- Bandera, Stepan (1909–1959), ukrainischer Politiker
- Bandera, Wassyl (1915–1942), ukrainischer politischer Aktivist und Nationalistenführer
- Banderas, Antonio (* 1960), spanischer SchauspielerAntonio Banderas (* 1960)

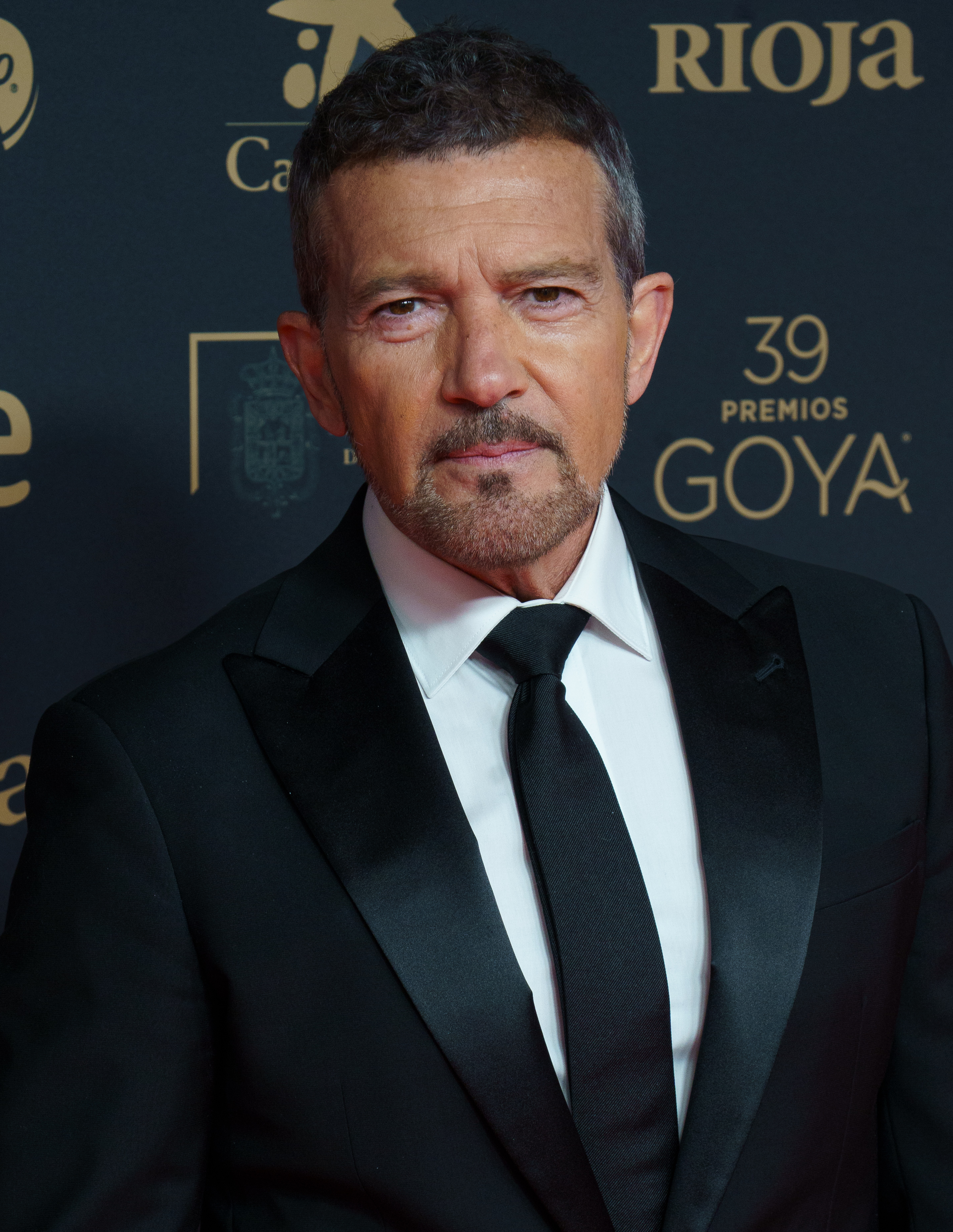
Antonio Banderas (* 1960)

- Bandermann, Sascha (* 1971), deutscher Tennisspieler und Fernsehmoderator
- Bandettini, Teresa (1763–1837), italienische Poetin und Tänzerin
- Bandhauer, Gottfried (1790–1837), deutscher Architekt und Konstrukteur des Klassizismus in Anhalt-Köthen
- Bandhauer-Schöffmann, Irene (* 1958), österreichische Historikerin
- Bandholz, Willy (1912–1999), deutscher Feldhandballspieler
- Bandi, vermutlich nordkoreanischer Schriftsteller
- Bandi, Damdindschawyn (1942–2018), mongolischer Boxer
- Bandi, Giovanni Carlo (1709–1784), italienischer Geistlicher, Kardinal der Römischen Kirche und Bischof von Imola
- Bandi, Hans (1882–1955), Schweizer Offizier
- Bandi, Hans-Georg (1920–2016), Schweizer Prähistoriker
- Bandi, Philipp (* 1977), Schweizer Leichtathlet
- Bandić, Milan (1955–2021), kroatischer Politiker, Bürgermeister von Zagreb
- Bandiera, Attilio (1818–1844), italienischer Freiheitskämpfer
- Bandiera, Emilio (1819–1844), italienischer Freiheitskämpfer
- Bandiera, Marco (* 1984), italienischer Radrennfahrer
- Bandiko, Ulf (* 1969), deutscher Verwaltungsjurist und politischer Beamter
- Bandilla, Gerd (* 1934), deutscher Kommunalpolitiker, ehemaliger Gemeindedirektor und Kreisvertreter von Lyck
- Bandinel, Bulkeley (1781–1861), britischer Bibliothekar
- Bandinelli, Baccio, italienischer Bildhauer
- Bandinelli, Clemente (1534–1555), italienischer Bildhauer
- Bandinelli, Filippo (* 1995), italienischer Fußballspieler
- Bandinelli, Silvio (* 1954), italienischer Filmregisseur, vor allem von Pornofilmen
- Bandinelli, Spartaco (1921–1997), italienischer Boxer
- Bandinelli, Volumnio (1598–1667), italienischer Bischof und Titularpatriarch
- Bandini Baroncelli, Bernardo (1420–1479), italienischer Bankier und Attentäter
- Bandini Piccolomini, Francesco (1500–1588), Erzbischof
- Bandini Piccolomini, Mario († 1558), italienischer Politiker
- Bandini, Angelo Maria (1726–1803), italienischer Autor und Bibliothekar sowie Kanoniker
- Bandini, Armando (1926–2011), italienischer Schauspieler und Synchronsprecher
- Bandini, Baccio (1913–1989), italienischer Filmproduzent, Filmeditor und Filmregisseur
- Bandini, Bruno (1889–1969), argentinischer Bratschist, Dirigent und Musikpädagoge italienischer Herkunft
- Bandini, Ditte (* 1956), deutsche Schriftstellerin, Indologin und Übersetzerin
- Bandini, Lorenzo (1935–1967), italienischer AutomobilrennfahrerLorenzo Bandini (1935–1967)

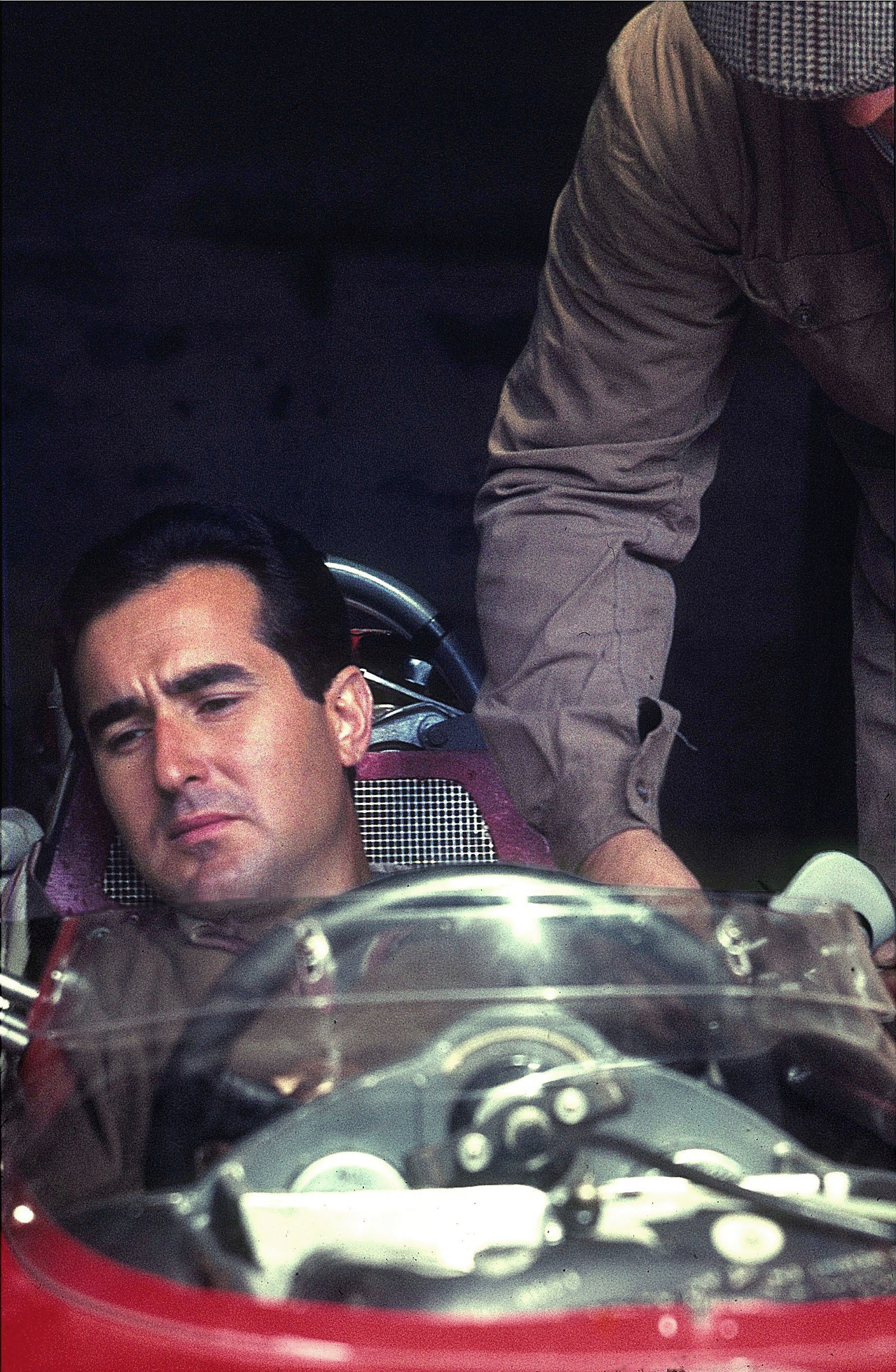
Lorenzo Bandini (1935–1967)

- Bandini, Ottavio (1558–1629), italienischer Kardinal und Erzbischof von Fermo
- Bandini, Rigoberta (* 1990), spanische Popsängerin
- Bandini, Sallustio (1677–1760), italienischer Erzpriester, Politiker und Wirtschaftswissenschaftler
- Bandini, Terzo (1898–1974), italienischer Motorradrennfahrer
- Bandion, Josef (1930–2005), österreichischer Jurist
- Bandion, Karl (1903–2000), österreichischer Politiker (VdU, ÖVP), Abgeordneter zum Nationalrat, Mitglied des Bundesrates
- Bandion, Wolfgang Johannes (* 1950), österreichischer Historiker
- Bandion-Ortner, Claudia (* 1966), österreichische JuristinClaudia Bandion-Ortner (* 1966)

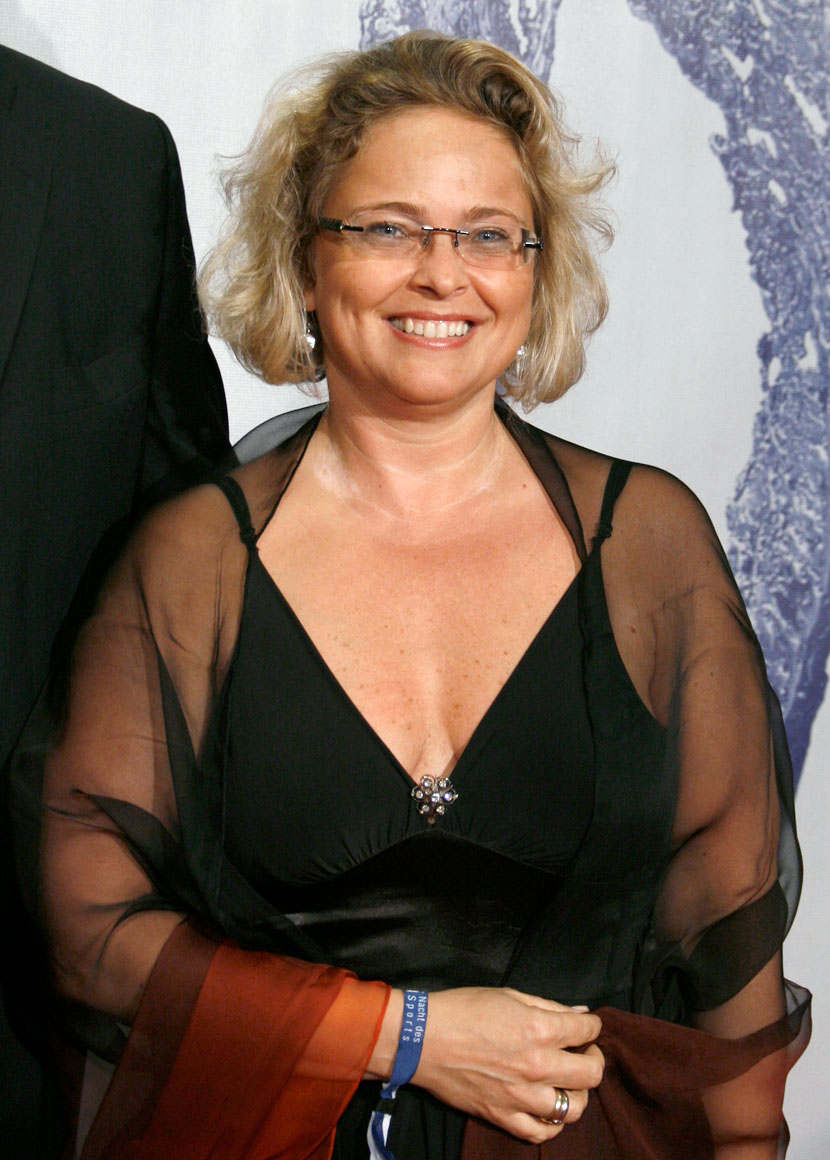
Claudia Bandion-Ortner (* 1966)

- Bandirola, Carlo (1915–1981), italienischer Motorradrennfahrer
- Bandit (* 1975), Schweizer Hip-Hop-Künstler
- Banditelli, Gloria (* 1954), italienische Mezzosopranistin
- Banditi, Francesco Maria (1706–1796), Bischof von Montefiascone, Erzbischof von Benevent, Kardinal
- Bandixen, Claudia (* 1957), Schweizer Pfarrerin der evangelisch-reformierten Kirche
- Bandjar, Sigourney (* 1984), surinamisch-niederländischer Fußballspieler
- Bandl, Ludwig (1842–1892), österreichischer Geburtshelfer und Gynäkologe
- Bandl, Peter (* 1959), deutscher Lichtdesigner am Wiener Burgtheater
- Bandle, Catherine (* 1943), Schweizer Mathematikerin und Hochschullehrerin
- Bandle, Oskar (1926–2009), Schweizer Skandinavist und Onomastiker
- Bandler, Faith (1918–2015), australische Schriftstellerin, politische Aktivistin der Aborigines
- Bandler, Richard (* 1950), US-amerikanischer Psychologe und Mitentwickler der Neurolinguistischen ProgrammierungRichard Bandler (* 1950)

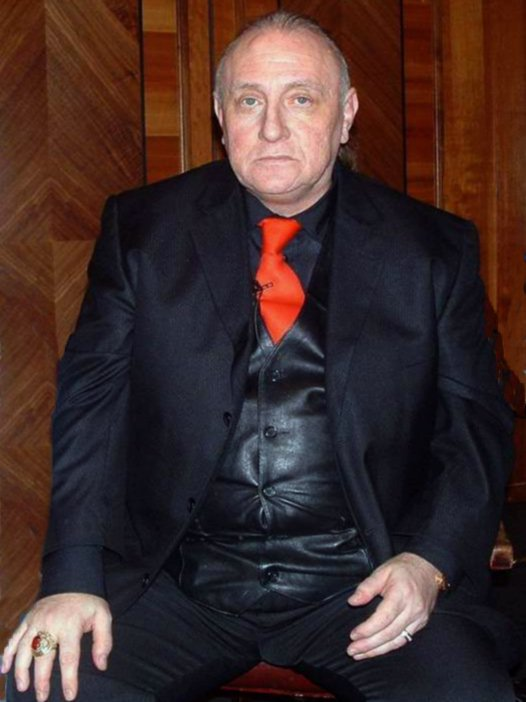
Richard Bandler (* 1950)

- Bandler, Rudolf (1878–1944), deutsch-tschechoslowakischer Opernsänger (Bass) und Regisseur
- Bandler, Susanne (* 1924), tschechisch-britische Schauspielerin und Kabarettistin
- Bandlow, Frieder (* 2001), deutscher Handballspieler
- Bandlow, Heinrich (1855–1933), deutscher Schriftsteller
- Bandmann, Carl Theodor (1820–1902), deutscher Kaufmann und Politiker, MdHB
- Bandmann, Eugen (1874–1948), deutsch-amerikanischer Jurist und Politiker (SPD)
- Bandmann, Günter (1917–1975), deutscher Kunsthistoriker und Hochschullehrer
- Bandmann, Hiob (* 1982), russisch-orthodoxer Bischof der russisch-orthodoxen Auslandskirche
- Bandmann, Manfred (* 1947), deutscher Ingenieur; Vorsitzender der Geschäftsführung der Bau BG
- Bandmann, Tony (1848–1907), deutsche Pianistin, Malerin, Klavierpädagogin und Theoretikerin der Klaviertechnik
- Bandmann, Volker (* 1951), deutscher Politiker (CDU), MdL
- Bandō Tamasaburō V. (* 1950), japanischer Kabuki-Schauspieler
- Bandō, Mariko (* 1946), japanische Schriftstellerin und Frauenrechtlerin
- Bandō, Masako (1958–2014), japanische Schriftstellerin
- Bando, Ryūji (* 1979), japanischer Fußballspieler
- Bando, Serge (* 1988), kamerunischer Fußballspieler
- Bandō, Tsumasaburō (1901–1953), japanischer Filmschauspieler
- Bando, Wilhelm (1819–1899), deutscher Forstwissenschaftler
- Bandō, Yūta (* 1996), japanischer Leichtathlet
- Bandolim, Jacob do (1918–1969), brasilianischer Mandolinist und Komponist
- Bandolin, Gunilla (* 1954), schwedische Bildhauerin, Keramikerin und Garten- und Landschaftsarchitektin
- Bandolowski, Valdemar (* 1946), dänischer Regattasegler
- Bandoly, Sieglinde (* 1936), deutsche Ethnografin und ehemalige Leiterin des Haldensleber Museums
- Bandoma, Steve (* 1981), kongolesischer Künstler
- Bandorf, Claus-Dieter (* 1973), deutscher Jazzpianist
- Bandorf, Melchior Josef (1845–1901), deutscher Psychiater
- Bandow, Doug (* 1957), US-amerikanischer Politikberater
- Bandow, Udo (1932–2023), deutscher Fußballfunktionär und Bankier
- Bandowski, Jannik (* 1994), deutscher Fußballspieler
- Bandres, Lisbeth (* 1988), venezolanische Fußballspielerin
- Bandriwska, Odarka (1902–1981), ukrainische Sängerin und Pianistin
- Bandrowska-Turska, Ewa (1894–1979), polnische Sängerin und Musikpädagogin
- Bandrowski, Alexander von (1860–1913), österreichisch-polnischer Theaterschauspieler, Opernsänger (Tenor) und Intendant
- Bandrowski, Jerzy (1883–1940), polnischer Schriftsteller, Journalist und Übersetzer englischsprachiger Literatur
- Bandrowski, Tomasz (* 1984), polnischer Fußballspieler
- Bandstra, Bert (1922–1995), US-amerikanischer Politiker
- Bandt, Adam (* 1972), australischer Politiker
- Bandt, Hellmut (1917–1976), deutscher Theologe und Hochschullehrer
- Bandt, Olaf (* 1959), deutscher Ingenieur und Naturschützer
- Bandtkie, Jerzy Samuel (1768–1835), polnischer Sprachwissenschaftler
- Banducci, Bruno (1921–1985), US-amerikanischer Footballspieler
- Bandulet, Bruno (* 1942), deutscher Journalist, Verleger und Autor
- Bandur, Jovan (1899–1956), jugoslawischer Komponist
- Bandura, Albert (1925–2021), kanadischer PsychologeAlbert Bandura (1925–2021)

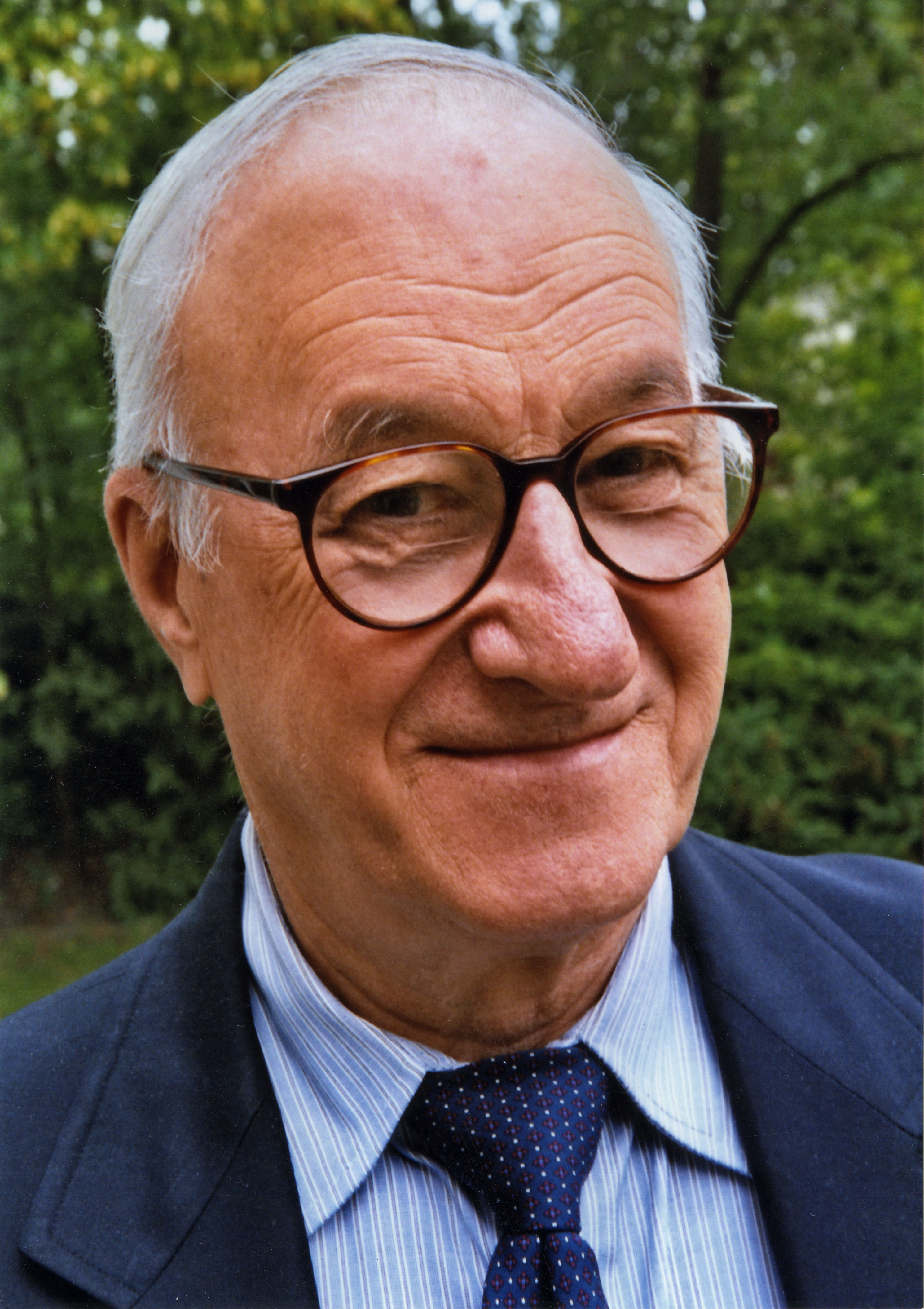
Albert Bandura (1925–2021)

- Bandura, Jürgen (1940–2018), deutscher Fußballspieler
- Bandurski, Christian (* 1982), deutscher Fußballschiedsrichter
- Bandy, Greg (1951–2025), US-amerikanischer Jazzmusiker
- Bandy, Mark Chance (1900–1963), US-amerikanischer Mineraloge
- Bandy, Moe (* 1944), US-amerikanischer Country-Sänger
- Bandyopadhyay, Tarashankar (1898–1971), indischer Schriftsteller
- Bandza, Algirdas (* 1957), litauischer Schachspieler
- Bandžak, Filip (* 1983), tschechischer Opernsänger (Bariton)
- Bandžiukas, Voldemaras (* 1959), litauischer liberaler Politiker

### Bane
- Bane, Desmond (* 1998), US-amerikanischer Basketballspieler
- Bané, Pierre de (1938–2019), kanadischer Politiker
- Bane, Sidi (* 2004), senegalesischer Fußballspieler
- Banecki, Francis (* 1985), deutscher Fußballspieler

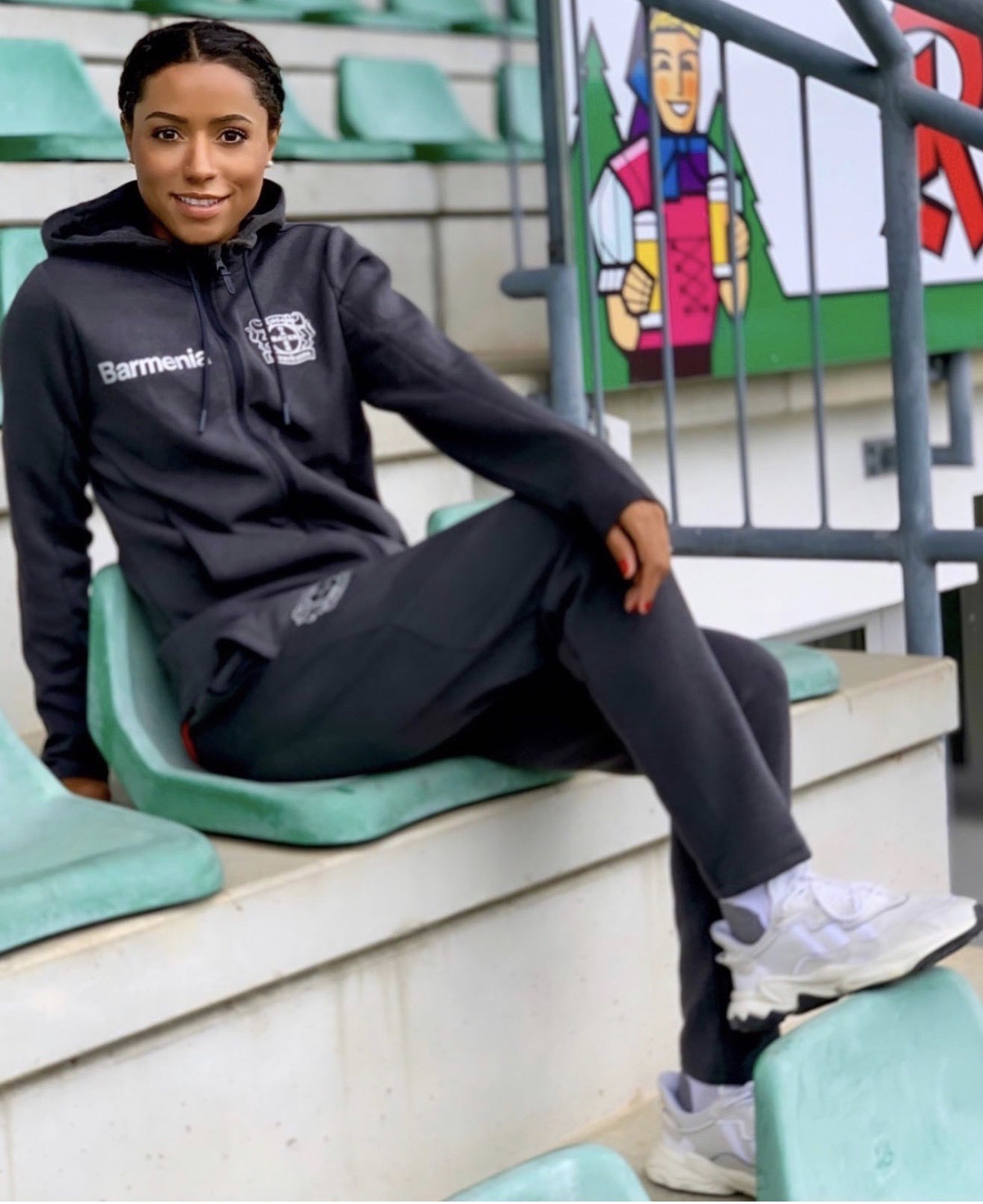
Nicole Banecki (* 1988)

- Banecki, Nicole (* 1988), deutsche FußballspielerinNicole Banecki (* 1988)
- Banecki, Sylvie (* 1988), deutsche Fußballspielerin
- Banega, Éver (* 1988), argentinischer Fußballspieler
- Baneham, Richard (* 1974), irischer Animator und Visual-Effects-Supervisor
- Banel, Jaydon (* 2004), niederländisch-surinamischer Fußballspieler
- Banel, Karolina (* 1993), litauische Biathletin
- Banel, Pierre (1766–1796), französischer General der Infanterie
- Banér, Gustaf Axelsson (1547–1600), schwedischer Staatsmann
- Banér, Gustaf Persson (1618–1689), schwedischer Feldmarschall
- Banér, Johan (1596–1641), schwedischer Feldmarschall im Dreißigjährigen KriegJohan Banér (1596–1641)

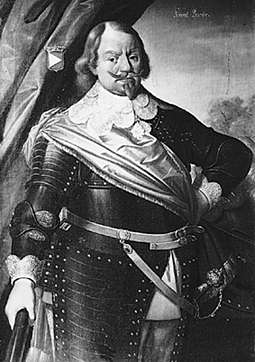
Johan Banér (1596–1641)

- Banér, Per (1588–1644), schwedischer Staatsmann
- Banerjee Divakaruni, Chitra (* 1956), indisch-amerikanische Schriftstellerin
- Banerjee, Abhijit (* 1961), indischer Wirtschaftswissenschaftler und Hochschullehrer
- Banerjee, Alapana (1934–2009), indische klassische Sängerin
- Banerjee, Ambica (1928–2013), indischer Politiker
- Banerjee, Dhriti (* 1970), indische Zoologin
- Banerjee, Jenni (* 1981), finnische Schauspielerin
- Banerjee, Mamata (* 1955), indische Politikerin
- Banerjee, Neal, kanadischer Opernsänger (Tenor), Cellist, Komponist und Dirigent
- Banerjee, Nikhil (1931–1986), indischer Sitarspieler
- Banerjee, Robi (* 1967), deutscher Astrophysiker, Klima- und Umweltbeauftragter der Universität Hamburg und Geschäftsführender Direktor der Hamburger Sternwarte
- Banerjee, Samar (1930–2022), indischer Fußballspieler
- Banerjee, Samir (* 2003), US-amerikanischer Tennisspieler
- Banerjee, Shakuntala (* 1973), deutsche Fernsehjournalistin und ReporterinShakuntala Banerjee (* 1973)

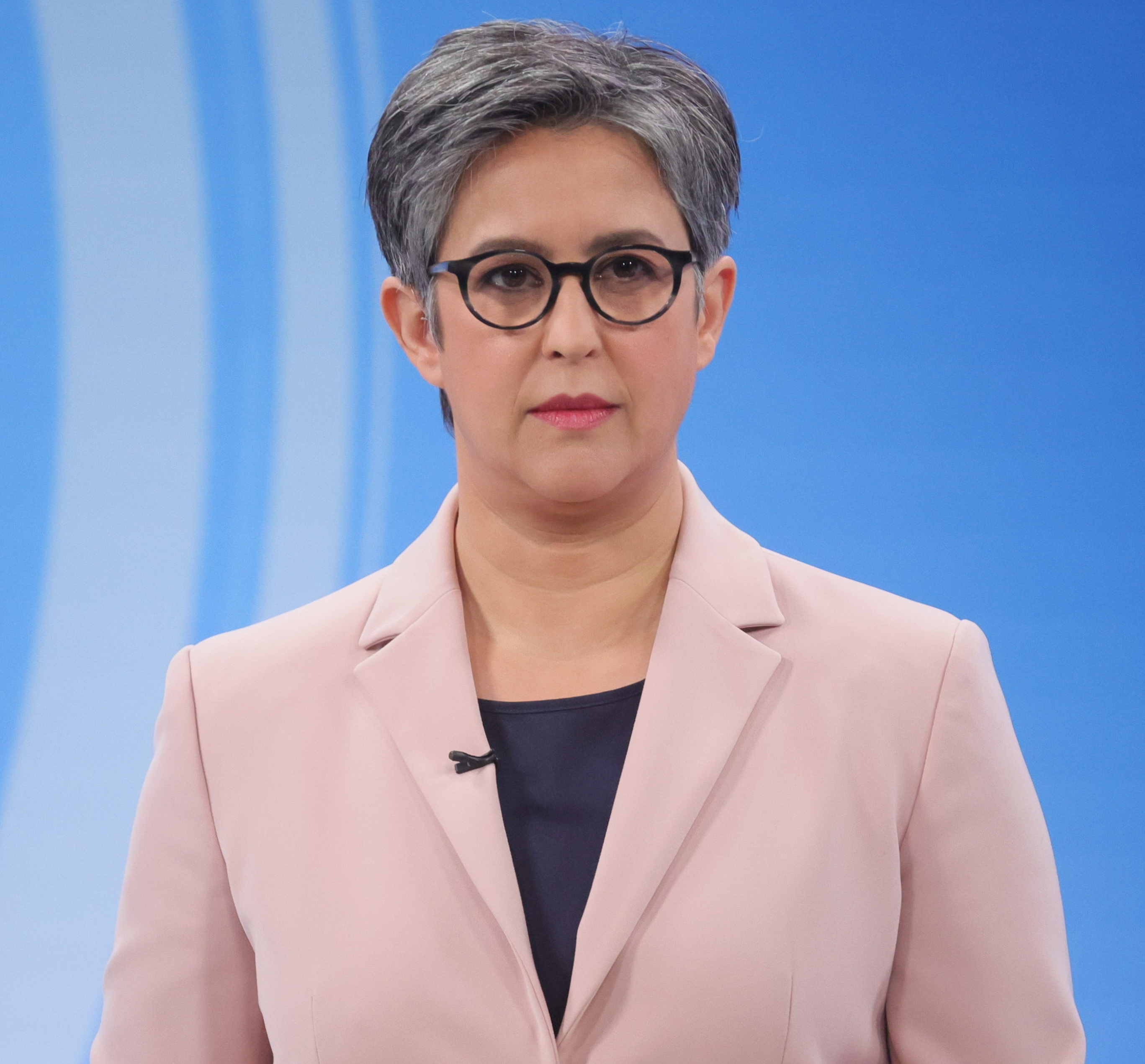
Shakuntala Banerjee (* 1973)

- Banerjee, Sharmila (* 1979), deutsche Comiczeichnerin und Illustratorin
- Banerjee, Subir (* 1938), indischer Geophysiker
- Banerjee, Sushmita (1964–2013), indische Autorin
- Banerjee, Utpal (* 1957), indisch-amerikanischer Molekularbiologe, Zellbiologe und Genetiker
- Banerjee, Victor (* 1946), indischer Schauspieler
- Banert, Klaus (1955–2020), deutscher Chemiker
- Banes, Lionel (1904–1995), britischer Kameramann
- Banes, Lisa (1955–2021), US-amerikanische Schauspielerin
- Banes, Maverick (* 1992), australischer Tennisspieler
- Bănescu, Constantin Virgil (1982–2009), rumänischer Dichter
- Banester, Gilbert († 1487), englischer Komponist und Dichter
- Banet, Heinrich, deutscher Schauspieler und Kabarettist
- Baneth, Eduard (1855–1930), Rabbiner und Talmudist
- Banevič, Dominika (* 2007), litauische Breakdancerin
- Banevičius, Šarūnas (* 1991), litauischer Dreispringer
- Báñez, Domingo (1528–1604), spanischer Theologe und Dominikaner, Hochschullehrer
- Báñez, Fátima (* 1967), spanische Politikerin
- Banez, Tamara, deutsche Liedermacherin

### Banf
- Bánfai, Ágnes (1947–2020), ungarische Turnerin
- Banfalvi, Marta, ungarische Opernsängerin (Sopran)
- Bänfer, Ludwig (1890–1964), deutscher Jurist, Ministerialbeamter in der Finanzverwaltung
- Bánffy, Dániel (1893–1955), ungarischer, Politiker und Ackerbauminister
- Bánffy, Dezső (1843–1911), österreich-ungarischer Politiker
- Bánffy, Eszter (* 1957), ungarische Prähistorikerin
- Bánffy, Miklós (1873–1950), ungarischer Großgrundbesitzer, Politiker und Autor
- Banfi, Antonio (1886–1957), italienischer Philosoph und Marxist
- Banfi, Lino (* 1936), italienischer SchauspielerLino Banfi (* 1936)

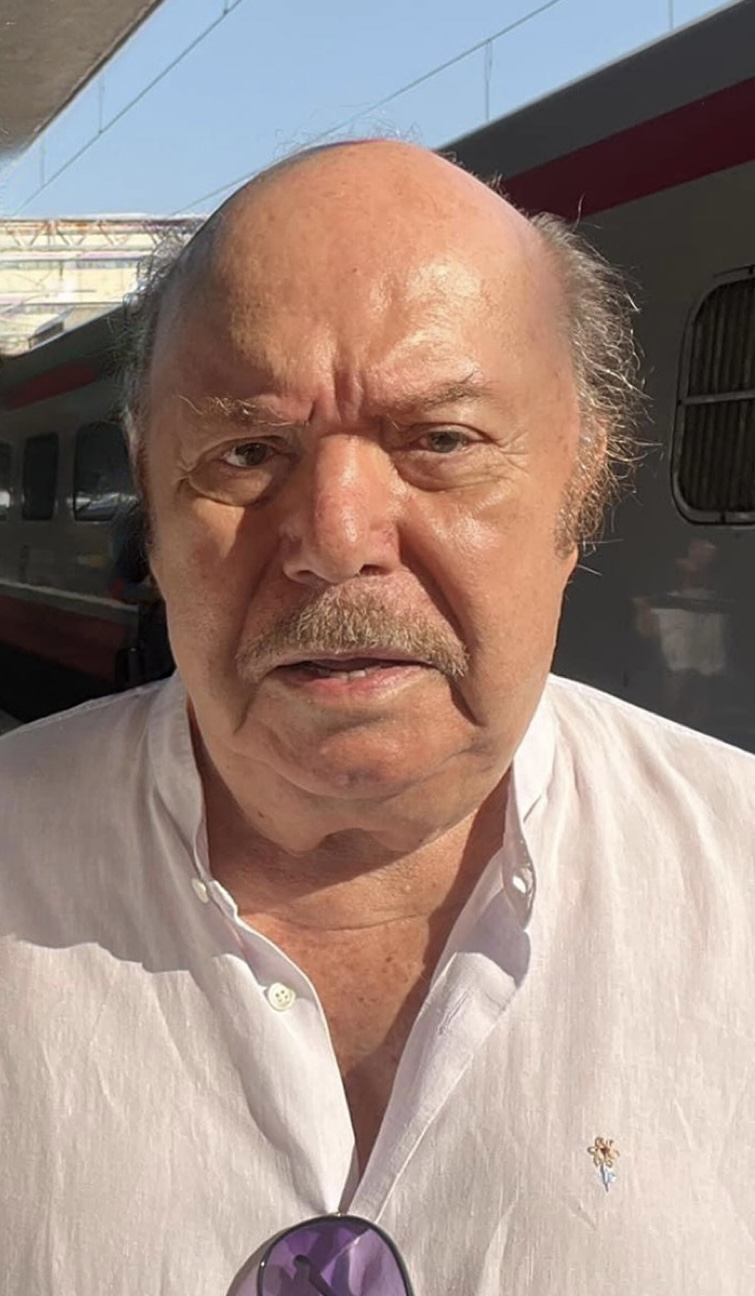
Lino Banfi (* 1936)

- Banfi, Pietro Alessandro (1739–1817), italienischer Geistlicher und Bischof von Tivoli
- Banfi, Raúl (1914–1982), uruguayischer Fußballspieler
- Banfić, Ivana (* 1969), kroatische Dance- und Pop-Sängerin
- Banfield, Audrey (* 1936), britische Hochspringerin
- Banfield, Don (1916–2014), australischer Politiker, Abgeordneter und Minister
- Banfield, Gloria, grenadische Politikerin
- Banfield, Gottfried von (1890–1986), österreichischer Marineflieger, letzter Träger des Maria-Theresia-Ordens
- Banfield, Jillian F. (* 1959), australisch-amerikanische Mikrobiologin und Geologin
- Banfield, Neil (* 1962), englischer Fußballspieler und -trainer
- Banfield, Raffaello de (1922–2008), britischer Komponist
- Banfield, Thomas Collins (1802–1855), irischer Philologe und Nationalökonom
- Banfield, Volker (* 1944), deutscher Pianist
- Banfield-Norris, Adrienne (* 1953), US-amerikanische Schauspielerin
- Banfo, Elena (* 1976), italienische Alpin- und Geschwindigkeitsskifahrerin
- Banfro, Tettey (* 1969), slowenischer Handballspieler

### Bang
- Bằng Kiều (* 1973), vietnamesischer Sänger
- Bang, Andreas (1903–1946), deutscher Landwirt, NSDAP-Funktionär und Landtagsabgeordneter
- Bang, Anthon (1809–1870), norwegischer Autor und Herausgeber
- Bang, Aske (* 1988), dänischer Filmschauspieler, Regisseur und Drehbuchautor
- Bang, Bernhard (1848–1932), dänischer Arzt und Tierarzt
- Bang, Billy (1947–2011), US-amerikanischer Jazzviolinist
- Bang, Chan (* 1997), südkoreanisch-australischer Popsänger, Rapper, Songwriter, Komponist
- Bang, Claes (* 1967), dänischer SchauspielerClaes Bang (* 1967)

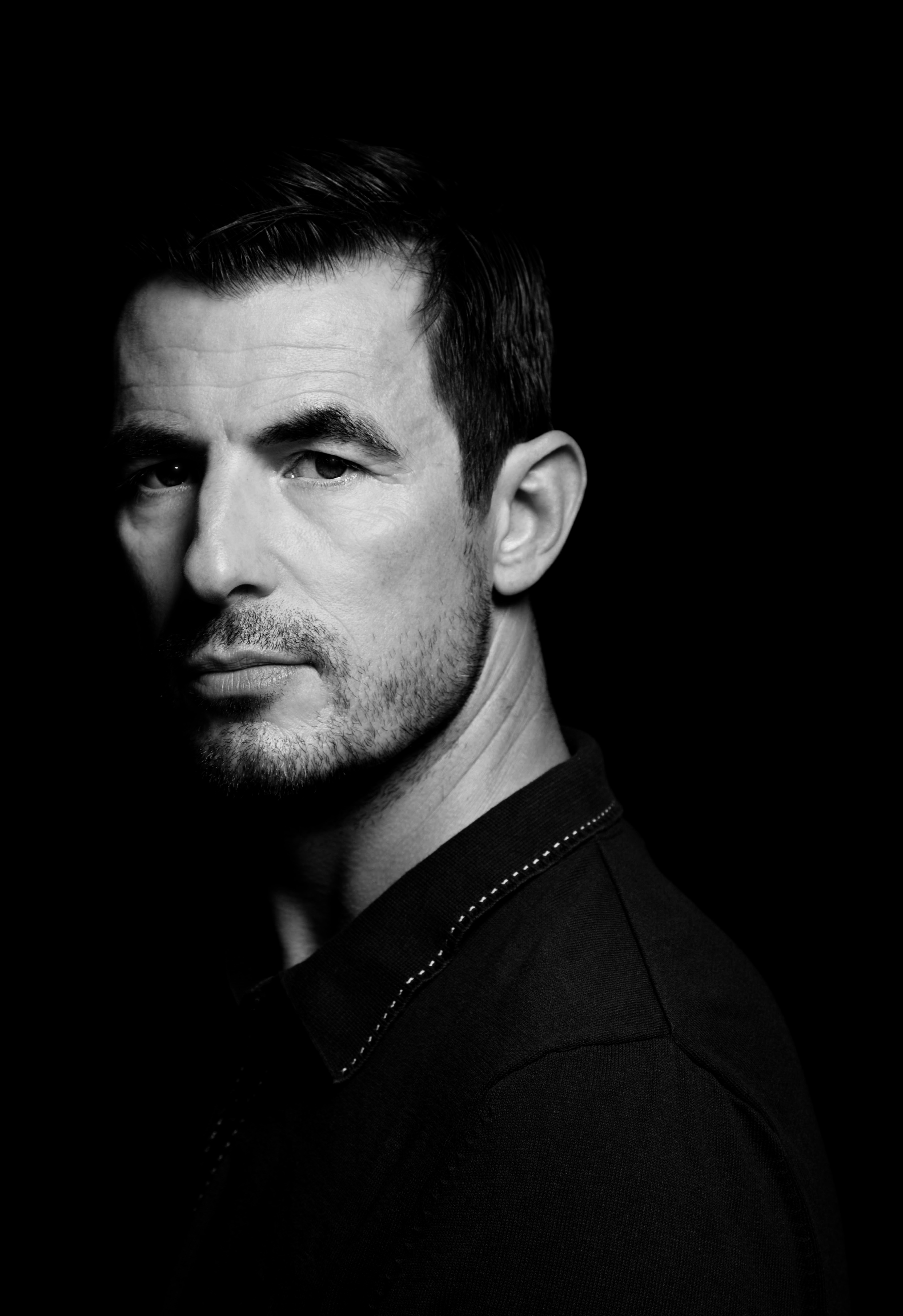
Claes Bang (* 1967)

- Bang, Diana (* 1981), kanadische Schauspielerin, Autorin und Produzentin
- Bang, Ellen (1906–1981), deutsche Schauspielerin bei Bühne und Film
- Bang, Esben Holmboe (* 1982), dänischer Koch
- Bang, Heinrich (1838–1896), Bürgermeister von Wesel und Mülheim an der Ruhr
- Bang, Herman (1857–1912), dänischer Schriftsteller und Journalist
- Bang, Hyeon-seok (* 1961), südkoreanischer Schriftsteller
- Bang, Jan (* 1968), norwegischer Musiker, DJ und Plattenproduzent
- Bang, Jette (1914–1964), dänische Fotografin und Dokumentarfilmerin
- Bang, Johann Heinrich Christian (1774–1851), deutscher lutherischer Pfarrer
- Bang, Ludwig (1857–1944), deutscher Historien- und Genremaler
- Bang, Min-ah (* 1993), südkoreanische Sängerin und SchauspielerinBang Min-ah (* 1993)

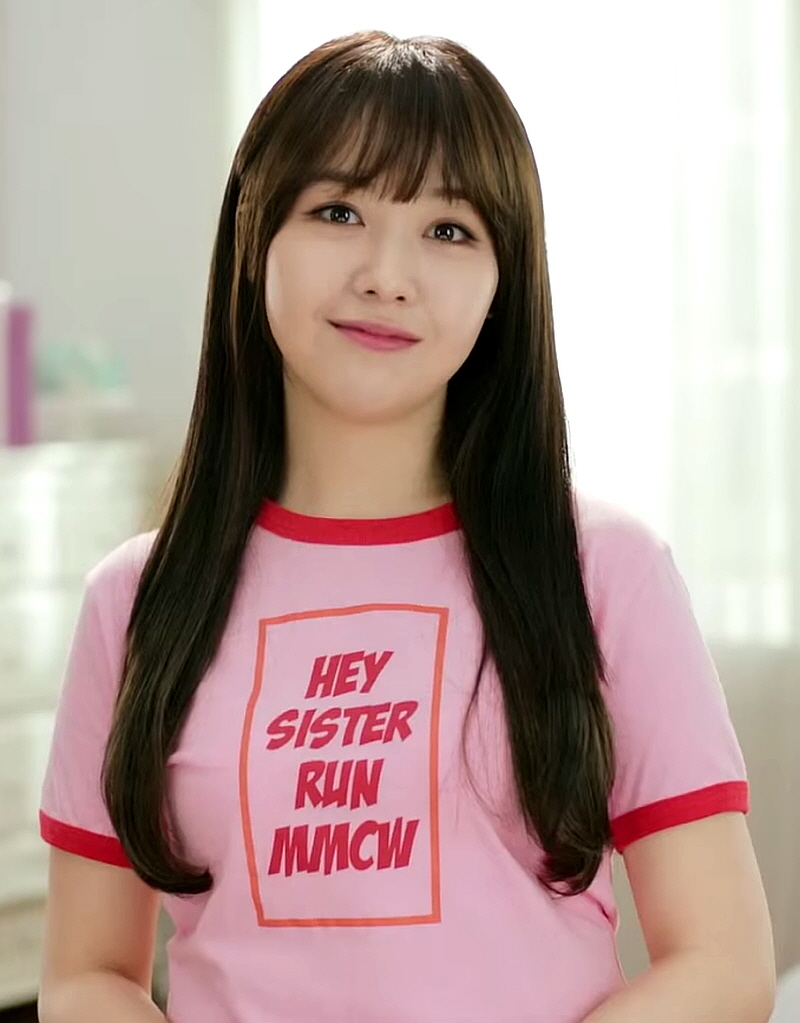
Bang Min-ah (* 1993)

- Bang, Nina (1866–1928), dänische sozialdemokratische Politikerin, erste weibliche dänische Ministerin
- Bang, Paul (1879–1945), deutscher Politiker (DNVP), MdR, 1933 Staatssekretär im Reichswirtschaftsministerium
- Bang, Peter (1900–1957), dänischer Ingenieur und Fabrikant
- Bang, Peter Georg (1797–1861), dänischer Jurist, Politiker und Minister
- Bang, Ruth (1897–1972), deutsche Sozialarbeiterin und Psychagogin
- Bang, Seung-hwan (* 1983), südkoreanischer Fußballspieler
- Bang, Simon (1855–1928), deutscher Oberschulrat, Bezirksschuldirektor und Schriftsteller
- Bang, Soo-hyun (* 1972), südkoreanische Badmintonspielerin
- Bang, Vivian (* 1973), US-amerikanische Schauspielerin südkoreanischer Abstammung
- Bang-Haas, Andreas (1846–1925), dänischer Entomologe (Insektenkundler) und Insektenhändler
- Bang-Haas, Otto (1882–1948), deutscher Entomologe und Naturalienhändler
- Bang-Hansen, Kjetil (* 1940), norwegischer Schauspieler, Tänzer, Bühnenproduzent und Theaterregisseur
- Bang-Hansen, Odd (1908–1984), norwegischer Schriftsteller
- Bang-Kaup, Willi (1869–1934), deutscher Orientalist (Turkologe) und Anglist
- Banga Ayanyaki, Martin (* 1972), kongolesischer römisch-katholischer Ordensgeistlicher, Bischof von Buta
- Banga Bane, Joseph (* 1957), kongolesischer Geistlicher, römisch-katholischer Bischof von Buta
- Banga, Ajay (* 1959), indisch-US-amerikanischer Wirtschaftsmanager
- Banga, Benedikt (1802–1865), Schweizer Politiker
- Banga, Boris (* 1949), Schweizer Politiker (SP)
- Banga-Schaad, Barbara (* 1963), Schweizer Politikerin (SP)
- Bangala, Zaba (* 2001), schwedischer Basketballspieler
- Bangalter, Thomas (* 1975), französischer Künstler der elektronischen Musik, Produzent französischer House-MusikThomas Bangalter (* 1975)

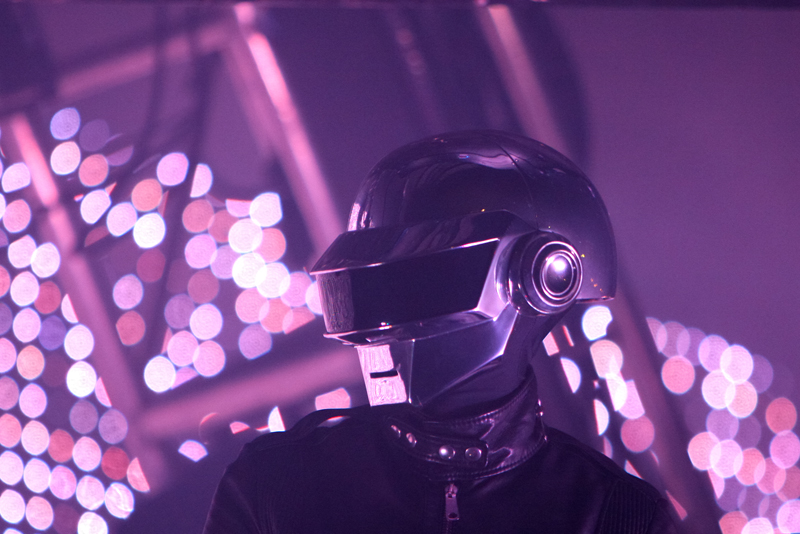
Thomas Bangalter (* 1975)

- Bange, Charles Valérand Ragon de (1833–1914), französischer Oberst der Artillerie
- Bange, Dirk (* 1963), deutscher Erziehungswissenschaftler
- Bange, Ernst Friedrich (1893–1945), deutscher Kunsthistoriker
- Bange, Gert (* 1977), deutscher Strukturbiologe und Biochemiker
- Bange, Oliver (* 1964), deutscher Militärhistoriker
- Bange, Rainer (1928–2019), deutscher Kabarettist
- Bange, Romanus (1880–1941), deutscher Franziskaner und römisch-katholischer Priester
- Bangel, Albert (* 1940), deutscher Fußballspieler
- Bangel, Christian (* 1979), deutscher Journalist, Blogger und Autor
- Bangel, Melanie (* 1981), deutsche Germanistin
- Bangel, Rudolf (1820–1882), deutscher Buch- und Kunsthändler, sowie Gründer des Auktionshauses Rudolf Bangel
- Bangel, Rudolf (1888–1923), deutscher Kunsthistoriker und Kunsthändler
- Bangeman Huygens, Christiaan (1772–1857), niederländischer Adeliger und Diplomat
- Bangemann, Herbert (1897–1969), deutscher Kommunalpolitiker, Kreisleiter der NSDAP
- Bangemann, Martin (1934–2022), deutscher Politiker (FDP), MdB, MdEP, BundeswirtschaftsministerMartin Bangemann (1934–2022)

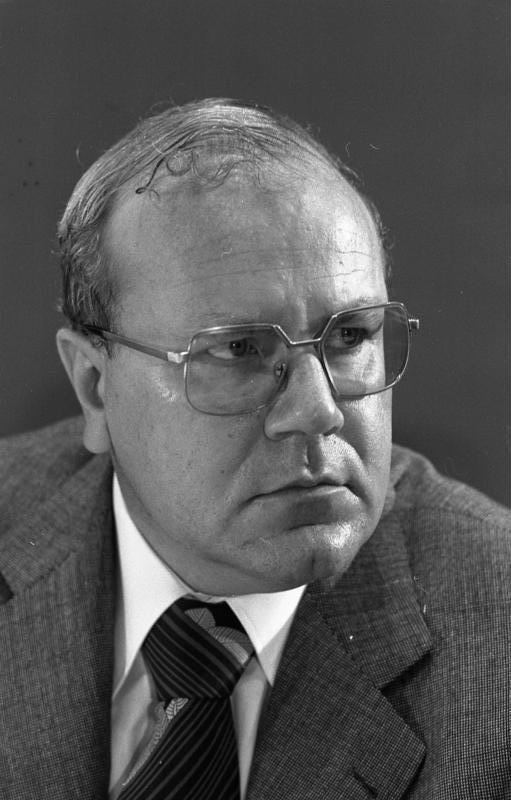
Martin Bangemann (1934–2022)

- Bangemann, Oskar (* 1882), deutscher Holzstecher und Hochschullehrer
- Bangen, Johann Heinrich (1823–1865), deutscher römisch-katholischer Geistlicher
- Bangerl, Eduard Bousrd (1956–2012), österreichischer Maler und Pädagoge
- Bangerskis, Rūdolfs (1878–1958), lettischer General und Kriegsminister, russischer Oberst, SS-Gruppenführer und Generalleutnant der Waffen-SS
- Bangert, Adolph (1804–1855), deutscher Fuhrmann, Bürgermeister, Landtagsabgeordneter Waldeck
- Bangert, Carl Wilhelm (1883–1952), deutscher Physiker und Hochschullehrer
- Bangert, Dietrich (* 1942), deutscher Architekt
- Bangert, Friedrich (1850–1924), deutscher Historiker
- Bangert, Friedrich (1856–1943), Landtagsabgeordneter Waldeck
- Bangert, Heinrich (1610–1665), deutscher Gelehrter, Philologe und Historiker
- Bangert, Heinrich (1904–1976), deutscher Schmiedemeister und Politiker (NSDAP)
- Bangert, Hugo (1890–1972), deutscher Unternehmer, Bürgermeister in Wetzlar
- Bangert, Jann (* 1997), deutscher Fußballspieler
- Bangert, Johann (1909–1993), deutscher Verwaltungsjurist
- Bangert, Jürgen (* 1973), deutscher Fernsehmoderator und Redakteur
- Bangert, Kristina (* 1972), österreichische Schauspielerin
- Bangert, Kurt (* 1946), deutscher Theologe, Publizist, Armutsforscher
- Bangert, Nelli (* 1987), deutsche Redakteurin, Autorin und Sprecherin
- Bangert, Sabine (* 1955), deutsche Politikerin (Bündnis 90/Die Grünen), MdA
- Bangert, Uwe (1927–2017), deutscher Maler und Grafiker
- Bangert, Victor (* 1950), deutscher Mathematiker
- Bangert, Wolfgang (1901–1973), deutscher Stadtplaner und Architekt
- Bangerter, Alfred (1909–2002), Schweizer Augenarzt und Autor
- Bangerter, Fabienne (* 1991), Schweizer Fussballspielerin
- Bangerter, Frank (* 1963), Schweizer christkatholischer Theologe und Geistlicher
- Bangerter, Gottfried (1847–1923), Schweizer Unternehmer
- Bangerter, Hans (1924–2022), Schweizer Fussballfunktionär
- Bangerter, Käthi (* 1937), Schweizer Politikerin (FDP)
- Bangerter, Lukas (* 1971), Schweizer Regisseur, Schauspieler, Autor und Bühnenbildner
- Bangerter, Moritz (* 2004), deutscher Fußballspieler
- Bangerter, Norman H. (1933–2015), US-amerikanischer Politiker
- Bangerter-Buser, Serena (1871–1957), Schweizer Ärztin
- Banggaard, Patrick (* 1994), dänischer Fußballspieler
- Banghard, Karl (1923–2008), deutscher Journalist und Heimatforscher
- Banghard, Karl (* 1966), deutscher Prähistoriker
- Bangi, Shamim (* 1993), ugandische Badmintonspielerin
- Bangiev, Alexander (* 1946), deutscher Schachspieler, -trainer und -autor
- Bangle, Chris (* 1956), US-amerikanischer FahrzeugdesignerChris Bangle (* 1956)

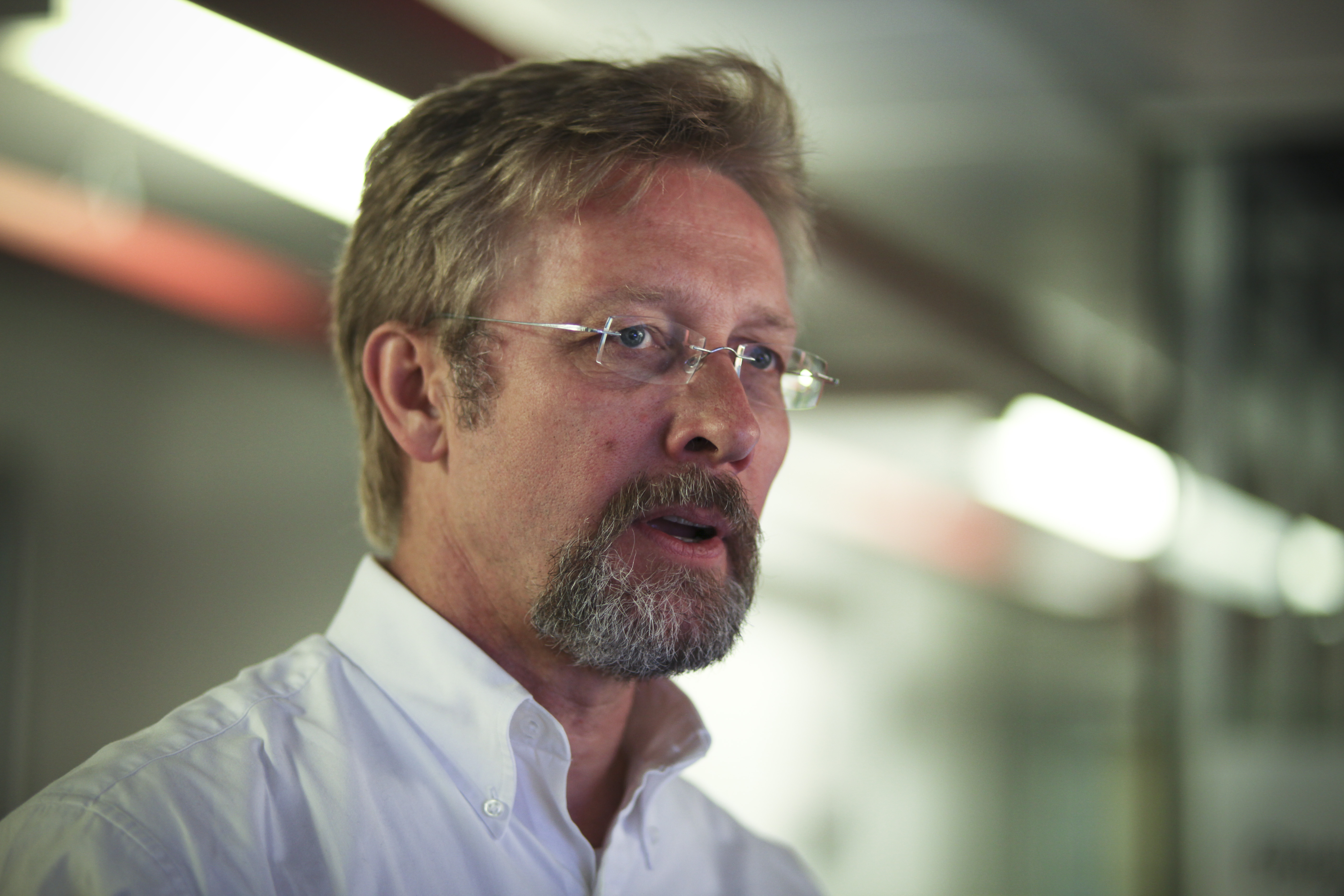
Chris Bangle (* 1956)

- Bangma, Diederik (* 1990), niederländischer Fußballtorhüter
- Bangma, Tristan (* 1997), niederländischer Paracycler
- Bangnagande, Kashif (* 2001), japanischer Fußballspieler
- Bango, Jenö (* 1934), belgischer Soziologe und Sozialarbeitswissenschaftler
- Bango, Jilson (* 1999), angolanischer Basketballspieler
- Bango, Richard (* 1968), nigerianischer Boxer
- Bangold, Joseph Konrad von (1780–1851), württembergischer General
- Bangoura, Alhassane (* 1992), guineischer Fußballspieler
- Bangoura, Daouda (* 1968), guineischer Fußballspieler
- Bangoura, Ibrahima Sory (* 1987), guineischer Fußballspieler
- Bangoura, Ismaël (* 1985), guineischer Fußballspieler
- Bangoura, Mafory († 1976), guineische Politikerin
- Bangoura, Mahawa (* 1947), guineische Diplomatin und Politikerin
- Bangoura, Mamadama (* 1993), guineische Judoka
- Bangoura, Mariam (* 1985), guineische Judoka
- Bangoura, Sekou (* 1991), US-amerikanischer Tennisspieler
- Bangré, Mamady (* 2001), burkinisch-französischer Fußballspieler
- Bangs, Alan (* 1951), britischer Musikjournalist und Moderator im Radio und Fernsehen
- Bangs, John Kendrick (1862–1922), US-amerikanischer Schriftsteller, Humorist und Satiriker
- Bangs, Lester (1948–1982), US-amerikanischer Musikjournalist, Autor und Musiker
- Bangs, Outram (1863–1932), US-amerikanischer Zoologe
- Bangsborg, Vagn Aage (* 1936), dänischer Radrennfahrer
- Bangsow, Yannik (* 1998), deutscher Fußballtorhüter
- Bangstad, Ole Jacob (1917–2010), norwegischer Biathlonfunktionär und Militär
- Bangué, Emmanuel (* 1971), französischer Leichtathlet
- Bangué, Frédérique (* 1976), französische Leichtathletin
- Banguera, Máximo (* 1985), ecuadorianischer Fußballspieler
- Bangura, Clinton (* 1998), österreichischer Fußballspieler
- Bangura, Ibrahim Teteh (* 1989), sierra-leonischer Fußballspieler
- Bangura, John Amadu (1930–1970), sierra-leonisches Staatsoberhaupt
- Bangura, Mohamed (* 1989), sierra-leonischer Fußballspieler
- Bangura, Moustapha (* 1989), sierra-leonischer Fußballspieler
- Bangura, Mualick (* 1988), sierra-leonischer American-Football-Spieler
- Bangura, Umaru (* 1987), sierra-leonischer Fußballspieler
- Bangura, Zainab Hawa (* 1959), sierra-leonische Politikerin, Menschen-, Bürger- und Frauenrechtlerin

### Banh
- Banham, Frank (* 1975), kanadisch-ungarischer Eishockeyspieler
- Banham, Reyner (1922–1988), englischer Architekturkritiker
- Banhans, Anton von (1825–1902), böhmisch-österreichischer Politiker
- Banhans, Karl von (1861–1942), österreichischer Jurist und Politiker
- Banharn Karin (* 1991), thailändischer Fußballspieler
- Banharn Silpa-archa (1932–2016), thailändischer Ministerpräsident
- Banhart, Devendra (* 1981), US-amerikanischer Psychedelic-Folk-Sänger und SongwriterDevendra Banhart (* 1981)

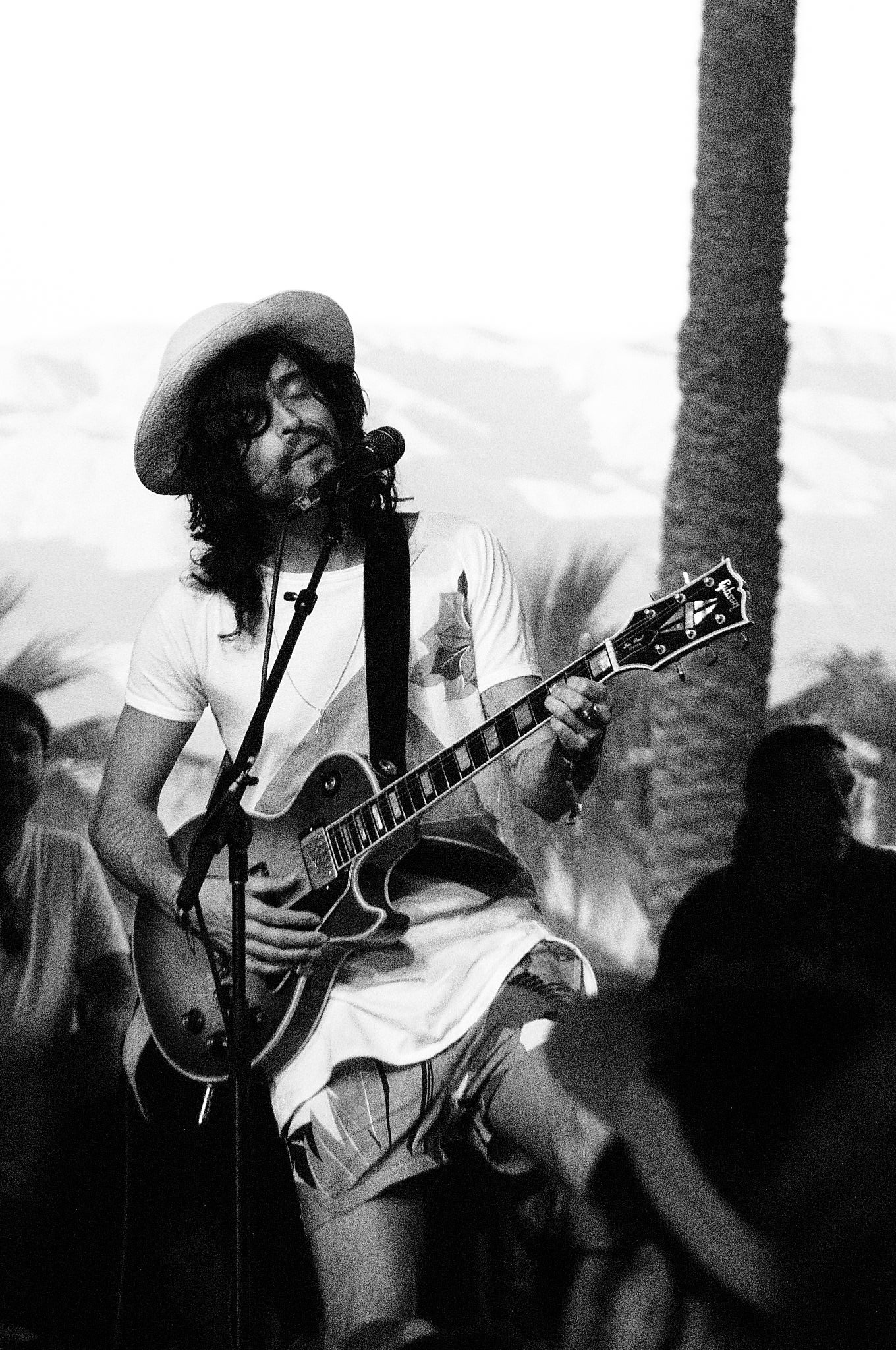
Devendra Banhart (* 1981)

- Bánhidi, Bence (* 1995), ungarischer Handballspieler
- Bánhidi, Richárd (* 1973), ungarischer Badmintonspieler
- Bánhidi-Farkas, Petra (* 1999), ungarische Weitspringerin
- Banhold, Lars (* 1982), deutscher Autor, Übersetzer, Literaturwissenschaftler und Comicforscher
- Banholzer, Jürgen, deutscher Countertenor, Organist und Musikwissenschaftler
- Banholzer, Paula (1901–1989), deutsche Erzieherin, Bertolt Brechts erste Jugendliebe
- Banholzer, Rosemarie (1925–2023), deutsche Autorin, Mundartdichterin in Konstanzer Seealemannisch
- Banholzer, Thomas (1954–2022), deutscher Jazzmusiker (Trompete)
- Banholzer, Volker M., deutscher Kommunikations- und Medienwissenschaftler
- Banholzer, Wilhelm (1873–1914), christlicher Missionar

### Bani
- Bäni, Hanspeter (* 1956), Schweizer Journalist, Autor, Dokumentarfilmer und Kameramann
- Bäni, Heinz (1936–2014), Schweizer Fussballspieler
- Bani, John Bennett (* 1941), vanuatuischer Politiker, Präsident und Staatsoberhaupt Vanuatus
- Bani, Nikola (1736–1815), Erzbischof von Dubrovnik
- Bani, Soho (* 1999), deutscher RapperSoho Bani (* 1999)

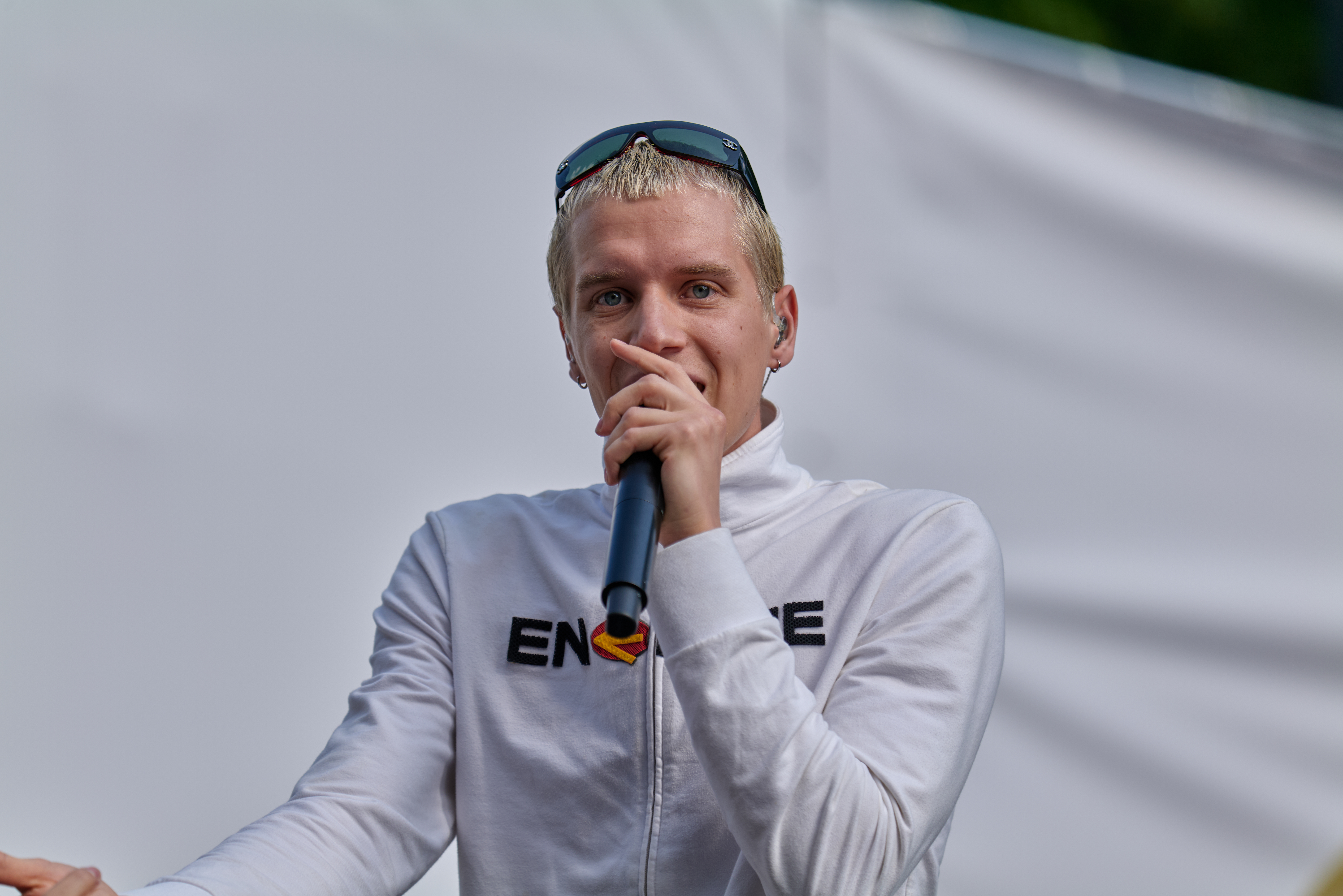
Soho Bani (* 1999)

- Bäni, Walter (* 1957), Schweizer Radrennfahrer
- Banić, Emilio (* 1993), kroatischer Basketballspieler
- Banić, Marko (* 1984), kroatischer Basketballspieler
- Banič, Štefan (1870–1941), slowakischer Erfinder
- Banic, Vincent (* 1988), niederländischer Schauspieler
- Bănică, Andreea (* 1978), rumänische Pop- und House-Sängerin, Model sowie Tänzerin
- Bănică, Andrei (* 1977), rumänischer Ruderer
- Bănică, Ștefan (1933–1995), rumänischer Schauspieler und Sänger
- Bănică, Ștefan Junior (* 1967), rumänischer Schauspieler und Sänger
- Banide, Maurice (1905–1995), französischer Fußballspieler
- Banier, Antoine (1673–1741), französischer Altertumsforscher, Übersetzer und Geistlicher
- Banier, François-Marie (* 1947), französischer Schriftsteller und FotografFrançois-Marie Banier (* 1947)

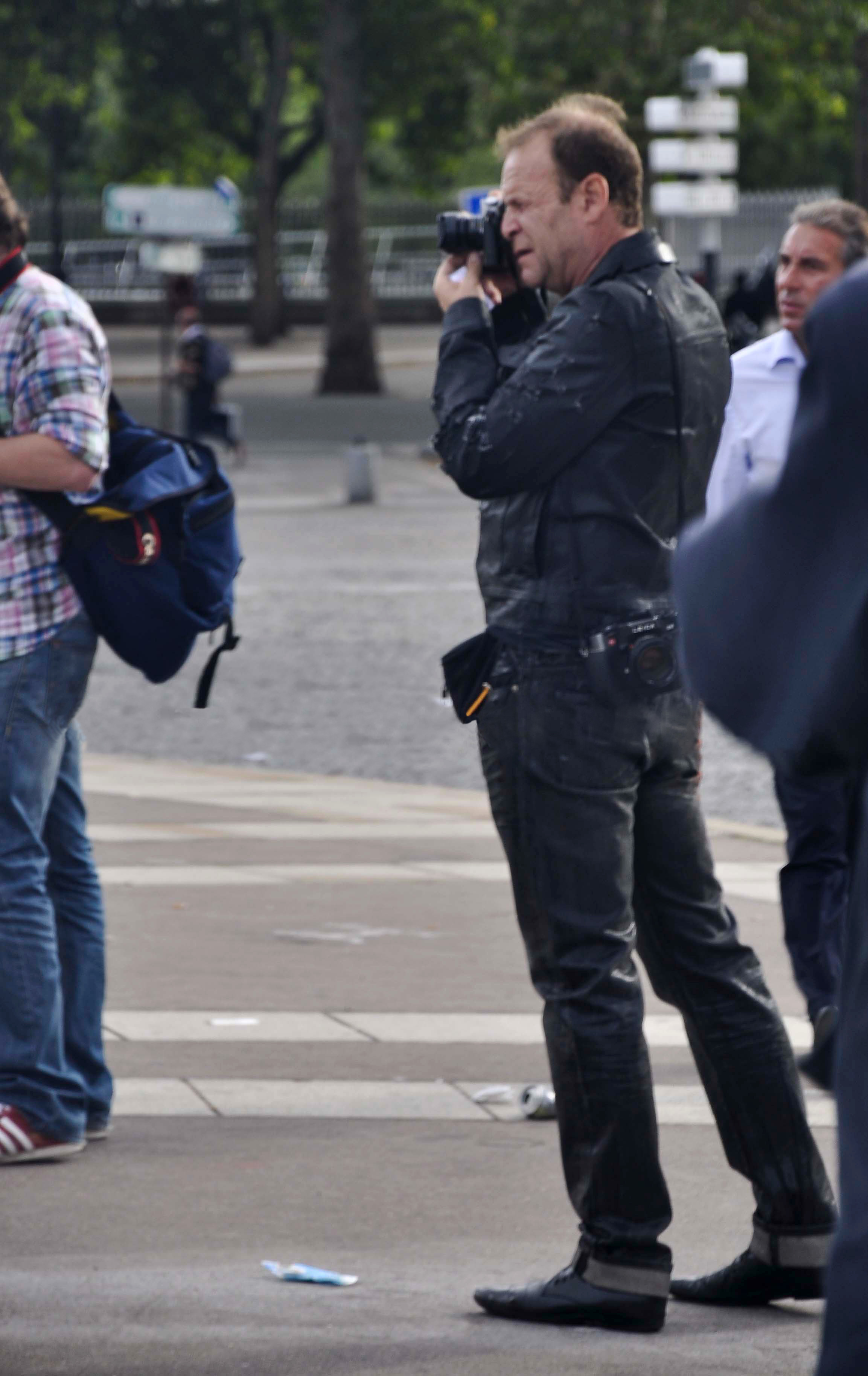
François-Marie Banier (* 1947)

- Banietemad, Rakhshan (* 1954), iranische Filmregisseurin und Drehbuchautorin
- Baniewicz, Napoleon (1904–1979), polnisch-litauischer Neurologe und Psychiater
- Banik, Gerhard (* 1948), österreichischer Chemiker und emeritierter Hochschullehrer an der Staatlichen Akademie der Bildenden Künste Stuttgart
- Banikas, Christos (* 1978), griechischer Schachspieler
- Banikas, Georgios (1888–1956), griechischer Stabhochspringer
- Banike, Willi (1900–1970), deutscher Jurist, Verwaltungsbeamter und Politiker (NSDAP)
- Banim, John (1798–1842), irischer Schriftsteller
- Banine (1905–1992), französische Schriftstellerin
- Baning, Albert (* 1985), kamerunischer Fußballspieler
- Baningime, Beni (* 1998), kongolesischer Fußballspieler
- Banini, Estefanía (* 1990), argentinische Fußballspielerin
- Banini, Gigi (1946–2018), deutsche Kunstmalerin
- Banionis, Donatas (1924–2014), litauischer Schauspieler
- Baniotis, Konstandinos (* 1986), griechischer Hochspringer
- Banis, Reimar (* 1951), deutscher Alternativmediziner
- Banisadr, Abolhassan (1933–2021), iranischer Politiker, Präsident (1980–1981)Abolhassan Banisadr (1933–2021)

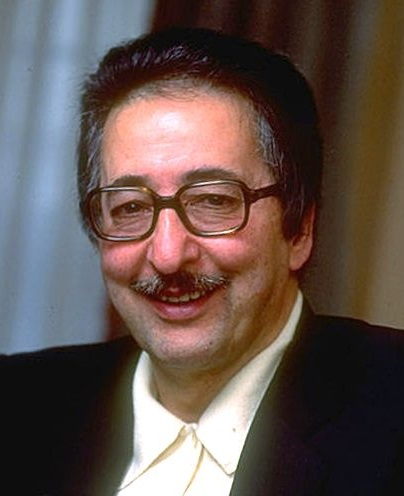
Abolhassan Banisadr (1933–2021)

- Banischewski, Anatoli Andrejewitsch (1946–1997), sowjetischer Fußballspieler
- Banister, Guy (1918–1964), US-amerikanischer FBI-Agent, Polizist und Privatdetektiv
- Banister, John (1650–1692), englischer Botaniker und Entomologe
- Banister, John (1734–1788), amerikanischer Anwalt und Politiker
- Banister, Manly (1914–1986), US-amerikanischer Science-Fiction-Autor und Fanzine-Herausgeber
- Baniszewski, Gertrude (1929–1990), US-amerikanische Mörderin
- Banit, Alicia (* 1990), australische Schauspielerin, Model und Tänzerin
- Banitu, Königin von Assyrien
- Banitz, Erhard (1901–1991), deutscher Lehrer und Lektor
- Baniulis, Remigijus (* 1963), litauischer Beamter, General der Feuerwehr
- Baniya, Rayyan (* 1999), italienisch-türkischer Fußballspieler

### Banj
- Banjac, Mihajlo (* 1999), serbischer Fußballspieler
- Banjo, Chris (* 1990), US-amerikanischer American-Football-Spieler
- Banjo, Olli (* 1977), deutscher Hip-Hop-MusikerOlli Banjo (* 1977)

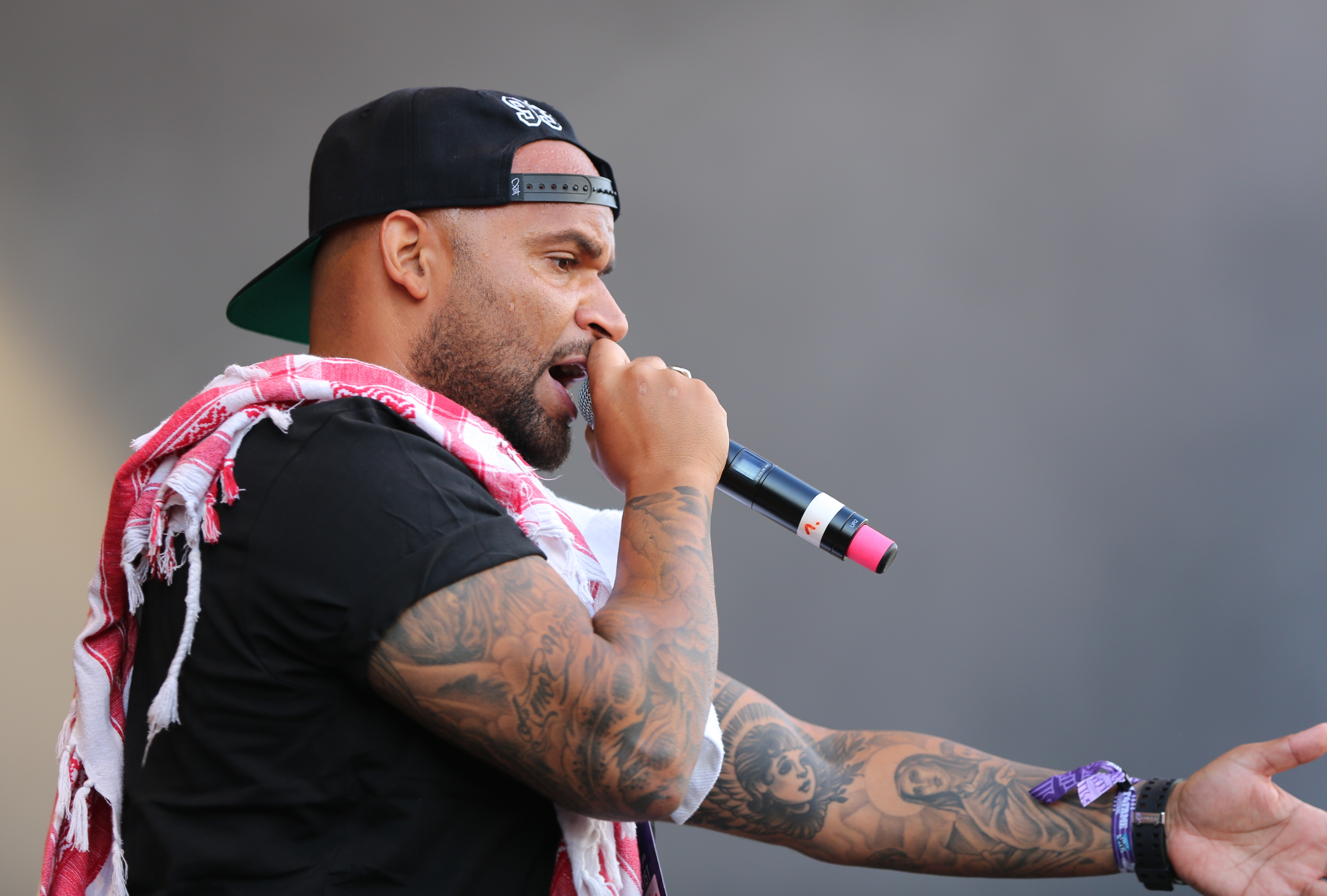
Olli Banjo (* 1977)

- Banjong Phadungpattanodom (* 1993), thailändischer Fußballspieler
- Banjongsilp, Jutatip (* 1960), thailändische Badmintonspielerin

### Bank
- Bank, Bernd (1941–2024), deutscher Mathematiker und Hochschullehrer
- Bank, Danny (1922–2010), US-amerikanischer Jazz-Baritonsaxophonist, Flötist und Klarinettist
- Bank, Frank (1942–2013), US-amerikanischer Schauspieler
- Bank, Fred (* 1964), deutscher Fußballspieler
- Bank, Heinrich (1834–1923), deutsch-böhmischer Historienmaler
- Bank, Jan von der (* 1967), deutscher Autor und Segler
- Bank, Jesper (* 1957), dänischer Segler
- Bank, Johannes (1897–1976), deutscher Politiker (Zentrum), MdL
- Bank, Lorenz (* 2001), deutscher Basketballspieler
- Bank, Matthias (* 1962), österreichischer Betriebswirtschaftler und Hochschullehrer
- Bank, Ondřej (* 1980), tschechischer Skirennläufer
- Bank, Richard (1867–1934), deutscher Verwaltungsjurist
- Bank, Theodor Wilhelm Heinrich (1780–1843), deutscher lutherischer Theologe, Generalsuperintendent und Abt
- Bank, Tobias (* 1985), deutscher Historiker, Politik- und Verwaltungswissenschaftler sowie Politiker (Die Linke)
- Bank, Volker (* 1964), deutscher Wirtschaftspädagoge
- Bánk, Zsuzsa (* 1965), deutsche SchriftstellerinZsuzsa Bánk (* 1965)

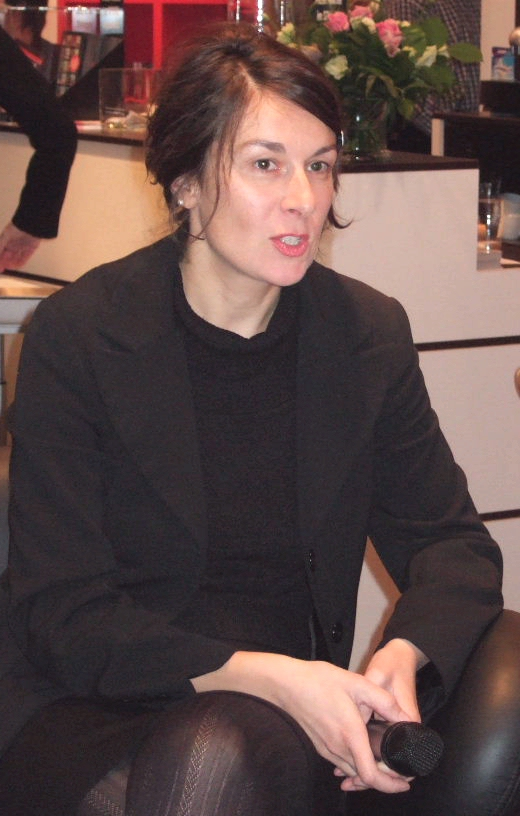
Zsuzsa Bánk (* 1965)

- Bank-Mikkelsen, Nis (* 1945), dänischer Schauspieler und Synchronsprecher
- Bańka, Witold (* 1984), polnischer Politiker und ehemaliger Sprinter
- Bankaitis-Davis, Danute (1958–2021), US-amerikanische Radrennfahrerin
- Bankauskas, Antanas, litauischer Fußballspieler
- Banke, Isak (1863–1932), grönländischer Landesrat
- Banke, Paul (* 1964), US-amerikanischer Boxer im Superbantamgewicht
- Bankei, Eitaku (1622–1693), japanischer Zen-Meister
- Bankel, Hansgeorg (* 1949), deutscher Bauforscher
- Banken, Christoph (* 1966), deutscher Synchronsprecher und Schauspieler
- Banken, Ludger (* 1965), deutscher Kommunalpolitiker (parteilos) und Bürgermeister
- Banken, Ralf (* 1962), deutscher Wirtschaftshistoriker
- Banker, George A. (1874–1917), US-amerikanischer Radrennfahrer
- Bankers, James D., US-amerikanischer Offizier, Generalmajor der US Air Force
- Bankert, Dieter (* 1938), deutscher Architekt
- Bankert, Judd (* 1949), guamischer Biathlet
- Bankert, Silvio (* 1985), deutscher Fußballspieler
- Bankes, Charlotte (* 1995), französisch-britische Snowboarderin
- Bankes, Henry (1757–1834), englischer Politiker und Autor
- Bankes, Megan (* 1997), kanadische Biathletin
- Bankes, William John (1786–1855), englischer Reisender, Sammler und Politiker, Mitglied des House of Commons
- Bankhead, Harrison (1955–2023), US-amerikanischer Jazzmusiker (Bass, Cello)
- Bankhead, John H. (1842–1920), US-amerikanischer Geschäftsmann und Politiker
- Bankhead, John H. junior (1872–1946), US-amerikanischer Politiker
- Bankhead, Kyle (* 1980), US-amerikanischer Basketballspieler und -trainer
- Bankhead, Tallulah (1902–1968), US-amerikanische SchauspielerinTallulah Bankhead (1902–1968)

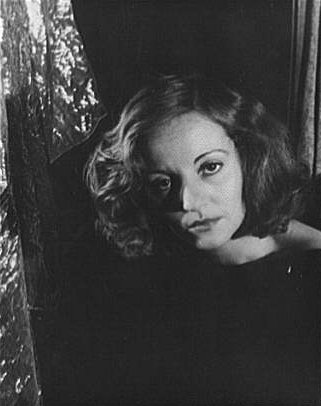
Tallulah Bankhead (1902–1968)

- Bankhead, Tommy (1931–2000), amerikanischer Delta-Blues-Gitarrist und Sänger
- Bankhead, Walter W. (1897–1988), US-amerikanischer Rechtsanwalt und Politiker
- Bankhead, William B. (1874–1940), US-amerikanischer Jurist und Politiker (Demokratische Partei)
- Bankhofer, Hademar (* 1941), österreichischer Journalist
- Bankhofer, Hademar (* 1971), österreichischer Moderator und Journalist
- Bánki, Donát (1859–1922), ungarischer Maschinenbauingenieur und Hochschullehrer
- Bánki, Erik (* 1970), ungarischer Politiker (Fidesz), Mitglied des Parlaments, MdEP
- Bánki, Zsuzsanna (* 1912), ungarische Architektin
- Bankier, David (1947–2010), israelischer Historiker
- Bankier, Ian (* 1952), britischer Fußball-Funktionär
- Bankier, Imogen (* 1987), schottische Badmintonspielerin
- Bankl, Hans (1940–2004), österreichischer Mediziner, Professor für pathologische Anatomie
- Bankl, Wolfgang (* 1960), österreichischer Opernsänger (Bassbariton)
- Bankman-Fried, Sam (* 1992), US-amerikanischer Unternehmer, Gründer und CEO von FTXSam Bankman-Fried (* 1992)

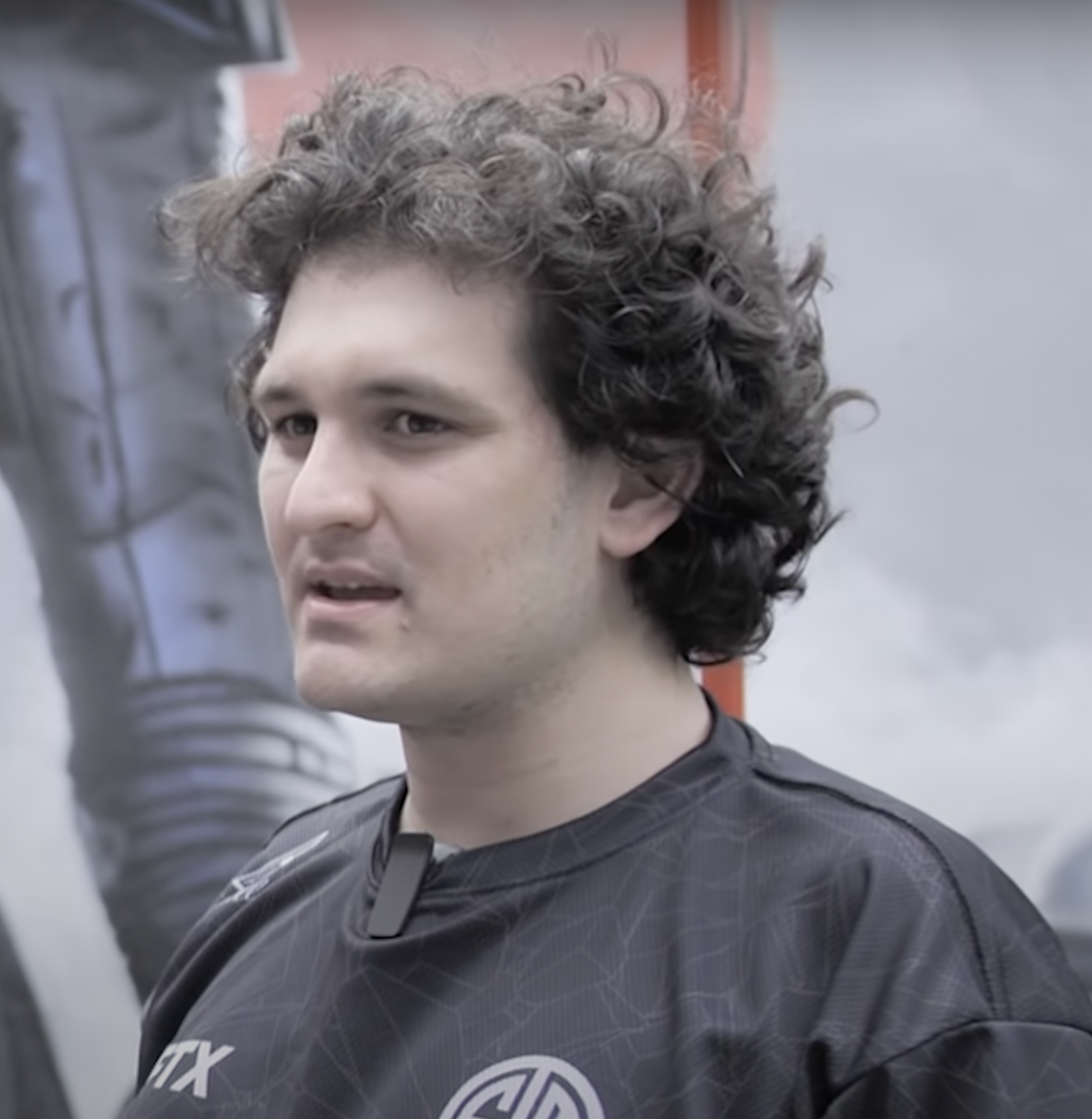
Sam Bankman-Fried (* 1992)

- Banko, Jennifer (* 1978), US-amerikanische Filmschauspielerin
- Bankó, Julius (1871–1945), österreichischer Klassischer Archäologe
- Banko, Winston E (1920–2016), US-amerikanischer Ornithologe und Naturschützer
- Bankoff, Leon (1908–1997), US-amerikanischer Zahnarzt und Mathematiker
- Bankole, Dimeji (* 1969), nigerianischer Politiker
- Bankolé, Isaac de (* 1957), französischer SchauspielerIsaac de Bankolé (* 1957)

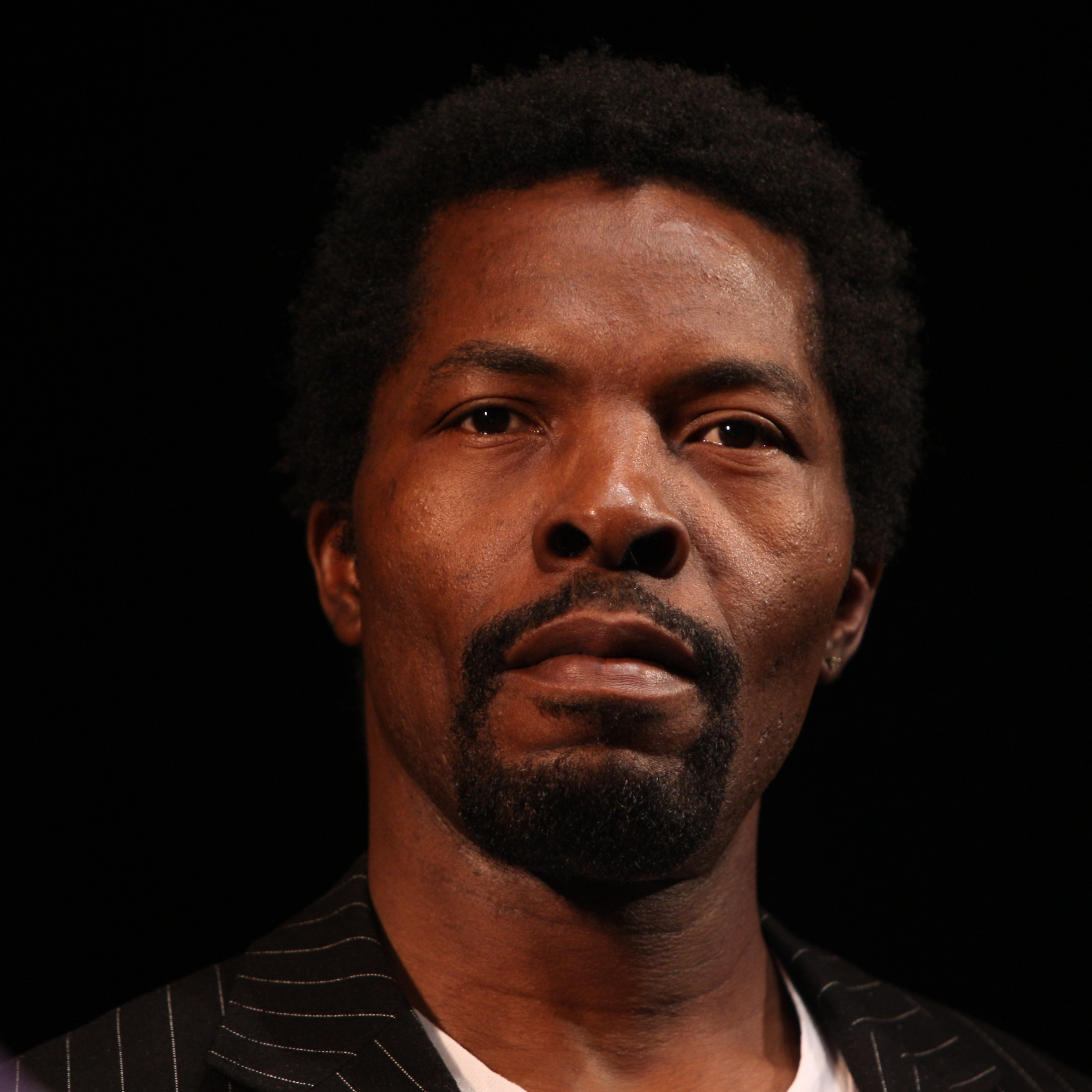
Isaac de Bankolé (* 1957)

- Bankole, Kola († 1994), nigerianischer Asylbewerber
- Bankole, Yomi (1960–2012), nigerianischer Tischtennisspieler
- Banković, Zoran (* 1956), jugoslawischer Fußballspieler
- Bankovskis, Pauls (1973–2020), lettischer Schriftsteller
- Bańkowska, Anna (* 1946), polnische Politikerin, Mitglied des Sejm
- Bánkowski von Frugnoni, Wilhelm Friedrich Otto (1867–1932), österreichischer Offizier, zuletzt Feldmarschallleutnant
- Bankowsky, Frank (1966–2022), deutscher Metal-Bassist
- Bankroth, Bernd (1941–1991), deutscher Maler, Grafiker, Fotograf, Keramiker
- Bankroth, Ursula (* 1941), deutsche Malerin und Grafikerin
- Bankrupt, Bald and (* 1974), britischer Reise-Vlogger und YouTuber
- Banks (* 1988), US-amerikanische Sängerin und Songwriterin
- Banks, Aaron (* 1997), US-amerikanischer American-Football-Spieler
- Banks, Amarni (* 2002), britische Tennisspielerin
- Banks, Anna, US-amerikanische Autorin
- Banks, Arron (* 1966), britischer Geschäftsmann
- Banks, Asha (* 2003), britische Schauspielerin
- Banks, Azealia (* 1991), US-amerikanische RapperinAzealia Banks (* 1991)

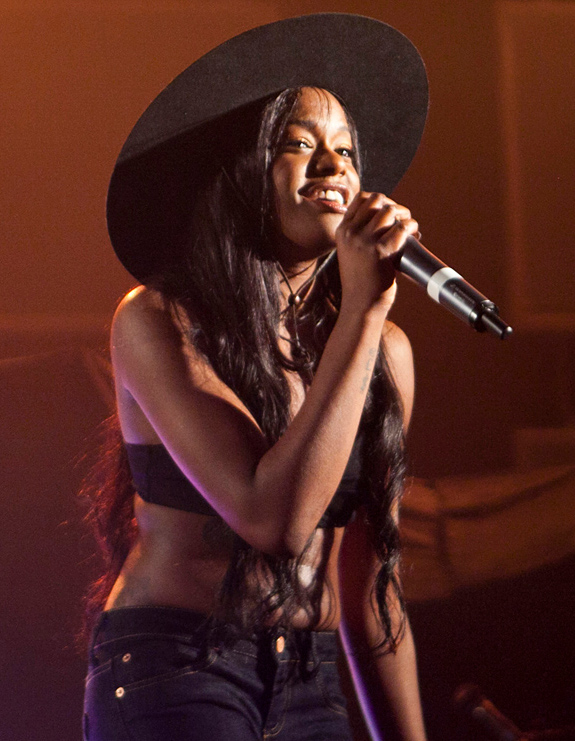
Azealia Banks (* 1991)

- Banks, Billy (1908–1967), US-amerikanischer Jazz-Sänger
- Banks, Briana (* 1978), deutsch-amerikanische Pornodarstellerin
- Banks, Buddy (1909–1991), US-amerikanischer Saxophonist
- Banks, Buddy (1927–2005), US-amerikanischer Bassist
- Banks, Calvin (* 1997), US-amerikanischer Pornodarsteller
- Banks, Campbell (* 1978), neuseeländischer Fußballspieler
- Banks, Carl (* 1962), US-amerikanischer American-Football-Spieler
- Banks, Charles Arthur (1885–1961), kanadischer Bergbauingenieur und Unternehmer, Vizegouverneur von British Columbia
- Banks, Darryl (* 1964), US-amerikanischer Comiczeichner und -maler
- Banks, Delma (* 1958), US-amerikanischer Mordverdächtiger
- Banks, Dennis (1937–2017), US-amerikanischer Aktivist der AIM, indianischer Freiheitskämpfer
- Banks, Deonte (* 2001), US-amerikanischer American-Football-Spieler
- Banks, Desmond, Baron Banks (1918–1997), britischer Politiker
- Banks, Don (1923–1980), australischer Komponist und Filmkomponist
- Banks, Edward (1795–1851), deutscher Diplomat und Hamburger Politiker
- Banks, Edward (1836–1883), deutscher Anwalt, Politiker und Mitglied der Hamburgischen Bürgerschaft und des Reichstages
- Banks, Elizabeth (* 1974), US-amerikanische Schauspielerin, Filmproduzentin und -regisseurinElizabeth Banks (* 1974)

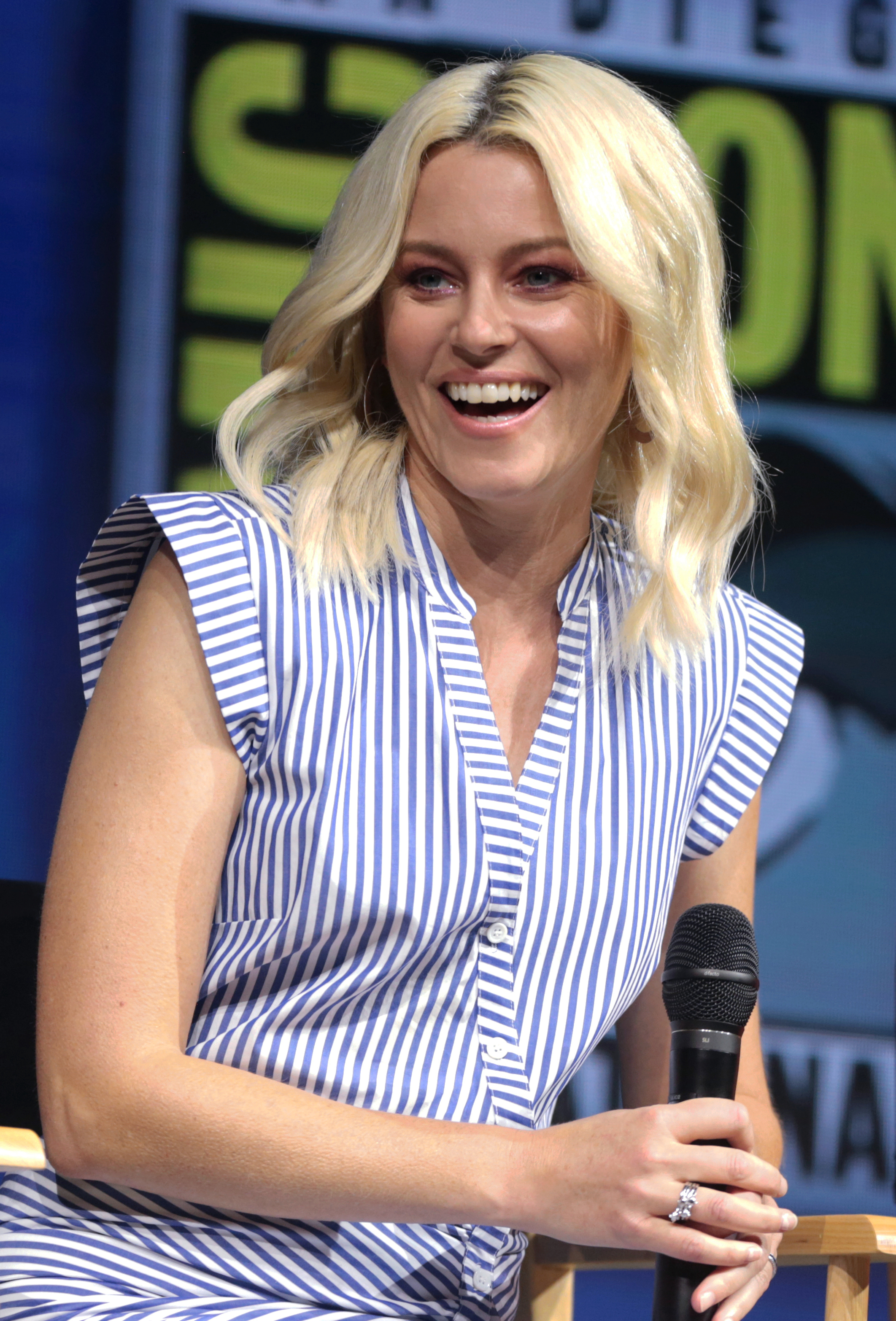
Elizabeth Banks (* 1974)

- Banks, Emily (1933–2023), US-amerikanische Schauspielerin
- Banks, Ernie (1931–2015), US-amerikanischer Baseballspieler
- Banks, Esreff H. (1821–1903), US-amerikanischer Politiker
- Banks, Gordon (1937–2019), englischer Fußballtorwart
- Banks, Gordon (* 1955), britischer Politiker
- Banks, Harlan P. (1913–1998), US-amerikanischer Paläobotaniker
- Banks, Henry (1913–1994), US-amerikanischer Rennfahrer
- Banks, Iain (1954–2013), schottischer Schriftsteller
- Banks, Isabella (1821–1897), britische Schriftstellerin und Dichterin
- Banks, Jim (* 1979), US-amerikanischer Politiker der Republikanischen Partei
- Banks, Jimmy (1964–2019), US-amerikanischer Fußballspieler und -trainer
- Banks, Joel (* 1975), englischer Volleyballtrainer und ehemaliger Spieler
- Banks, John (1793–1864), US-amerikanischer Politiker
- Banks, John (* 1945), britischer Söldner-Anwerber
- Banks, John (* 1946), neuseeländischer Politiker
- Banks, Johnathon (* 1982), US-amerikanischer Boxtrainer
- Banks, Jonathan (* 1947), US-amerikanischer SchauspielerJonathan Banks (* 1947)

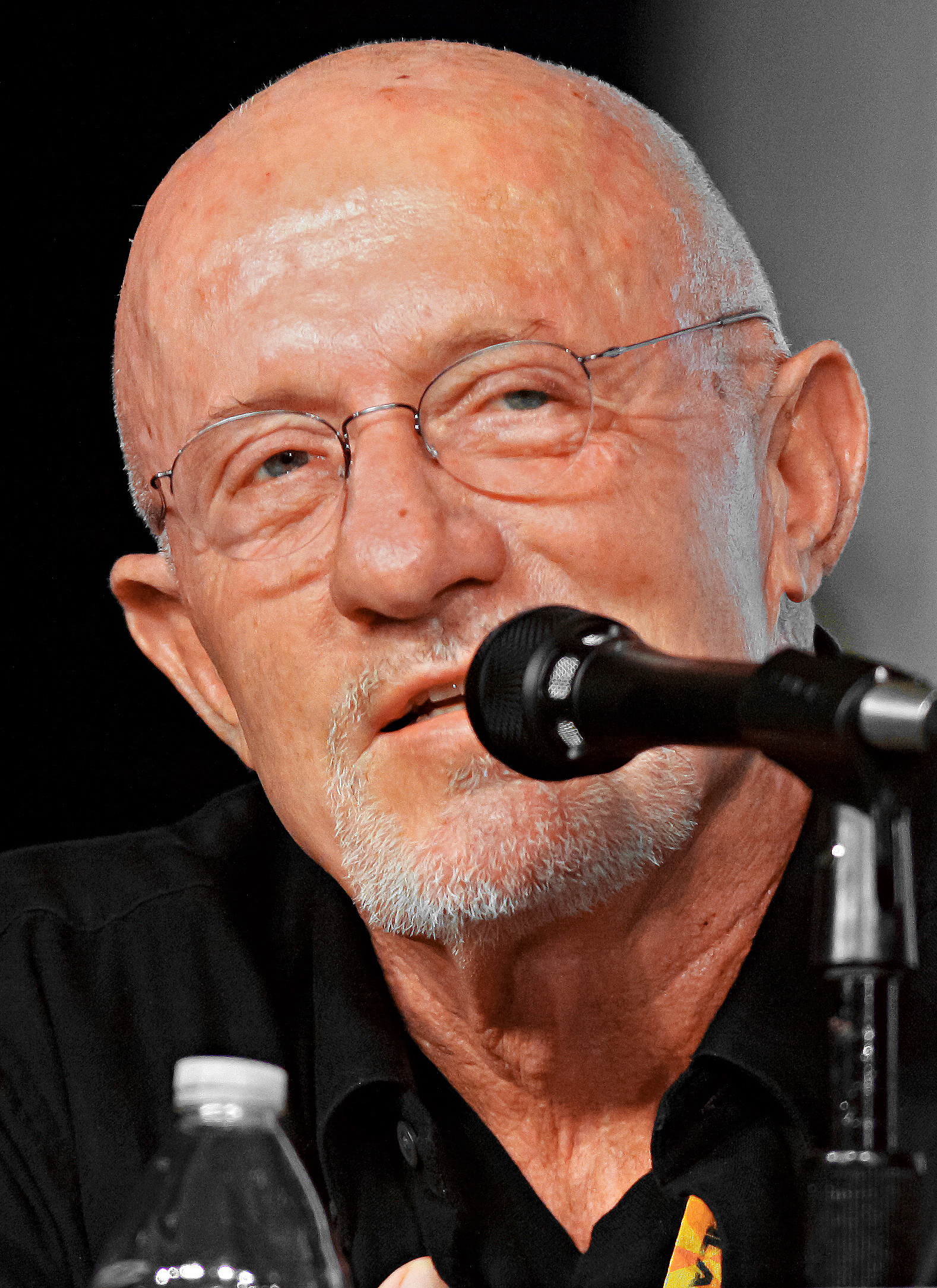
Jonathan Banks (* 1947)

- Banks, Joseph (1743–1820), britischer Naturforscher
- Banks, Kelcie (* 1965), US-amerikanischer Boxer
- Banks, Laura (* 1956), US-amerikanische Schauspielerin, Komödiantin, Autorin und Radioproduzentin
- Banks, Leslie (1890–1952), britischer Schauspieler
- Banks, Linn (1784–1842), US-amerikanischer Politiker
- Banks, Lionel (1901–1950), US-amerikanischer Szenenbildner beim Film
- Banks, Lizzy (* 1990), britische Radsportlerin
- Banks, Lloyd (* 1982), US-amerikanischer RapperLloyd Banks (* 1982)

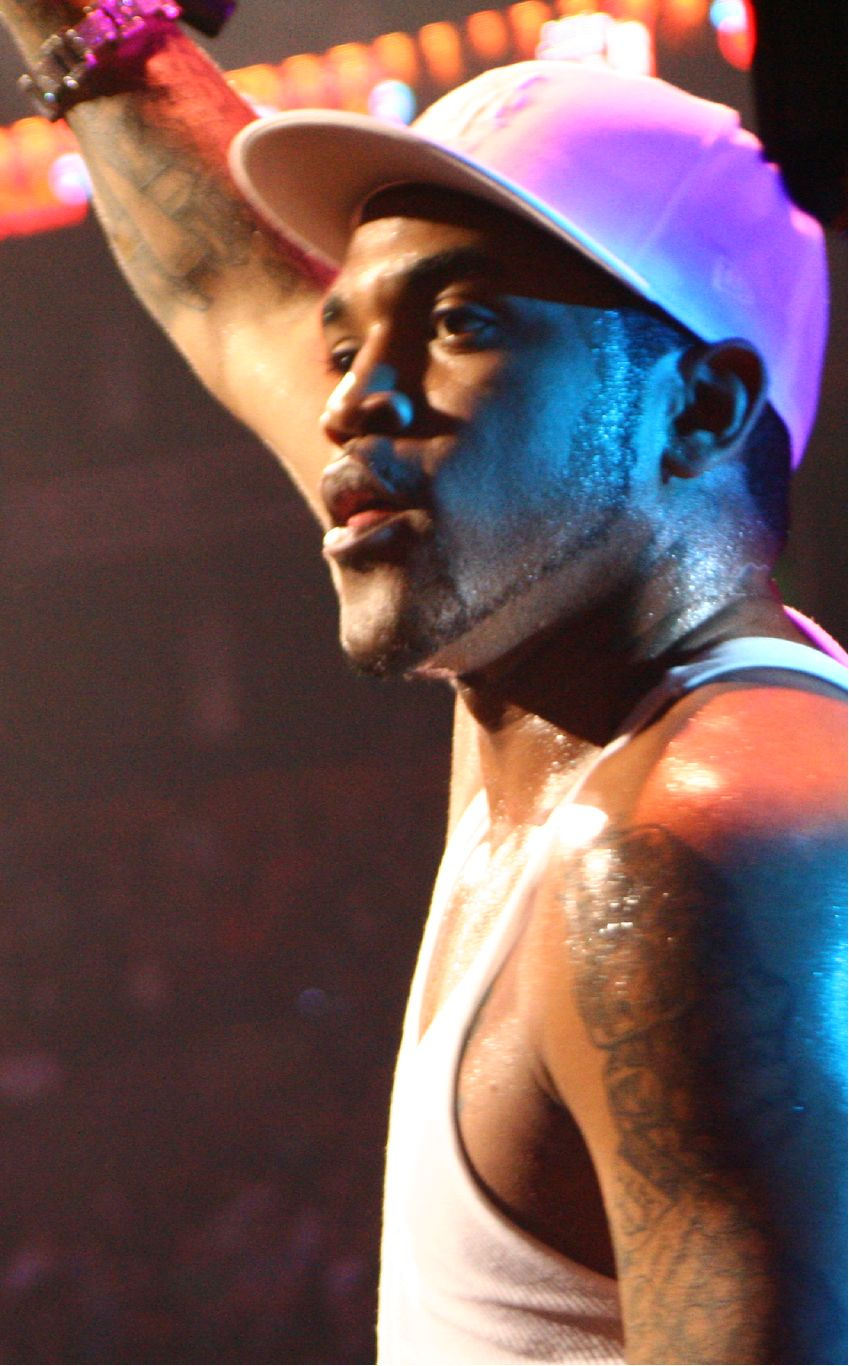
Lloyd Banks (* 1982)

- Banks, Louis (* 1941), indischer Jazzmusiker (Piano, Gesang)
- Banks, Lynne Reid (1929–2024), britische Schriftstellerin
- Banks, Mack (* 1934), US-amerikanischer Country- und Rockabilly-Musiker
- Banks, Marcus (* 1981), US-amerikanischer Basketballspieler
- Banks, Marius (1914–2001), britischer römisch-katholischer Ordensgeistlicher, Apostolischer Präfekt von Volksrust
- Banks, Martin (1936–2004), US-amerikanischer Jazzmusiker
- Banks, Mike, US-amerikanischer Techno-Produzent
- Banks, Monty (1897–1950), italienisch-amerikanischer Komiker, Filmschauspieler sowie Filmregisseur, Filmproduzent und Drehbuchautor
- Banks, Nancie (1951–2002), US-amerikanische Jazzsängerin, Arrangeurin, Bandleaderin und Kopistin
- Banks, Nathaniel Prentiss (1816–1894), US-amerikanischer Politiker und General
- Banks, Nicoye (* 1973), US-amerikanischer Schauspieler
- Banks, Noahkai (* 2006), US-amerikanisch-deutscher Fußballspieler
- Banks, Patricia (* 1990), polnisch-deutsche Sängerin
- Banks, Paul (* 1978), anglo-amerikanischer Musiker und KomponistPaul Banks (* 1978)

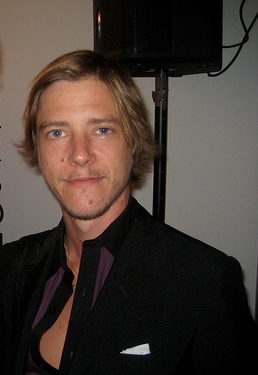
Paul Banks (* 1978)

- Banks, Peter (1947–2013), britischer Rockgitarrist
- Banks, Robert (1921–1989), US-amerikanischer Chemiker und Erfinder
- Banks, Robert (* 1930), amerikanischer Blues-, Gospel- und Jazzmusiker (Piano, Orgel, Arrangement)
- Banks, Robert Joseph (* 1928), US-amerikanischer Geistlicher und römisch-katholischer Bischof von Green Bay (Wisconsin)
- Banks, Roger W., US-amerikanischer Erfinder und Filmpionier
- Banks, Rosemary (* 1951), neuseeländische Diplomatin
- Banks, Russell (1940–2023), US-amerikanischer Schriftsteller
- Banks, Russell Geoffrey (* 1981), britischer Schauspieler und Synchronsprecher
- Banks, Scott (* 2001), schottischer Fußballspieler
- Banks, Sonny (1940–1965), US-amerikanischer Schwergewichtsboxer
- Banks, Thomas (1735–1805), englischer Bildhauer
- Banks, Tom (* 1949), US-amerikanischer Physiker
- Banks, Tommy (1929–2024), englischer Fußballspieler
- Banks, Tommy (1936–2018), kanadischer Politiker und Musiker
- Banks, Tony (1943–2006), britischer Politiker der Labour Party und Tierrechtsaktivist
- Banks, Tony (* 1950), britischer Musiker, Keyboarder der Band Genesis
- Banks, Tyra (* 1973), US-amerikanisches Model und Talkshowmoderatorin
- Banks, Victor (* 1947), anguillanischer Politiker, Chief Minister
- Banks, Willie (* 1956), US-amerikanischer Dreispringer
- Banks, Yoncé (* 1993), deutsche Dragqueen
- Banksy, britischer StraßenkünstlerBanksy

Banksy

- Bánkuti, Jenő (* 1956), ungarischer Badmintonspieler
- Bankwitz, Peter (1931–2013), deutscher Geologe und Hochschullehrer
- Bánky, Vilma (1901–1991), ungarische Schauspielerin

### Banl
- Banlaky, Akos (* 1966), österreichischer Komponist und Opernsänger

### Bann
- Bann, Bill (1902–1973), schottischer Fußballspieler
- Bann, Blair (* 1988), kanadischer Volleyballspieler
- Bann, Christoph (* 1995), österreichischer Fußballspieler
- Banna, Gamal al- (1920–2013), ägyptischer Islam-Gelehrter, Publizist und Gewerkschafter
- Bannā, Hasan al- (1906–1949), ägyptischer Gründer der Muslimbrüder (Moslem-Brüderschaft)Hasan al-Bannā (1906–1949)

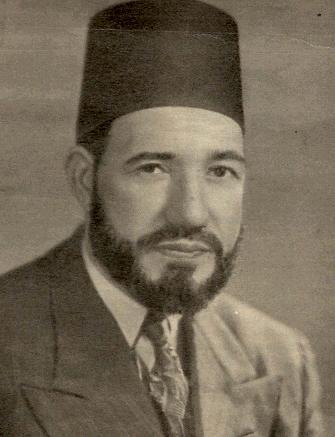
Hasan al-Bannā (1906–1949)

- Banna, Rim (1966–2018), palästinensische Sängerin und Komponistin
- Banna’a, jüdischer Gelehrter (Tannait)
- Bannach, Christa, deutsche Tischtennisspielerin
- Bannach-Hoffmann, Elke (* 1949), deutsche Schriftstellerin und Verlegerin
- Bannan, Barry (* 1989), schottischer Fußballspieler
- Bannard, Sabine, deutsche Fotografin, Techno-DJ und Fernsehmoderatorin
- Bannas, Günter (* 1952), deutscher Journalist
- Bannasch, Bettina (* 1965), deutsche Literaturwissenschaftlerin und Hochschullehrerin
- Bannasch, Peter (* 1934), deutscher Onkologe und Hochschullehrer
- Bannat, Elisa (* 1986), deutsche Sängerin, Schauspielerin und Synchronsprecherin
- Bannatyne, James (* 1975), neuseeländischer Fußballtorhüter
- Banneitz, Friedrich Wilhelm (1885–1940), deutscher Ingenieur und Physiker
- Banneker, Benjamin (1731–1806), US-amerikanischer Wissenschaftler
- Bannemann, Emil (1902–1957), deutscher Politiker (NSDAP), MdR
- Bannen, Ian (1928–1999), schottischer Film- und TheaterschauspielerIan Bannen (1928–1999)

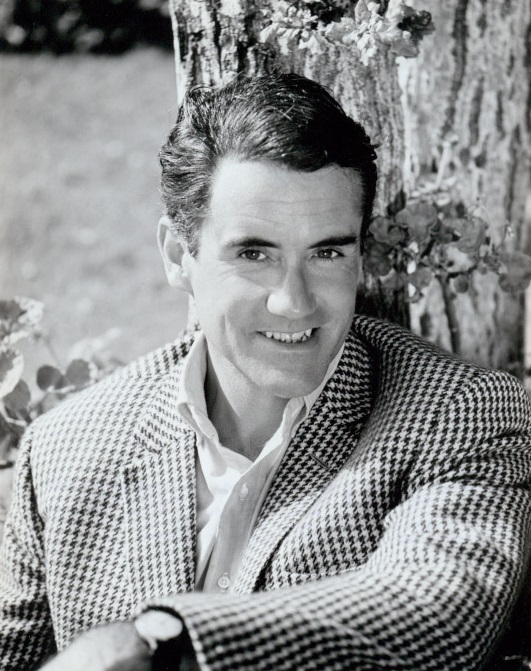
Ian Bannen (1928–1999)

- Bannenberg, Alfredo (1901–1978), deutscher Puppenspieler, Varietékünstler und Autor
- Bannenberg, Britta (* 1964), deutsche Rechtswissenschaftlerin und Kriminologin
- Banner, Bejean (* 1991), deutscher Schauspieler
- Banner, David (* 1974), US-amerikanischer Rapper und Produzent
- Banner, Fiona (* 1966), britische Malerin, Bildhauerin, Installationskünstlerin und Hochschullehrerin
- Banner, Gerhard (1932–2020), deutscher Verwaltungswissenschaftler
- Banner, James (* 1991), britischer Jazz- und Improvisationsmusiker (Kontrabass, Komposition)
- Banner, Jill (1946–1982), US-amerikanische Schauspielerin
- Banner, John (1910–1973), US-amerikanisch-österreichischer Schauspieler
- Banner, Marcus (* 1977), deutscher Autor und Informatiker
- Banner, Penny (1934–2008), US-amerikanische Wrestlerin
- Bannerman, Alec (1854–1924), australischer Cricketspieler
- Bannerman, Anne (1765–1829), britische Lyrikerin der Romantik
- Bannerman, Bill, kanadischer Regieassistent, Filmproduzent und Filmschaffender
- Bannerman, Cecilia, Politikerin und Ministerin in Ghana
- Bannerman, Charles (1851–1930), australischer Cricketspieler
- Bannerman, David Armitage (1886–1979), britischer Ornithologe
- Bannerman, Edmund Alexander Lanquaye (1915–1983), ghanaischer Chief Justice
- Bannerman, Helen (1862–1946), britische Kinderbuchautorin
- Bannerman, James (1790–1858), Gouverneur der britischen Goldküste, des heutigen Ghana
- Bannerman, John, Baron Bannerman of Kildonan (1901–1969), schottischer Landwirt, Rugbyspieler und Politiker (Liberal Party)
- Bannert, Frank (1956–2019), deutscher Kommunalpolitiker, Landrat des Saalekreises in Sachsen-Anhalt
- Bannert, Herbert (* 1950), österreichischer Klassischer Philologe
- Bannert, Norbert (1934–2023), deutscher Arzt und Hochschullehrer
- Bannert, Robert (* 1974), deutscher Computerspielejournalist
- Bannert, Walter (1942–2020), österreichischer Film- und Fernsehregisseur sowie Drehbuchautor
- Bannerth, Ernst (1895–1976), österreichischer Religions- und Islamwissenschaftler sowie Hochschullehrer
- Banneville, Gaston de (1818–1881), französischer General und Politiker
- Bannicke, Elke (* 1955), deutsche Numismatikerin
- Bannier, Adolf (* 1937), deutscher Politiker (FDP), MdL
- Bannier, Christina E. (* 1974), deutsche Wirtschaftswissenschaftlerin und Hochschullehrerin
- Bannier, Hans-Joachim (* 1957), deutscher Pomologe
- Bannier, Theodor (* 1883), deutscher Politiker (parteilos), MdL
- Bannik, Anatoly (1921–2013), sowjetischer Schachspieler
- Bannikow, Alexei (* 1973), kasachischer Freestyle-Skier
- Bannikow, Andrei Grigorjewitsch (1915–1985), sowjetischer Zoologe und Naturschützer
- Bannin, Joseph (1851–1915), irischer Priester, Generalvikar, Leiter der Pallottiner
- Banninck Cocq, Frans (1605–1655), niederländischer Patrizier, Bürgermeister von Amsterdam
- Banning, Henry B. (1836–1881), US-amerikanischer Politiker (Demokratische Partei)
- Banning, Leslie (1930–2014), US-amerikanische Schauspielerin
- Banning, Mary Elizabeth (1822–1903), US-amerikanische Mykologin und Naturillustratorin
- Bänninger, Hans (1924–2007), Schweizer Eishockeytorhüter
- Bänninger, Horst, deutscher Funktionär des Kulturbundes der DDR
- Bänninger, Johann Jakob (1821–1880), Schweizer Lehrer und Mundartdichter
- Bänninger, Konrad (1890–1981), Schweizer Schriftsteller, Lyriker und Essayist
- Bänninger, Otto Charles (1897–1973), Schweizer Steinbildhauer, Bronzeplastiker und Zeichner
- Bänninger, Rolf (1938–2017), Schweizer Jazzmusiker und Kaufmann
- Bannink, Alexander (* 1990), niederländischer Fußballspieler
- Bannink, Harry (1929–1999), niederländischer Komponist und Pianist
- Bannis, Naoufal (* 2002), niederländischer Fußballspieler
- Bannister, Alan (1922–2007), britischer Radrennfahrer
- Bannister, Drew (* 1974), kanadischer Eishockeyspieler und -trainer
- Bannister, Edward Mitchell (1828–1901), amerikanischer Maler
- Bannister, Gary (* 1960), englischer Fußballspieler
- Bannister, George († 1932), neuseeländischer Bergsteiger
- Bannister, Jarrod (1984–2018), australischer Speerwerfer
- Bannister, Jeffrey L. (1961–2018), US-amerikanischer Offizier, Generalmajor der US Army
- Bannister, Jimmy (1880–1953), englischer Fußballspieler
- Bannister, Mike (* 1949), britischer Pilot
- Bannister, Reggie (* 1945), US-amerikanischer Schauspieler
- Bannister, Robert Corwin (* 1935), US-amerikanischer Historiker
- Bannister, Roger (1929–2018), britischer Leichtathlet und Neurologe
- Bannister, Sarah (1858–1942), englisch-britische Lehrerin, Schulinspektorin und Lokalpolitikerin
- Bannister, Trevor (1934–2011), britischer Schauspieler
- Bannister, Turpin (1904–1982), US-amerikanischer Architekturhistoriker
- Banniza von Bazan, Heinrich (1904–1950), deutscher Rassenkundler, Genealoge und Autor
- Banniza von Bazan, Joseph Leonhard (1733–1800), österreichischer Rechtswissenschaftler
- Banniza, Ulrike (* 1966), deutsche Juristin, Richterin am Bundesfinanzhof
- Banno, Raechelle (* 1993), australische SchauspielerinRaechelle Banno (* 1993)

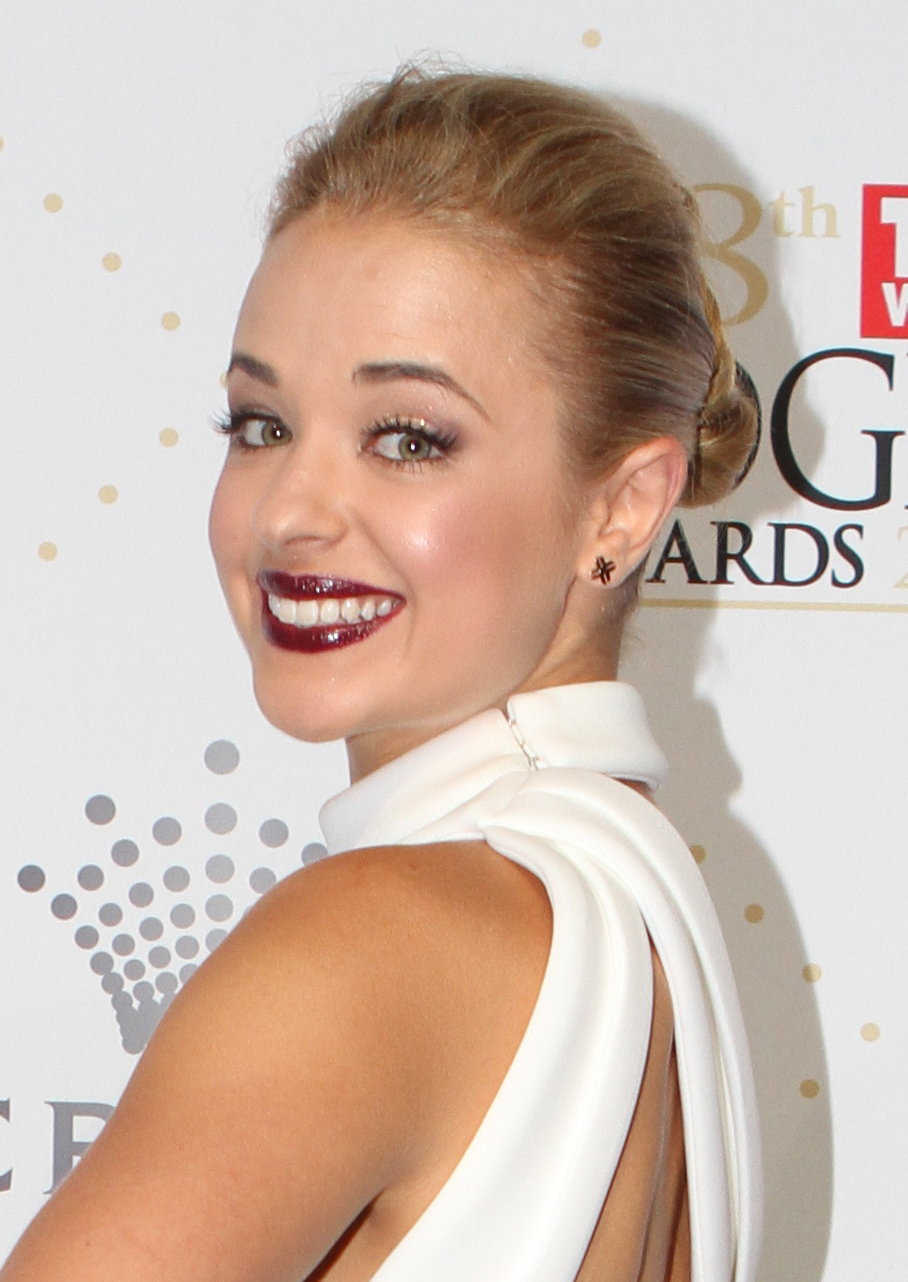
Raechelle Banno (* 1993)

- Banno, Yutaka (* 1961), japanischer Politiker
- Bannon, Ann (* 1932), US-amerikanische Autorin
- Bannon, Anthony (* 1943), US-amerikanischer Kunstkritiker
- Bannon, Eamonn (* 1958), schottischer Fußballspieler und -trainer
- Bannon, Henry T. (1867–1950), US-amerikanischer Politiker
- Bannon, Jack (1940–2017), US-amerikanischer Schauspieler
- Bannon, Jack (* 1991), britischer Schauspieler
- Bannon, James (* 1958), irischer Politiker
- Bannon, Jim (1911–1984), US-amerikanischer Schauspieler und Radiomoderator
- Bannon, John (1943–2015), australischer Politiker (Labor Party), Premierminister von South Australia
- Bannon, R. C. (* 1945), US-amerikanischer Country-Sänger, -Musiker und -Songwriter
- Bannon, Shayne (* 1962), australischer Radrennfahrer
- Bannon, Steve (* 1953), US-amerikanischer Publizist, Filmproduzent und politischer BeraterSteve Bannon (* 1953)

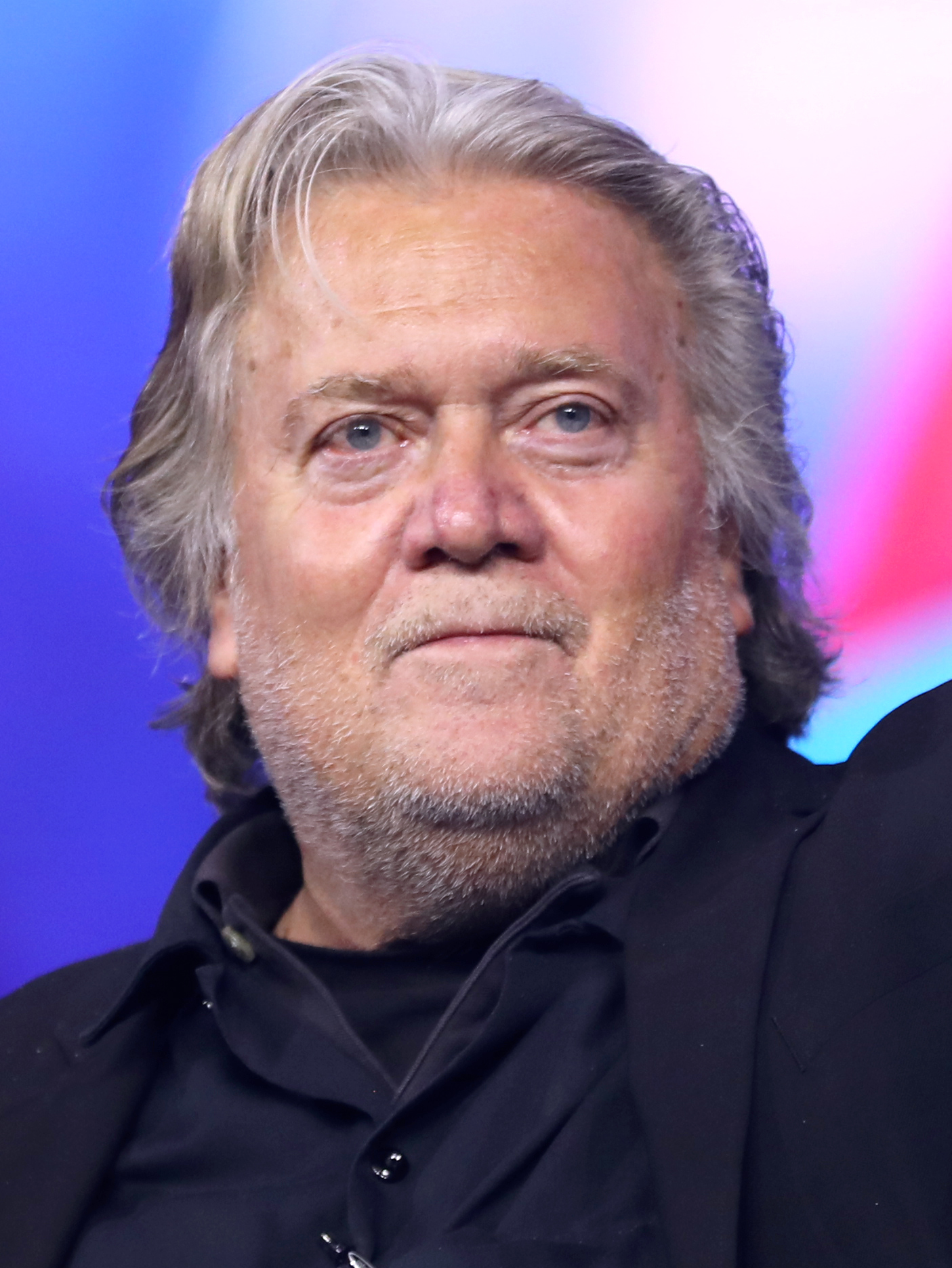
Steve Bannon (* 1953)

- Bannon, Terence (* 1967), nordirischer Bergsteiger und Abenteurer
- Bannos, Steve (* 1960), US-amerikanischer Schauspieler
- Bannour, Amine (* 1990), tunesischer Handballspieler
- Bannout, Samir (* 1955), libanesischer Bodybuilder
- Bannus, jüdischer Einsiedler zur Zeit Christi
- Bannwart, Patrick (* 1974), Schweizer Bühnenbildner
- Bannwart, Roman (1919–2010), Schweizer Musiker
- Bannwart, Ruedi (1932–2016), Schweizer Grafiker und Künstler
- Bannwarth, Albert (1872–1947), deutscher Ingenieur und Manager der Elektrizitätswirtschaft
- Bannwarth, Alfred (1903–1970), deutscher Neurologe
- Bannwarth, Raimund (1795–1864), Freiburger Oberbürgermeister
- Banny, Charles Konan (1942–2021), ivorischer Politiker, Premierminister der Elfenbeinküste
- Bannya, Badjé († 1970), nigrischer Erzähler
- Bannych, Oleg Alexandrowitsch (* 1931), russischer Materialwissenschaftler und Hochschullehrer

### Bano
- Bano, Arsénio (* 1974), osttimoresischer Politiker, Minister und stellvertretender Vorsitzender der FRETILIN
- Bano, Sancia Florência Paixão (* 1982), osttimoresische Politikerin
- Bañobre, Félix (* 1970), spanisch-britischer Basketballtrainer
- Bánóczy, Árpád (* 2002), ungarischer Hürdenläufer
- Banon, Tristane (* 1979), französische Autorin und JournalistinTristane Banon (* 1979)

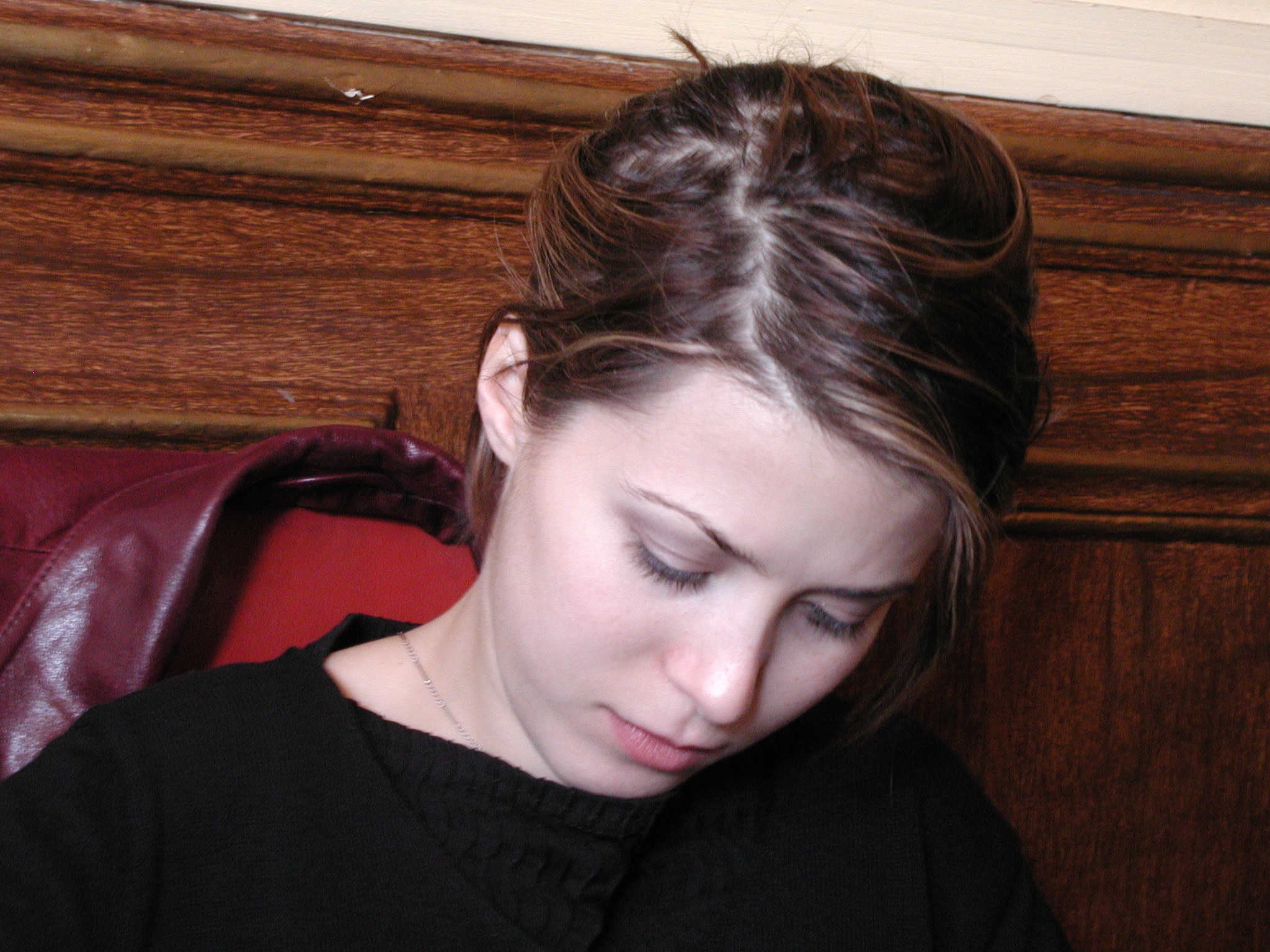
Tristane Banon (* 1979)

- Banonis, Vince (1921–2010), US-amerikanischer American-Football-Spieler
- Banoobhai, Shabbir (* 1949), südafrikanischer Dichter
- Baños, José Antonio (* 1986), spanischer Bahn- und Straßenradrennfahrer
- Baños, Roque (* 1968), spanischer Filmkomponist
- Baños, Santiago (* 1976), mexikanischer Fußballspieler
- Banotti, Mary (* 1939), irische Politikerin (Fine Gael) und irisches MdEP
- Banouas, Nassim (* 1986), deutscher Fußballspieler
- Banousis, Vasilis (* 1990), griechischer Bahnradfahrer
- Banović, Igor (* 1987), kroatischer Fußballspieler
- Banović, Ivica (* 1980), kroatischer FußballspielerIvica Banović (* 1980)

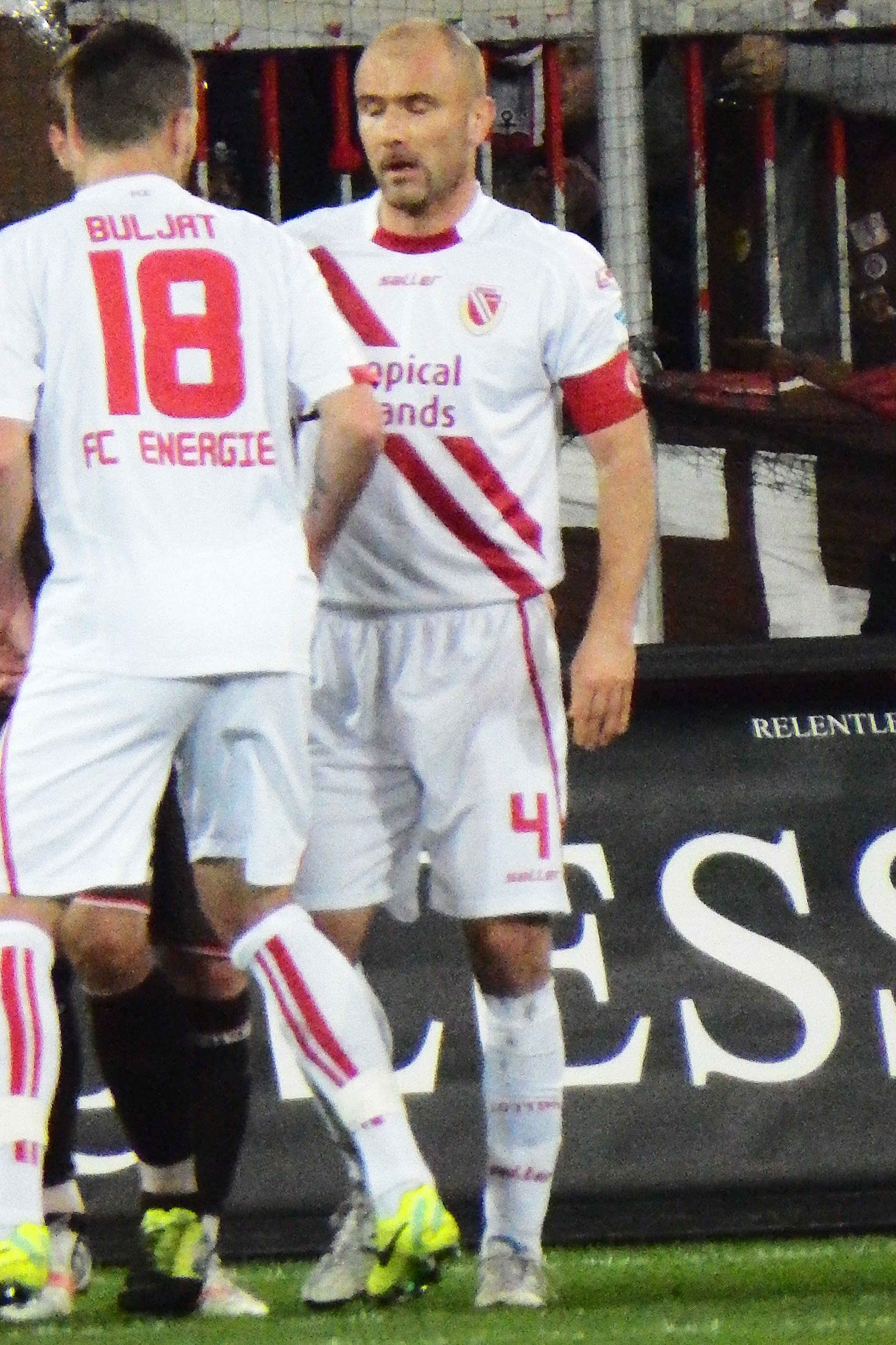
Ivica Banović (* 1980)

- Banovič, Patrik (* 1991), slowakischer Fußballspieler
- Banović, Zoran (* 1974), montenegrinischer Fußballtorhüter
- Banowetz, Joseph (1934–2022), US-amerikanischer Pianist und Musikpädagoge
- Banowski, Steffi (* 1976), deutsche Podcast-Produzentin, Journalistin und Radiomoderatorin

### Banp
- Banphakit Phrmanee (* 1998), thailändischer Fußballspieler

### Banq
- Banquet, Romain (1840–1929), französischer Benediktiner, Abt und Klostergründer

### Bans
- Bansa, Christian (1791–1862), Landtagsabgeordneter Großherzogtum Hessen und Minister in Hessen-Homburg
- Bansa, Conrad Adolf (1788–1843), Politiker Freie Stadt Frankfurt
- Bansa, Konrad (* 1975), deutscher Handballtorwart und -trainer sowie Beachhandballspieler und -trainer
- Bánsági, Ildikó (* 1947), ungarische Schauspielerin
- Bansah, Céphas (* 1948), ghanaischer König einer rund 200.000 Einwohner umfassenden Gruppe des Drei-Millionen Volkes der Ewe im Osten GhanasCéphas Bansah (* 1948)

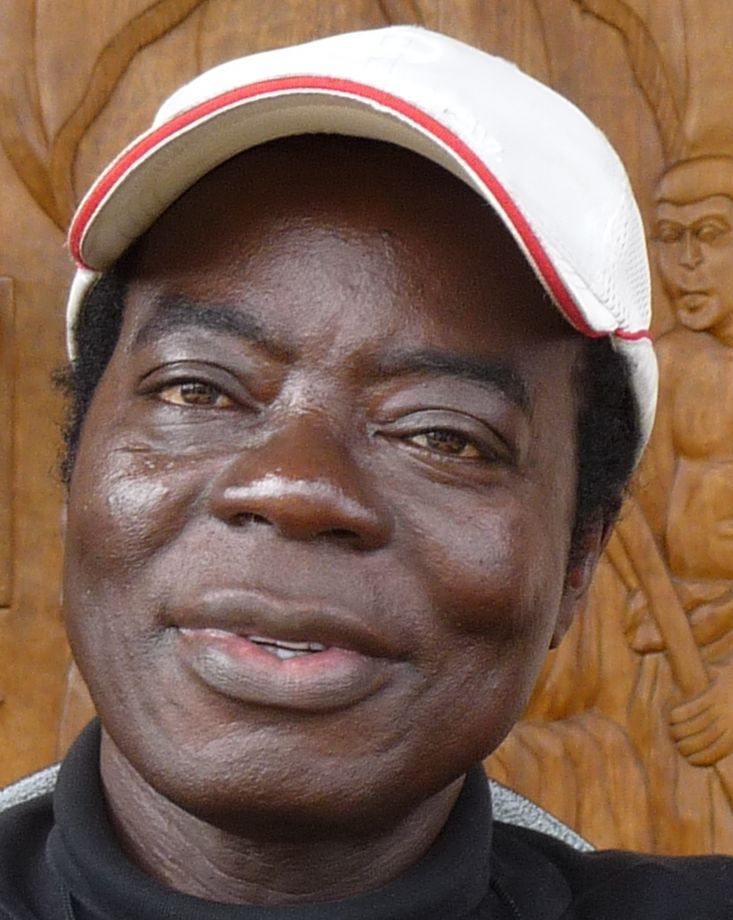
Céphas Bansah (* 1948)

- Bansal, Prachi (* 1995), indische Schauspielerin
- Bansard, Jean-Pierre (1940–2024), französischer Geschäftsmann und Politiker
- Bansbach, Max (1898–1997), deutscher Wirtschaftsprüfer und Steuerberater
- Bänsch, Axel (* 1941), deutscher Betriebswirt und Hochschullehrer
- Bänsch, Dieter (1925–1995), deutscher Literaturwissenschaftler
- Bänsch, Dietmar (* 1962), deutscher Kardiologe
- Bänsch, Franz (1899–1961), deutscher katholischer Ordensgeistlicher
- Bansch, Helga (* 1957), österreichische Künstlerin und Illustratorin
- Bänsch, Jakob (* 2003), deutscher Jazzmusiker (Trompete, Flügelhorn, Komposition)
- Bänsch, Renate (* 1956), deutsche Ruderin
- Bänsch, Willi (1908–1944), deutscher Schlosser und Widerstandskämpfer gegen das NS-Regime
- Banschbach, Johann Georg (1853–1927), deutscher Mühlenbesitzer und Abgeordneter der zweiten Kammer der Badischen Ständeversammlung
- Banscherus, Jürgen (* 1949), deutscher Schriftsteller
- Banschiri, Abu Ubaida al- (1950–1996), ägyptischer Mitbegründer der al-Qaida
- Banschtschikow, Gennadi Iwanowitsch (1943–2025), russischer Komponist
- Banse, Ewald (1883–1953), deutscher Geograph, pangermanistischer Hobby-Historiker und Schriftsteller
- Banse, Gerhard (* 1946), deutscher Wissenschaftsphilosoph und Professor
- Banse, Herbert (* 1900), deutscher NSDAP-Funktionär und Landrat
- Banse, Juliane (* 1969), deutsche Opernsängerin (Sopran)
- Banse, Karl (1901–1977), deutscher Wirtschaftswissenschaftler
- Banse, Karl-Heinz (* 1962), deutscher Feuerwehrmann
- Banse, Philip (* 1972), deutscher Journalist und PodcasterPhilip Banse (* 1972)

Philip Banse (* 1972)

- Bansé, Sacha (* 2001), burkinischer Fußballspieler
- Banse, Walter (* 1934), deutscher Fußballspieler
- Banse, Wilhelm (1911–1965), deutscher Journalist und Politiker (SPD), MdB
- Bansemer, Günther (* 1958), deutscher Fußballspieler
- Bansemer, Sunny (* 1983), deutsche Schauspielerin, Synchronsprecherin und ModeratorinSunny Bansemer (* 1983)

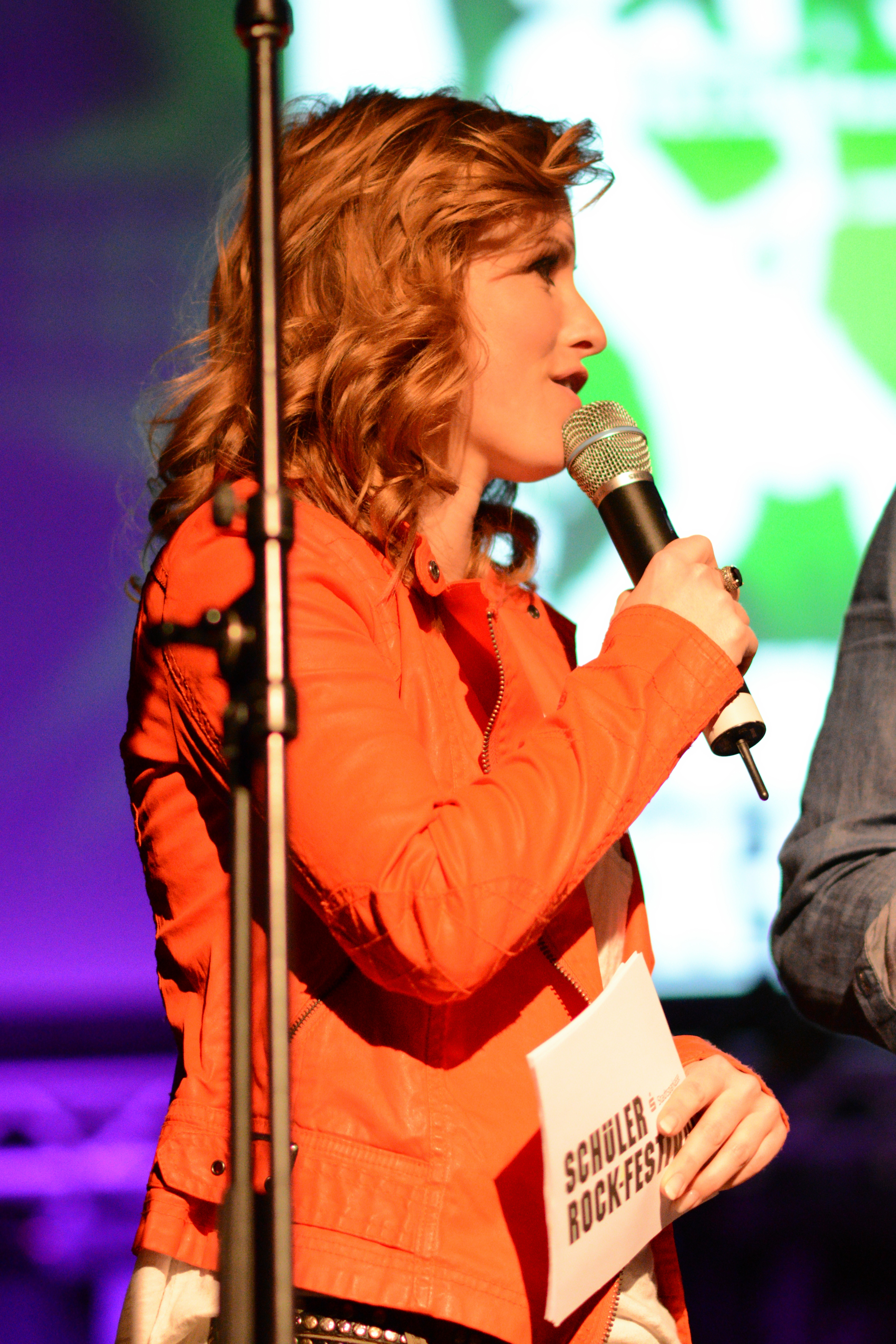
Sunny Bansemer (* 1983)

- Bansen, Bruno (* 1942), deutscher humoristischer Lyriker
- Bansen, Eike (* 1998), deutscher Fußballspieler
- Banser, Fait-Florian (* 1982), deutscher Fußballspieler
- Banseruk, Iwan (* 1990), ukrainischer Geher
- Banshimiyubusa, Gervais (* 1952), burundischer Geistlicher und römisch-katholischer Erzbischof von Bujumbura
- Bansi, Barbara (1777–1863), französische Malerin
- Bansi, Ernst (1858–1940), deutscher Kommunalbeamter und Bürgermeister der Stadt Quedlinburg
- Bansi, Gustav (1870–1935), deutscher Verwaltungsjurist und Ministerialbeamter
- Bansi, Hans Wilhelm (1899–1982), deutscher Internist
- Bansi, Heinrich (1754–1835), Schweizer reformierter Pfarrer
- Bański, Kazimierz (1912–1979), polnischer Radrennfahrer
- Bansley, Heather (* 1987), kanadische Beachvolleyballspielerin
- Bansovius, Samuel (1576–1636), deutscher Jurist an der Universität Tübingen
- Bánszki, Bence (* 1993), ungarischer Biathlet und Skilangläufer

### Bant
- Banta, Lisa (* 1979), US-amerikanische Goalballspielerin und Leichtathletin
- Banta, Parke M. (1891–1970), US-amerikanischer Politiker
- Bantau, Hugo (* 1890), deutscher Maler, Grafiker und Radierer
- Bantele, Georg (1893–1961), deutscher Politiker (BP), MdL
- Bantelmann, Albert (1911–1999), deutscher Prähistoriker
- Bantelmann, Johann David (1769–1833), deutscher, in Estland tätiger Architekt
- Bantelmann, Johann Wilhelm David (1806–1877), deutscher Landschafts- und Porträtmaler
- Banter, Harald (* 1930), deutscher Komponist, Arrangeur, Musikproduzent und Bandleader
- Banteur, Carlos (* 1986), kubanischer Boxer
- Banthia, Siddhant (* 2000), indischer Tennisspieler
- Banti, Anna (1895–1985), italienische Schriftstellerin
- Banti, Brigida (1755–1806), italienische Opernsängerin
- Banti, Caterina (* 1987), italienische Seglerin
- Banti, Luca (* 1974), italienischer Fußballschiedsrichter
- Banti, Lucia (1926–2010), italienische Schauspielerin
- Banti, Luisa (1894–1978), italienische Archäologin und Etruskologin
- Bantigue y Natividad, Pedro (1920–2012), philippinischer Geistlicher, römisch-katholischer Bischof von San Pablo
- Banting, Frederick (1891–1941), kanadischer Mediziner und NobelpreisträgerFrederick Banting (1891–1941)

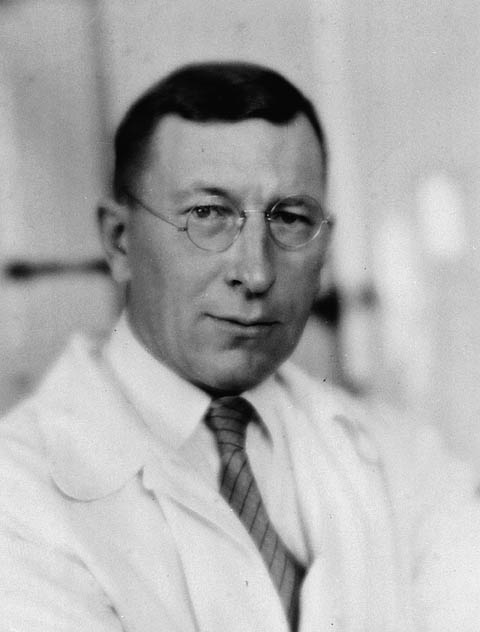
Frederick Banting (1891–1941)

- Banting, John (1902–1972), britischer Maler, Grafiker und Schriftsteller des Surrealismus
- Banting, Keith G. (* 1947), kanadischer Politikwissenschaftler
- Banting, William (1797–1878), englischer Autor
- Bantle, Alina (* 2000), deutsche Fußballspielerin
- Bantle, Ernst (1901–1978), deutscher Fußballspieler
- Bantle, Hermann Anton (1872–1930), deutscher Maler
- Bantle, Kurt (* 1933), deutscher Politiker (SPD), MdL
- Bantle, Oliver (* 1962), deutscher Autor und Journalist
- Bantle, Rudi (1924–2014), deutscher Fußballspieler
- Bantle, Ruedi (1926–2017), Schweizer Politiker
- Bantleon, Nikolaus (1838–1928), deutscher Landwirt und Politiker, MdR
- Bantlin, Septimus Gottlob (1798–1870), deutscher Theologe und Politiker
- Bantock, Granville (1868–1946), britischer Komponist und Dirigent
- Bantolo, José (* 1960), philippinischer Geistlicher und Bischof von Masbate
- Banton, Buju (* 1973), jamaikanischer Ragga-SängerBuju Banton (* 1973)

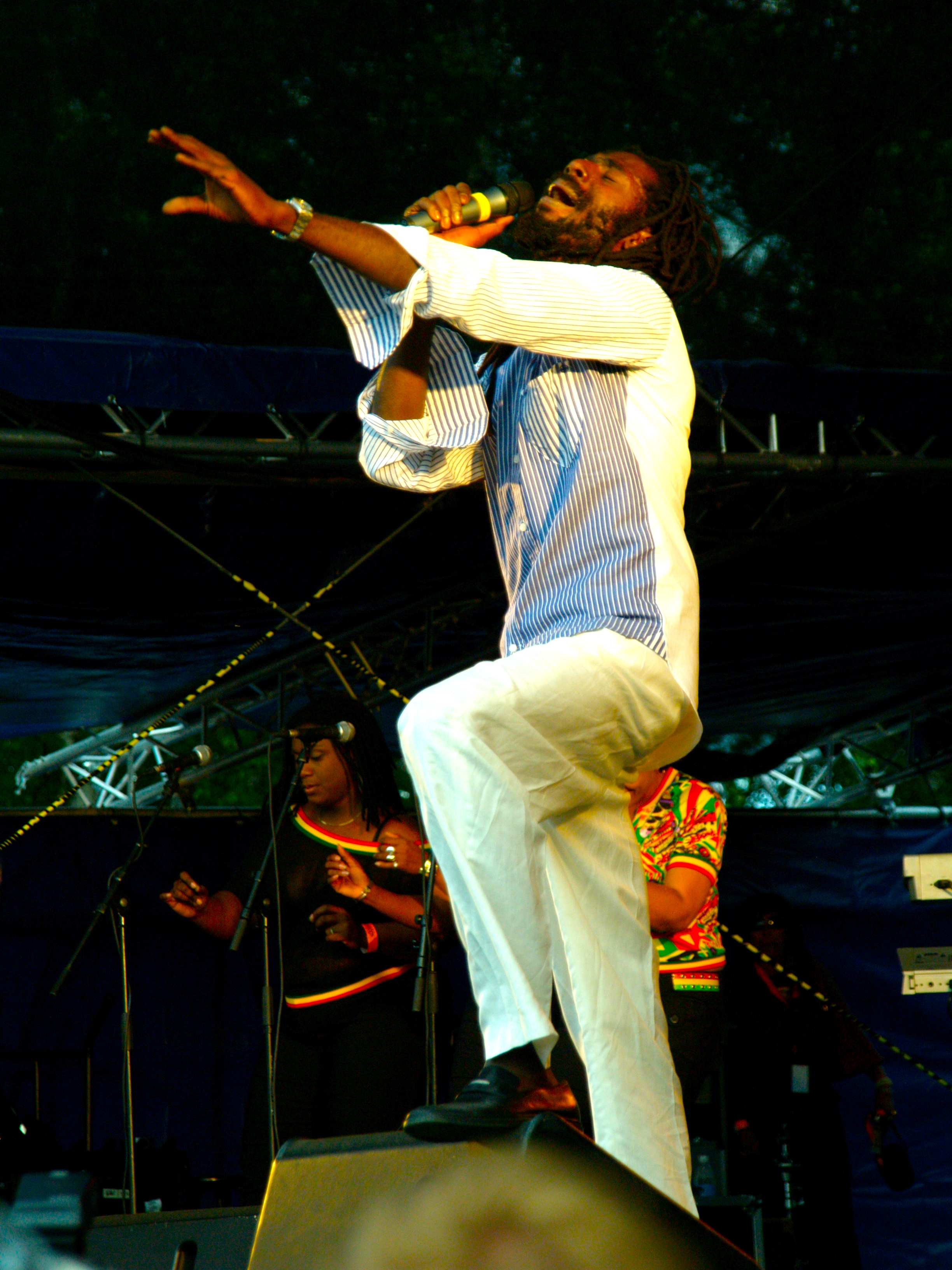
Buju Banton (* 1973)

- Banton, Burro (* 1956), jamaikanischer Dancehall- und Reggae-Sänger
- Banton, Hugh (* 1949), britischer Organist und Digital-Orgelbauer
- Banton, Pato (* 1961), britischer Reggae-Musiker
- Banton, Travis (1894–1958), US-amerikanischer Kostümbildner beim Film
- Banton, Uwe, deutscher Reggae-Musiker
- Bantsimba, Dieudonné (* 1957), Politiker in der Republik Kongo
- Bantu, Adé (* 1971), deutsch-nigerianischer Musiker
- Bantum, Ken (* 1935), US-amerikanischer Kugelstoßer
- Bantus von Trier, Trierer Priester und Missionar
- Bantwal, Jayawant, indischer Tablaspieler
- Bantz, Elmer (1908–2002), deutscher Schauspieler und Rundfunksprecher
- Bantz, Helmut (1921–2004), deutscher Turner
- Bantzer, Carl (1857–1941), deutscher impressionistischer Maler und Kunstschriftsteller
- Bantzer, Christoph (* 1936), deutscher Schauspieler
- Bantzer, Claus (* 1942), deutscher Komponist, Kirchenmusiker und Dirigent
- Bantzer, Günther (1921–2019), deutscher Politiker (SPD)
- Bantzer, Johanna (* 1978), deutschsprachige Bühnen-, Film- und Fernseh-SchauspielerinJohanna Bantzer (* 1978)

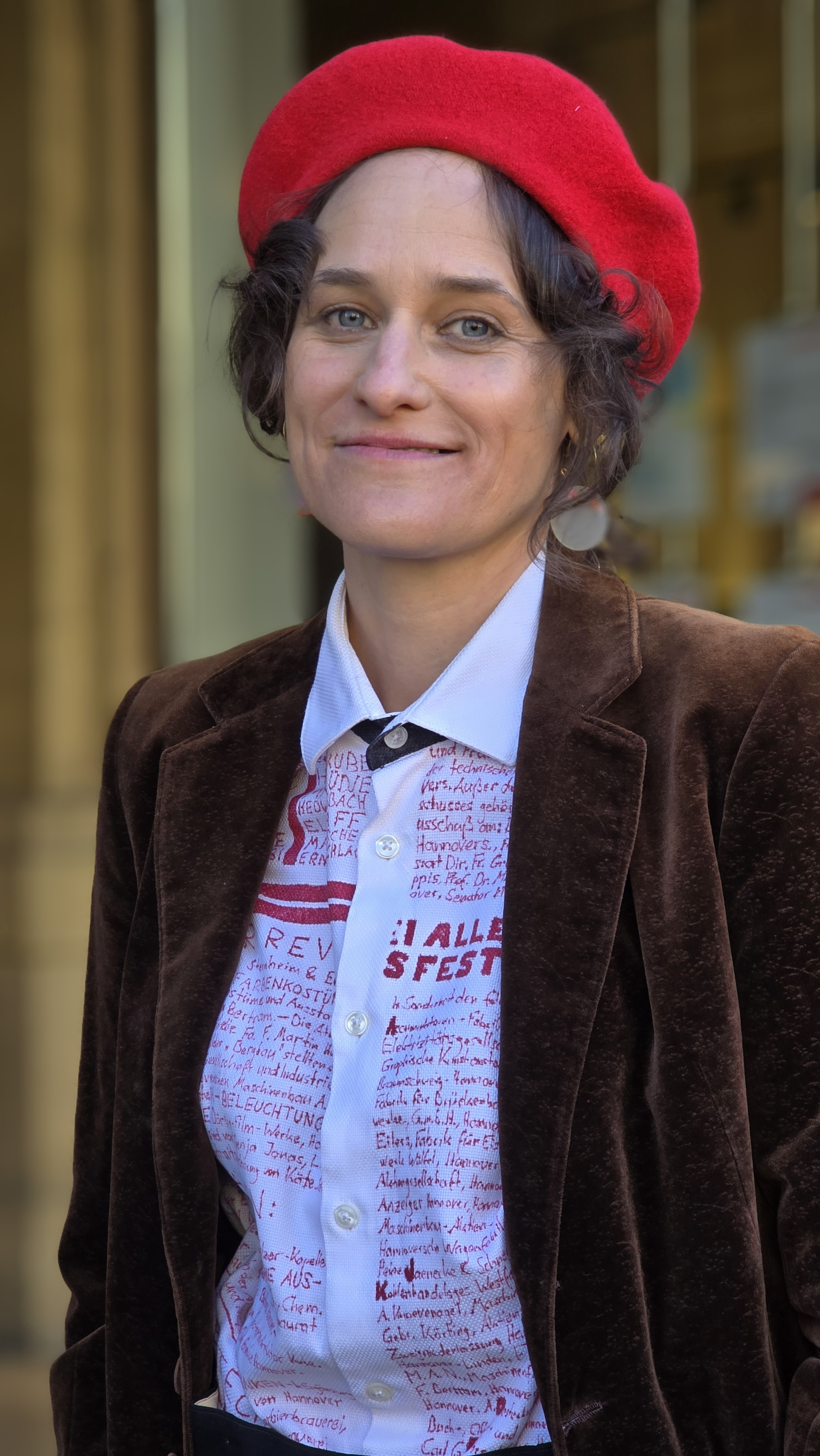
Johanna Bantzer (* 1978)

- Bantzer, Marigard (1905–1999), deutsche Kinderbuchillustratorin
- Bantzkow, Johann († 1427), deutscher Kaufmann und Bürgermeister der Hansestadt Wismar

### Banu
- Banu, Georges (1943–2023), rumänisch-französischer Theaterkritiker und -wissenschaftler
- Banu, Naseem (1916–2002), indische Schauspielerin
- Bañuelos y Travel, Miguel de los Santos de (1830–1906), spanischer Diplomat
- Bañuelos, Juan (1932–2017), mexikanischer Dichter, Essayist, Herausgeber und Universitätsprofessor
- Bañuelos, Romana Acosta (1925–2018), US-amerikanische Geschäftsfrau, Bänkerin und Regierungsbeamtin
- Banuka bint al-Mahdi, Abbasiden-Prinzessin
- Banuls, Sylvie (* 1955), französische Dokumentarfilmerin
- Banura, Djamal (1938–2020), palästinensischer Schriftsteller und Journalist
- Banura, Maureen (* 1996), ugandische Leichtathletin
- Banuș, Maria (1914–1999), rumänische Lyrikerin, Essayistin, Romanschreiberin und Übersetzerin
- Banusch, Richard (* 1998), deutscher Radrennfahrer
- Banuscher, Frank A. (1932–2008), deutscher Kameramann
- Banushi, Besmir (* 1988), albanischer Radrennfahrer
- Banušić, Marija (* 1995), schwedische Fußballspielerin
- Bánusz, Tamás (* 1989), ungarischer Schachmeister

### Banv
- Banville, Antoine (* 1970), französischer Jazzmusiker (Schlagzeug, Komposition)
- Banville, John (* 1945), irischer SchriftstellerJohn Banville (* 1945)

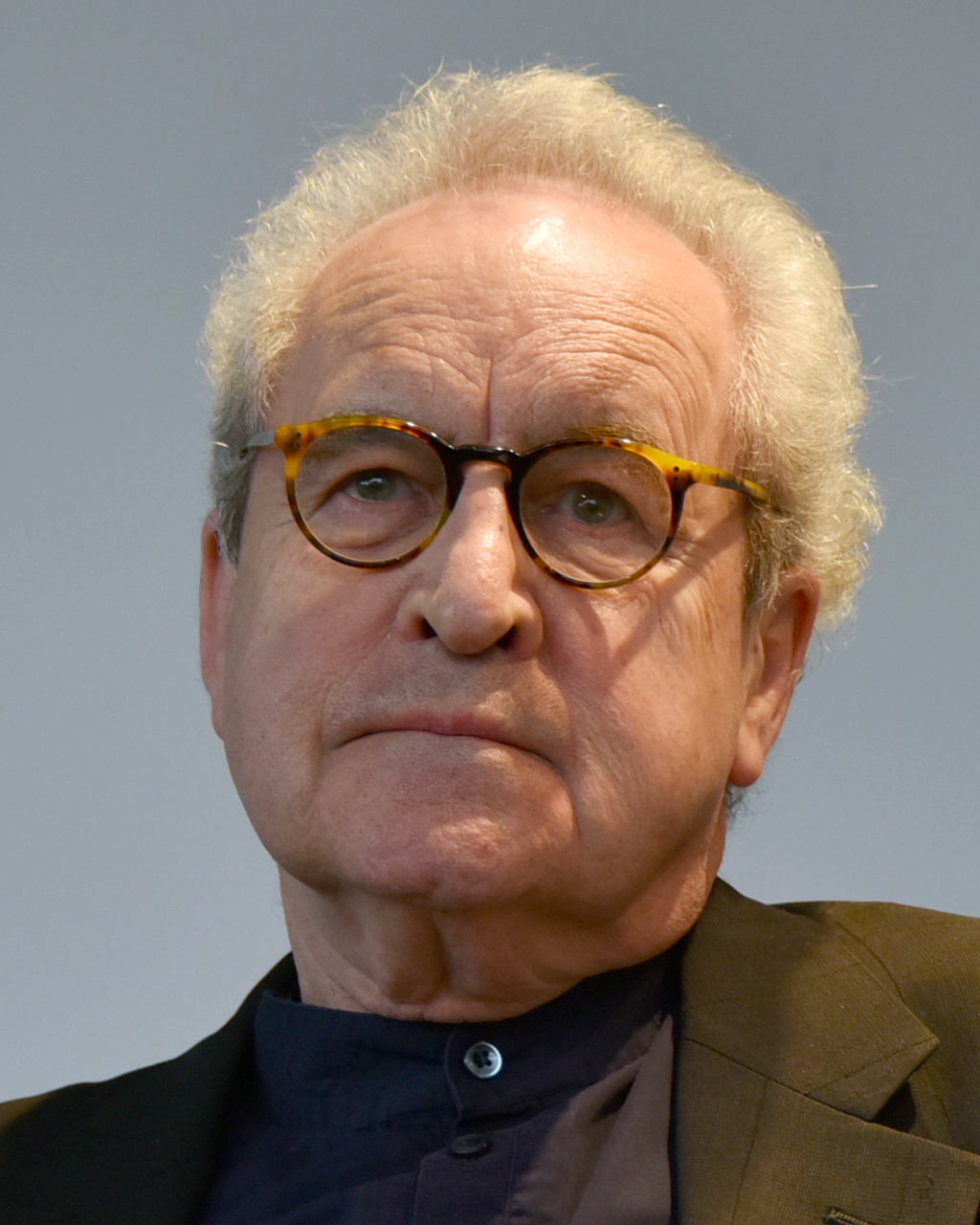
John Banville (* 1945)

- Banville, Théodore de (1823–1891), französischer Dichter

### Banw
- Banwarth, Kayla (* 1989), US-amerikanische Volleyballspielerin und -trainerin

### Bany
- Bany, John, US-amerikanischer Jazzmusiker (Bass, Gesang)
- Bany, Ralph (* 1964), deutscher Fußballspieler
- Bany, William Nyuon († 1996), Militär und Politiker im Süden des Sudan
- Banys, Alvydas (* 1968), litauischer Finanzmanager
- Banys, Linas (* 1998), litauischer Biathlet

### Banz
- Banz, Claudia (* 1966), deutsche Kunsthistorikerin und Museumskuratorin
- Banz, Helmut W. (1941–2012), deutscher Filmkritiker, Autor und Schauspieler
- Banz, Konrad (1914–1984), deutscher Pädagoge und Naturforscher
- Banz, Nikolaus von († 1344), Administrator von Breslau
- Banz, Romuald (1866–1951), Schweizer Lehrer
- Banz, Stefan (1961–2021), Schweizer Künstler und Kurator
- Banza, Jean-Kasongo (1974–2024), kongolesischer Fußballspieler
- Banza, Simon (* 1996), französisch-kongolesischer Fußballspieler
- Banzarov, Dordji (1822–1855), buriatischer Historiker und Schamanologe
- Banze, Alfred (* 1958), deutscher Künstler
- Banzer Suárez, Hugo (1926–2002), bolivianischer Militär, Politiker und StaatspräsidentHugo Banzer Suárez (1926–2002)

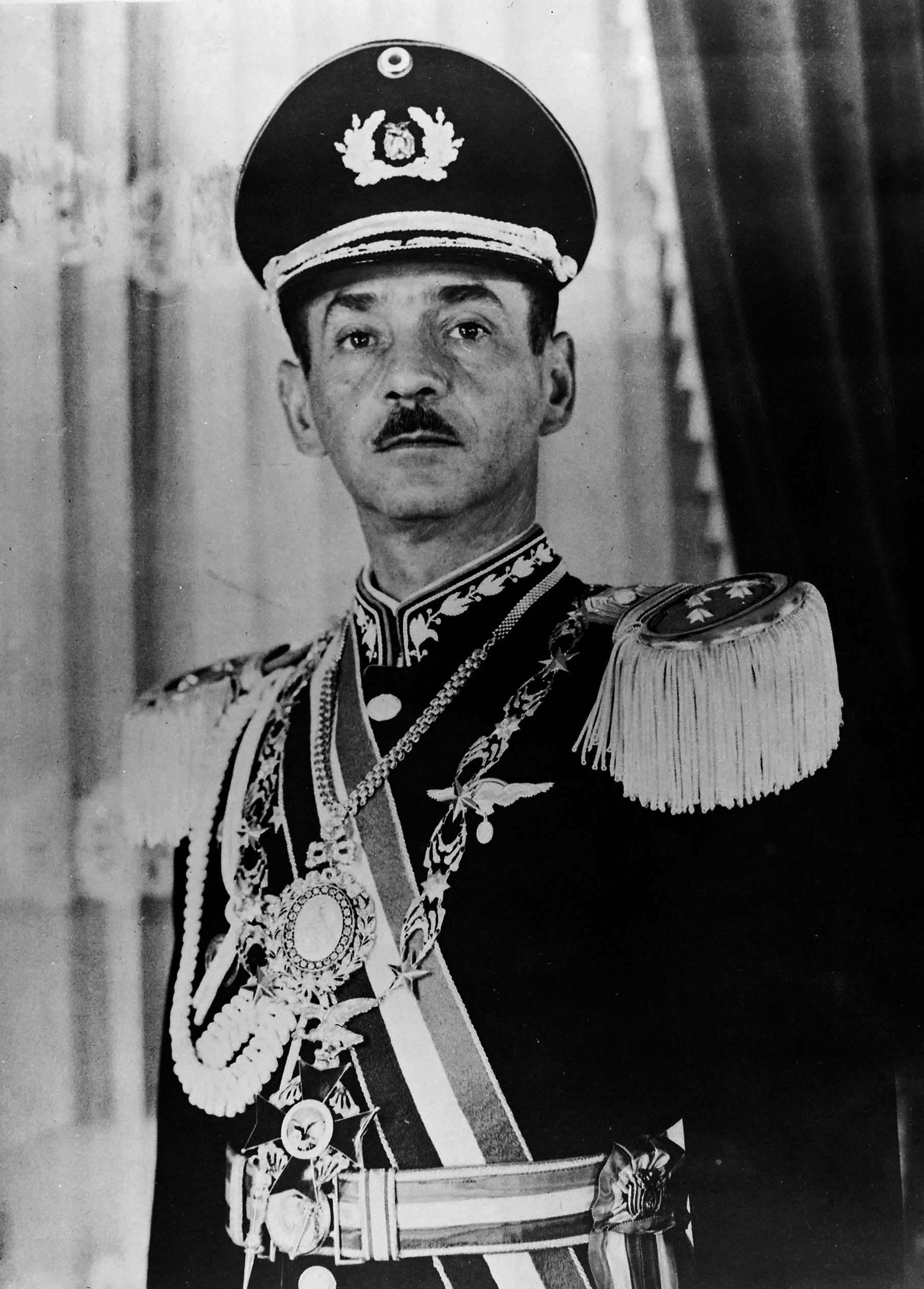
Hugo Banzer Suárez (1926–2002)

- Banzer, Alessandro (* 1988), liechtensteinischer Poolbillardspieler
- Banzer, Bruno (* 1947), liechtensteinischer Kunstturner
- Banzer, Jürgen (* 1955), deutscher Rechtsanwalt und Mitglied des Hessischen Landtags (CDU)
- Banzer, Kenny (* 1986), liechtensteinischer Tennisspieler
- Banzer, Marcus (1592–1664), deutscher Mediziner
- Banzer, Matthaeus Carl (1867–1945), deutscher Hotelkaufmann und Autor, Begründer des Internationalen Verband der Köche
- Banzer, Thomas, liechtensteinischer Politiker (FBP)
- Banzer, Winfried Eberhard (* 1953), deutscher Sport- und Präventivmediziner
- Banzhaf, Gottlob (1858–1930), deutscher Unternehmer
- Banzhaf, Hajo (1949–2009), deutscher Astrologe und Buchautor
- Banzhaf, Johannes (1907–1968), deutscher Verlagskaufmann
- Banzhaf, John (* 1940), US-amerikanischer Rechtsanwalt und Rechtswissenschaftler
- Banzhaf, Michael (* 1957), deutscher Diplomat
- Banzhaf, Michael (* 1978), deutscher Balletttänzer
- Banzhaf, Susi, deutsche Schauspielerin und Musicaldarstellerin
- Banzi, Anthony (1946–2020), tansanischer Geistlicher, römisch-katholischer Bischof von Tanga
- Banzie, Brenda de (1909–1981), britische SchauspielerinBrenda de Banzie (1909–1981)

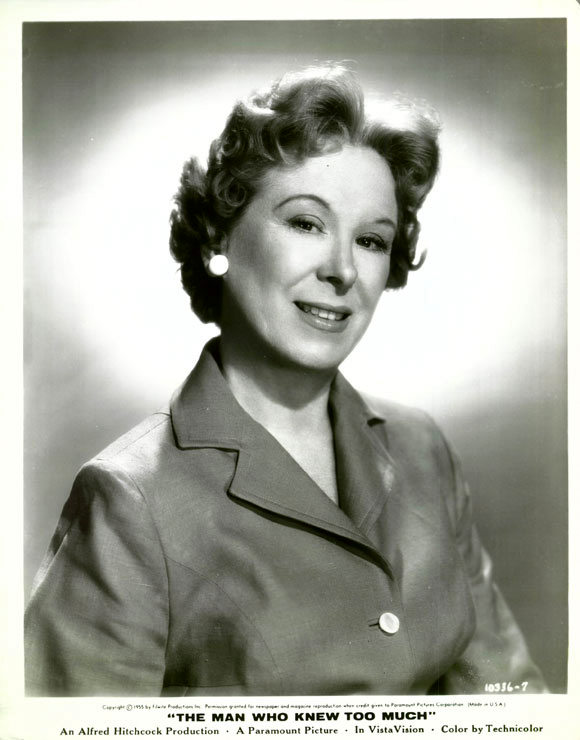
Brenda de Banzie (1909–1981)

- Bänziger, Bartholome (1810–1874), Schweizer Fabrikant
- Bänziger, Dialma Jakob (1927–2022), Schweizer Bauingenieur und Brückenbauer
- Bänziger, Felix (* 1948), Schweizer Jurist
- Bänziger, Hans (1917–2005), Schweizer Germanist, Hochschullehrer, Redaktor und Literaturhistoriker
- Bänziger, Hans Ulrich (* 1938), Schweizer Psychologe und Schriftsteller
- Bänziger, Hugo (* 1956), Schweizer Ökonom und Bankmanager
- Bänziger, Johannes (1804–1840), Schweizer Textilunternehmer und Industrieller
- Bänziger, Marlies (* 1960), Schweizer Politikerin (Grüne)
- Bänziger, Rahel (* 1966), Schweizer Politikerin (Grüne)
- Bänziger, Ueli (1945–2004), Schweizer Künstler
- Bänziger, Wälti (1560–1646), Schweizer Politiker
- Bänziger-Tobler, Jakob († 1657), Politiker und Kriegshauptmann
- Bänziger-Zürcher, Jakob (1775–1842), Schweizer Fabrikant und Politiker
- Banzkow, Heinrich († 1543), Domscholastiker in Hamburg und Dompropst am Schweriner Dom
- Banzuzi, Ezechiel (* 2005), niederländisch-kongolesischer Fußballspieler